# Polonia
Polonia, oficialmente la República de Polonia (en polaco: Rzeczpospolita Polskaⓘ), es un país de Europa Central, uno de los veintisiete Estados soberanos que forman la Unión Europea, constituido en Estado democrático de derecho y cuya forma de gobierno es la república parlamentaria. Es un Estado unitario con 16 subdivisiones o regiones administrativas denominadas voivodatos.
Su territorio tiene una extensión de 312 696 km² y una población de 38.2 millones de personas, por lo que es el quinto país más poblado de la UE. Comprende en su porción más grande al norte parte de la gran llanura europea y abarca al sur territorio montañoso de los Sudetes, los Cárpatos y la sierra de Santa Cruz. Aunque la capital y ciudad más poblada es Varsovia, el centro académico-cultural es la segunda ciudad más grande, Cracovia.
Limita al norte con el mar Báltico y al noreste con el óblast de Kaliningrado (que pertenece a Rusia como un exclave), y Lituania, al este con Bielorrusia, al sureste con Ucrania, al sur con la República Checa y Eslovaquia, y al oeste con Alemania.
La creación de la nación es con frecuencia identificada con la adopción del catolicismo por su monarca Miecislao I en el año 966, cuando su territorio era similar al de la Polonia moderna. El Reino de Polonia fue formado en 1025, y en 1569 cimentó una larga asociación con el Gran Ducado de Lituania al firmar la Unión de Lublin, mediante la cual se erigió la Mancomunidad Polaco-Lituana. La Mancomunidad colapsó en 1795, y el territorio polaco fue repartido entre Rusia, Prusia y Austria. Polonia recobró su independencia tras la Primera Guerra Mundial como la Segunda República Polaca, pero fue ocupada por la Alemania nazi y la Unión Soviética al estallido de la Segunda Guerra Mundial en septiembre de 1939. En 1944, se formó un gobierno provisional polaco, el cual, después de un período de conflictos, referéndums y elecciones, dieron como consecuencia que se convirtiera en un Estado satélite de la Unión Soviética, dando paso a que la República de Polonia (Rzeczpospolita Polska), fuese renombrada como República Popular de Polonia (Polska Rzeczpospolita Ludowa) en 1952. Durante las revoluciones de 1989, el gobierno marxista-leninista de Polonia fue derrocado, y el país adoptó una nueva constitución que se establece como una democracia bajo el nombre Rzeczpospolita Polska, a menudo referida como III Rzeczpospolita.
Polonia es la quinta economía (PIB PPA) más grande y una de las más dinámicas de la Unión Europea, alcanza en simultáneo un nivel muy alto en el Índice de Desarrollo Humano. Además, la Bolsa de Varsovia es la mayor y más importante de Europa Central y Oriental. Ocupa un lugar alto en educación, seguridad y libertad económica. Cuenta con un buen sistema educativo en Europa, situado entre los países más educados. El país ofrece educación universitaria gratuita, seguridad social financiada por el Estado y un sistema universal de atención de la salud para todos los ciudadanos. Ubicado entre las culturas de Europa Oriental y Occidental y acuñado por una historia cambiante, suma numerosos monumentos históricos y 17 Patrimonio de la Humanidad de la UNESCO. Es visitado por 19.6 millones de turistas cada año (2018), por lo que es el decimosexto país más visitado del planeta.

## Etimología
El topónimo más corriente deriva del nombre de la tribu de los polanos occidentales, que habitaba la cuenca del Varta hacia el siglo VI. Su nombre, polanie, deriva a su vez de la palabra protoeslava polo que significa ‘campo’. En algunos idiomas, como el húngaro, lituano, persa, ruso y turco, el nombre del país deriva del de la tribu de los lendianos (lędzianie o lachy), una tribu lechita que habitaba en el extremo sureste de la actual Pequeña Polonia. Este nombre también proviene de la antigua palabra polaca lęda, que significa llanura. En polaco, el nombre ceremonial de su propio país es el único que utiliza el término Rzeczpospolita con el significado de «república», para las repúblicas extranjeras utilizan Republika.

## Historia

### Antes del Reino Polaco

Polonia entre 960 y 992, durante el reinado de Miecislao I.

Los homínidos parecen estar presentes en la actual Polonia desde hace quinientos mil años. Los eslavos se asentaron en este territorio desde hace 1500 años y la historia de Polonia como estado casi abarca un milenio. El territorio ocupado por Polonia ha variado enormemente durante su historia. En el siglo XVI, durante la República de las Dos Naciones, formaba la nación más grande de Europa, antes del crecimiento del Imperio ruso. Desde ese momento no existió una estructura polaca independiente hasta la recuperación de la independencia en 1918, y tras más de un siglo de gobierno por parte de sus vecinos, pero sus fronteras son alteradas nuevamente después de la Segunda Guerra Mundial.

### Reino de Polonia 1025-1569
En el siglo X aparece Polonia como nación; la gobernaron una serie de fuertes líderes que convirtieron a los polacos al cristianismo, creando un reino poderoso e integrando a Polonia en la cultura europea. En el siglo XIII la fragmentación interna determina la erosión de la nación inicial, pero a lo largo del siglo se consolida la base del nuevo Estado dominante que estaba por llegar.
La dinastía Jogalia (1385-1569) formó la Mancomunidad polaco-lituana, comenzando con el gran duque lituano Jogaila. En 1385 se unió con Lituania tras la coronación como rey de Vladislao II Jogaila.
Gracias a la cooperación de ambos países, los ejércitos lituano y polaco vencieron a la Orden Teutónica en la batalla de Grunwald en 1410. Fue la mayor batalla en suelo europeo librada en todo el siglo XV. La amistad fue beneficiosa para los polacos y lituanos, que desempeñaron el papel dominante en uno de los imperios más importantes de Europa por los siguientes tres siglos.

### República de las Dos Naciones

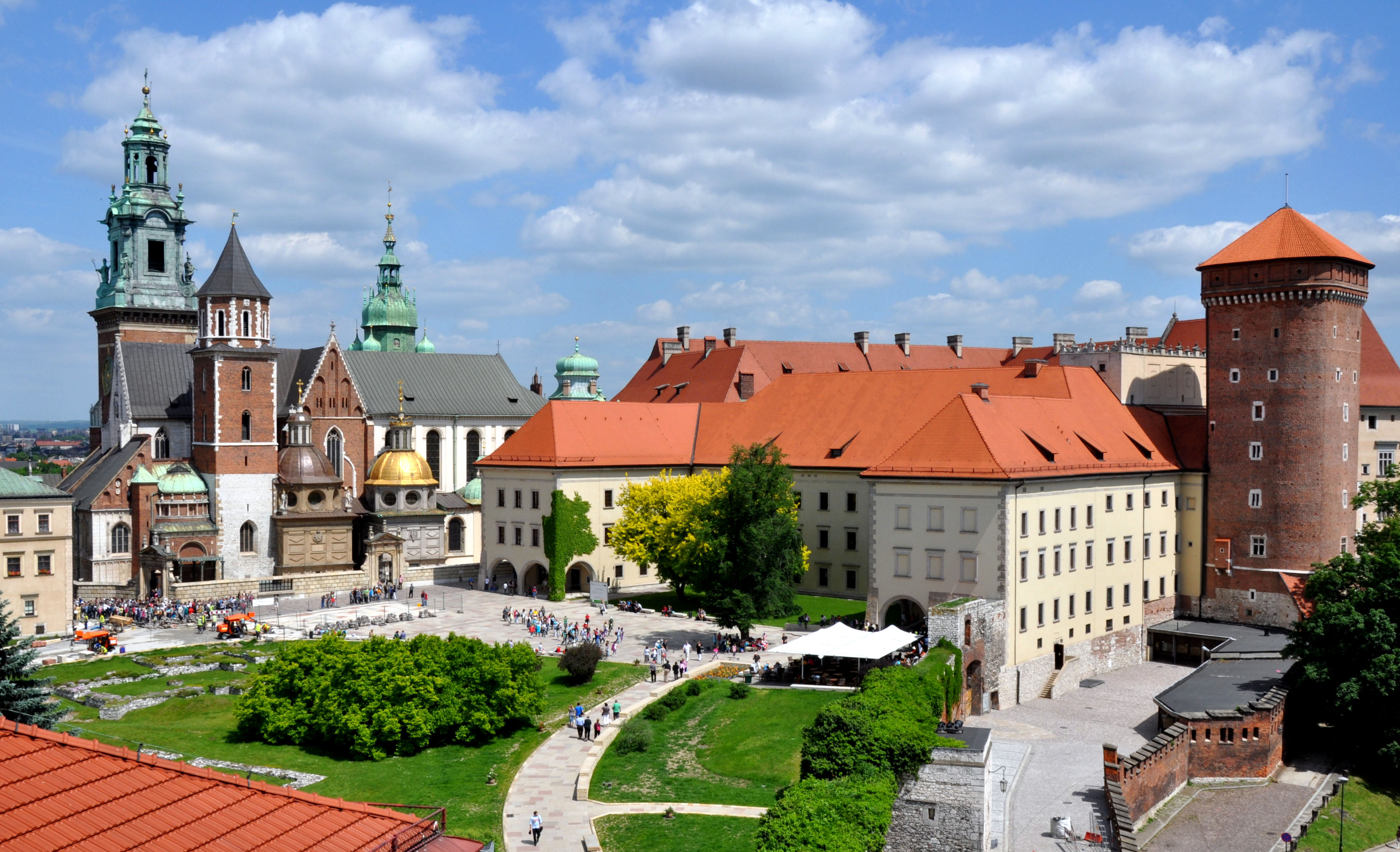
Wawel, sede de los reyes polacos. Cracovia era la capital del país desde 1038 hasta el traslado a Varsovia en 1596.

El Nihil novi, acta adoptada por el Sejm en 1505, transfirió más poder legislativo al Sejm que al monarca. Este evento marcó el principio del periodo llamado la «Mancomunidad de los nobles» cuando el estado era gobernado por «libres e iguales», la szlachta. La Unión de Lublin de 1569 estableció a la Mancomunidad polaco-lituana como un participante muy influyente en la política y cultura europeas.
Durante las varias invasiones a Rusia (1605-1618), debilitada por el Período Tumultuoso, las tropas de la Mancomunidad tomaron Moscú del 27 de septiembre de 1610 al 4 de noviembre de 1612, hasta que fueron expulsados por el alzamiento patriótico de Rusia.
El poder de la mancomunidad decayó después del doble ataque de 1648. El primero fue la mayor rebelión cosaca, en la que colaboró el Kanato de Crimea, en los territorios orientales de Kresy; los sublevados solicitaron la protección del zar frente a las tropas de la nobleza de la Mancomunidad Polaco-Lituana.

La República de las Dos Naciones en el momento de mayor extensión, tras la Paz de Deulino de 1619.

En 1651, debido a la creciente amenaza de sus aliados tártaros, el atamán cosaco Jmelnytsky pidió al zar Alejo I de Rusia que incorporase Ucrania a sus dominios, en calidad de ducado autónomo bajo la protección rusa. De esta manera la influencia rusa sustituyó a la polaca en 1654. La segunda ofensiva contra la mancomunidad fue la invasión sueca en 1655, en la que participaron también Transilvania y Brandeburgo, y que se conoce la «Avalancha».
En la segunda mitad del siglo XVII, la debilitada mancomunidad de Juan III Sobieski se coligó con el emperador del Sacro Imperio Romano-Germánico, Leopoldo I de Habsburgo, y juntos vencieron al Imperio otomano en la batalla de Viena (1683), que marcó el final de doscientos cincuenta años de conflictos entre la Europa cristiana y el islam otomano. Por su resistencia a los avances musulmanes, se ganó el nombre de Antemurale Christianitatis.
Tras siguientes dieciséis años de guerra con los otomanos (1682-1699), estos tuvieron que retirarse de los territorios al norte del Danubio, que nunca volvieron a ocupar; la guerra acabó asimismo con la amenaza otomana a Europa central.

### Particiones y ocupación

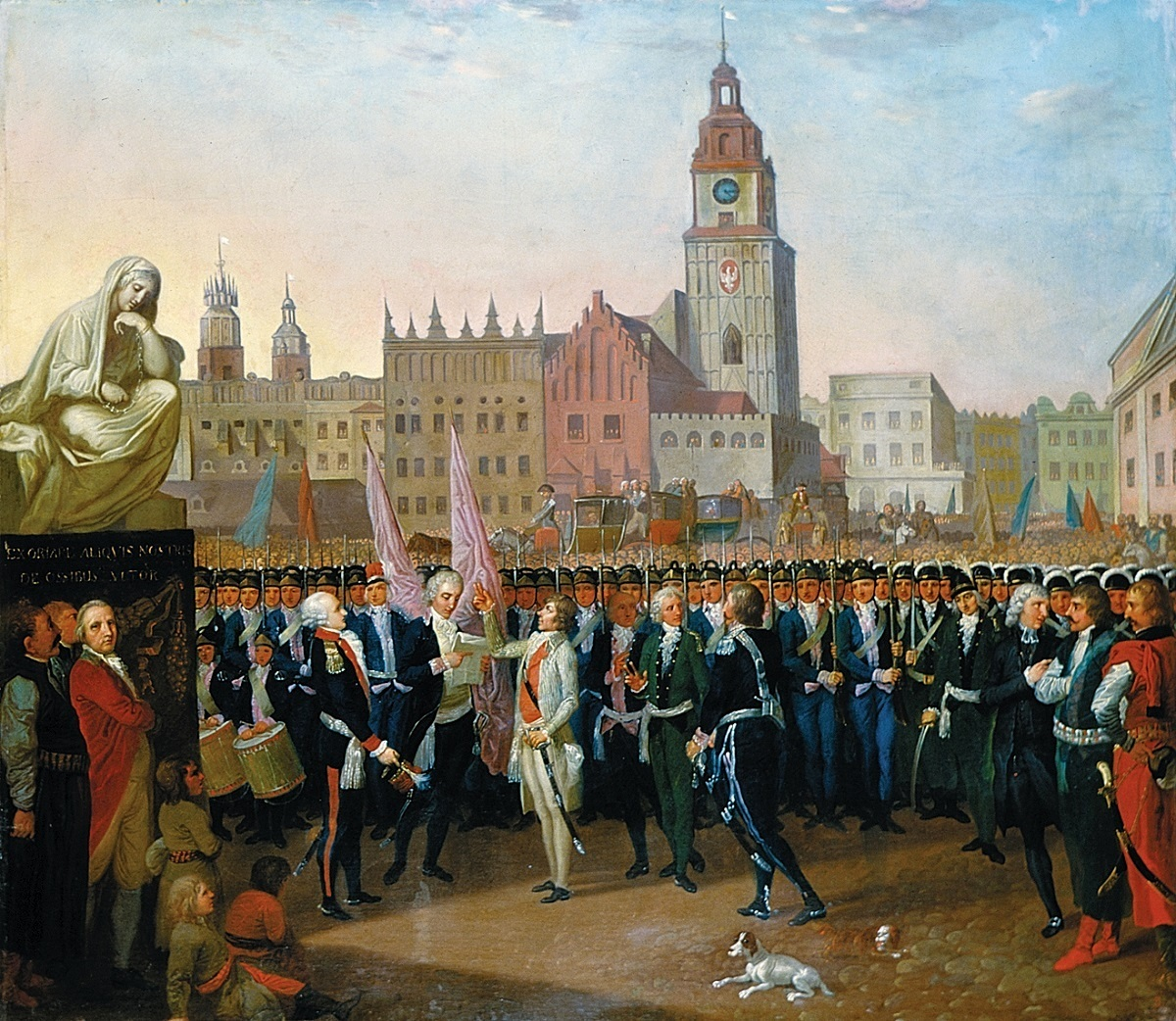
Tadeusz Kościuszko toma juramento al rey en la Rynek Główny (plaza del Mercado) de Cracovia en 1794.

En el siglo XVIII la democracia de los nobles gradualmente declinó en la desorganización, haciendo a la una vez poderosa mancomunidad, vulnerable a las influencias extranjeras. Finalmente todos quisieron una parte de Polonia, y la obtuvieron, borrando a Polonia del mapa en 1795. La idea de independencia polaca se mantuvo hasta el siglo XIX. Así fue que, cuando las fuerzas napoleónicas derrotan a Prusia en 1807, parte del territorio polaco es transformado en el Gran Ducado de Varsovia, un estado aliado de Francia. Sin embargo, tras la derrota de Napoleón en la batalla de Waterloo, este Estado es disuelto. En el congreso de Viena se decidió crear la República de Cracovia, un país que solo comprendía Cracovia y sus alrededores. Este estado fue efímero debido a que, tras los levantamientos de Cracovia en 1846, fue anexado por Austria.
La localización de Polonia en el centro de Europa se volvió significativa en un periodo en que Prusia y la Rusia Imperial estaban intensamente involucradas en las rivalidades y alianzas europeas y los Estados modernos se establecían por completo en el continente. Desde el verano de 1915, Alemania y Austria-Hungría habían ocupado todos los territorios históricamente polacos, gracias a la eficacia de la ofensiva de Gorlice-Tarnów. Los alemanes propusieron la creación de un reino polaco el 5 de noviembre de 1916 y ese mismo día los emperadores Guillermo II de Alemania y Francisco José I de Austria proclamaron el reino independiente de Polonia. La elección de un rey fue pospuesta, siempre considerándose como candidatos a miembros de la nobleza de la Casa de Habsburgo. La independencia de este Estado polaco ocupado militarmente era dudosa, y el gobernador general alemán, coronel general Hans Hartwig von Beseler, ejercía el poder de facto.

### Segunda República Polaca

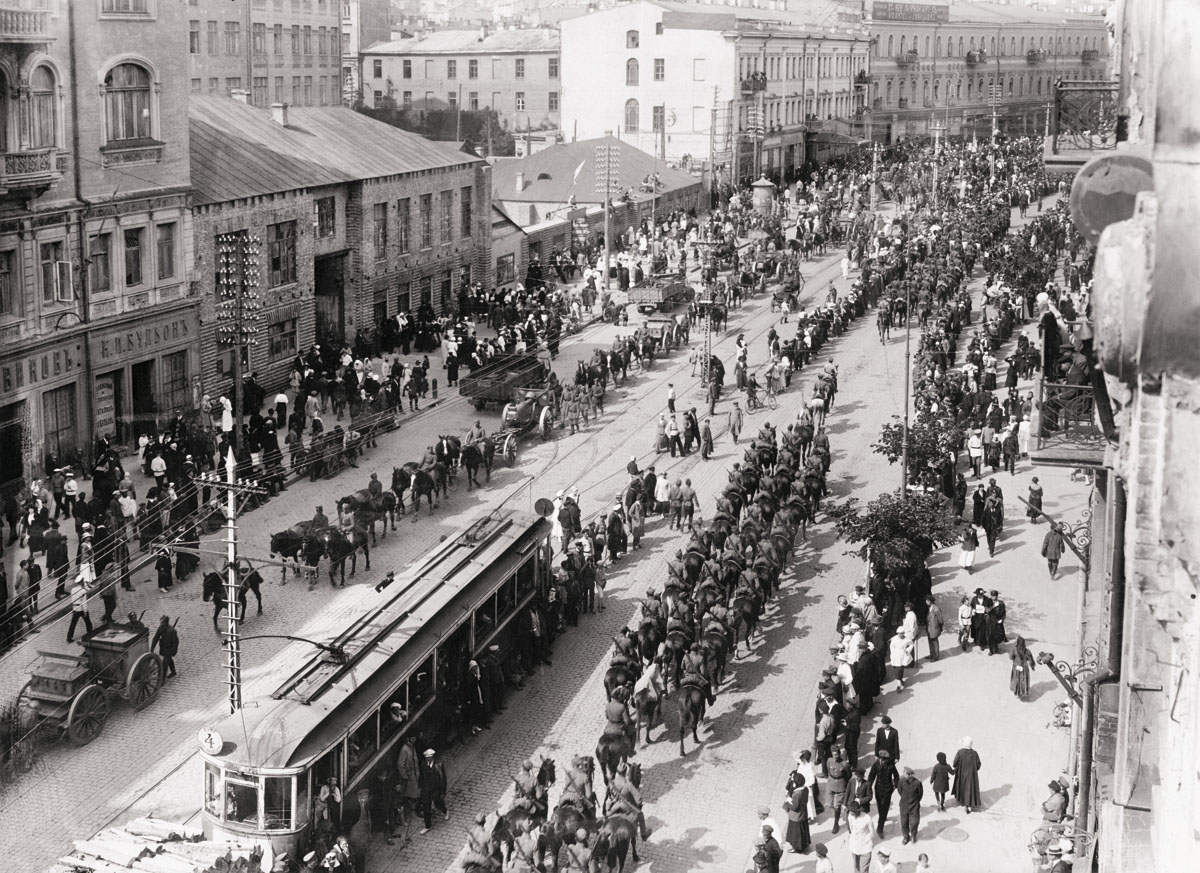
Soldados polacos entran en Kiev durante guerra polaco-soviética.

Con la firma del Armisticio de Compiègne, el gobernador von Beseler cedió el poder al general polaco Józef Piłsudski el 11 de noviembre de 1918. Esta transferencia de poder significó el restablecimiento de un Estado polaco realmente independiente tras 123 años de ocupación extranjera (1795-1918). Luego de una sublevación polaca en territorios de Alemania, Polonia ganó más terreno. En el Tratado de Versalles, se reconoció internacionalmente la independencia polaca, y su frontera occidental fue definida, siendo la creación de un corredor polaco una de las innovaciones más polémicas. Si bien Polonia estuvo en paz con Alemania, su integridad territorial estaba lejos de ser segura.

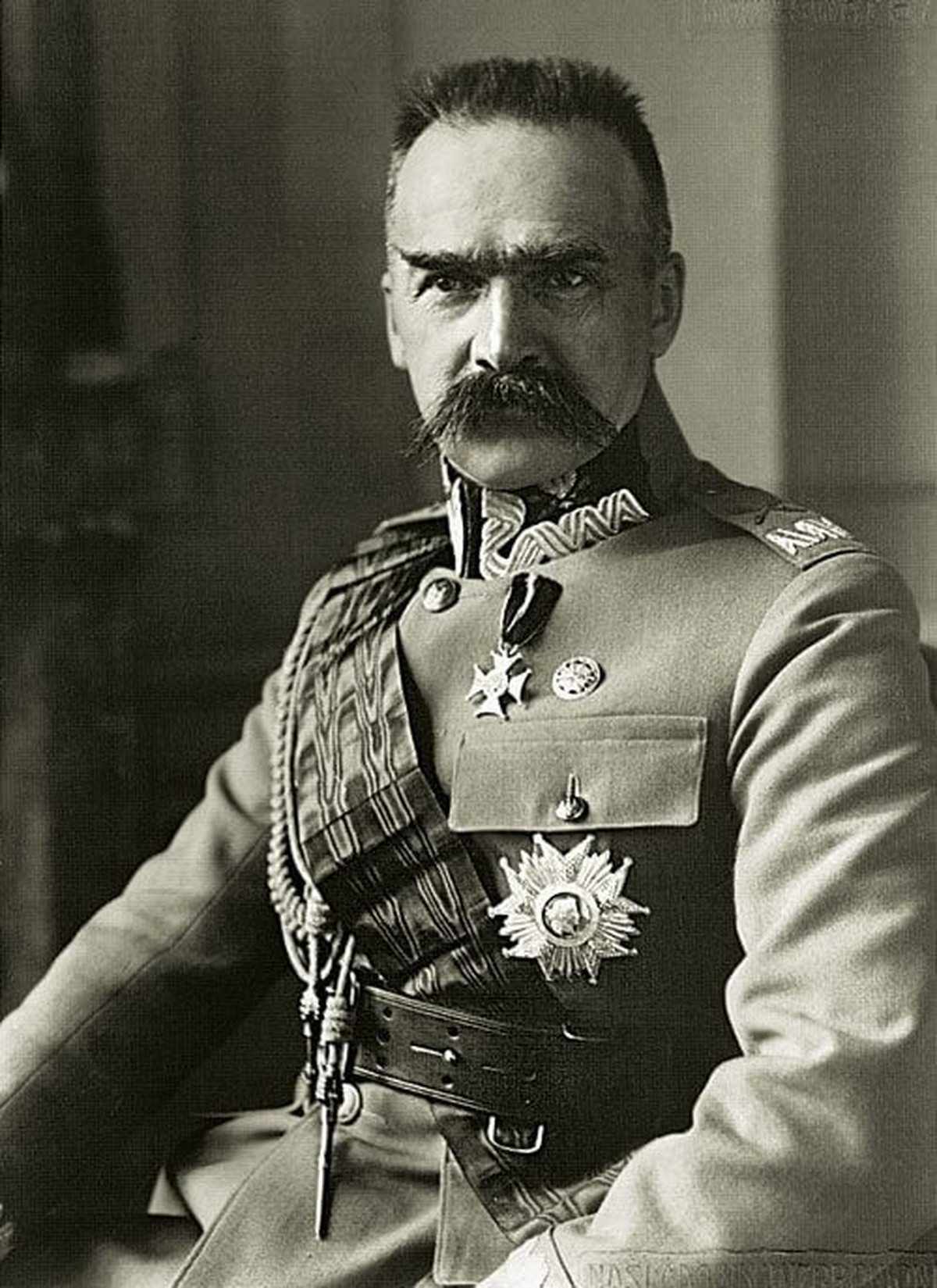
Jefe de Estado Józef Piłsudski fue un héroe de la campaña de independencia de Polonia y el principal jefe de Estado de la nación entre 1918 hasta su muerte el 12 de mayo de 1935.

En efecto, algunas regiones pobladas por ucranianos dentro de Austria-Hungría declararon sus intenciones de independizarse bajo el nombre de la República Nacional de Ucrania Occidental, en octubre de 1918. Dichas regiones incluían a Galitzia, la Rutenia Transcarpática y la Bukovina. La República Popular Ucraniana había negociado secretamente dichos territorios con los austro-húngaros desde febrero del mismo año, siendo decepcionada finalmente. La mayoría polaca en Leópolis, capital de nuevo estado, no deseaba formar parte de una Ucrania occidental, e iniciaron un levantamiento antiucraniano. Dicho levantamiento recibió rápido apoyo polaco, lo que motivó que las dos repúblicas ucranianas se unieran en enero de 1919 (véase guerra polaco-ucraniana). Esta unión fue simbólica, ya que no significó ninguna mejoría para la situación militar de los ucranianos de la Galitzia. Hacia julio de 1919, los ejércitos ucranianos fueron derrotados y los territorios de la Ucrania occidental fueron asimilados por Polonia. Dicha anexión no sería reconocida por la Sociedad de Naciones hasta marzo de 1923.
La República Popular Ucraniana reconoció las ganancias polacas en el oeste, a cambio de recibir apoyo en la Ofensiva de Kiev, cuyo objetivo era asegurar la creación de un estado ucraniano con fronteras sólidas ante los bolcheviques. El inicio de la guerra polaco-soviética no dio los resultados esperados: una contraofensiva soviética devolvió a los polacos a sus fronteras y aún más allá. A inicios de agosto de 1920, unidades del Ejército Rojo, comandadas por el comandante Mijaíl Tujachevski, se acercaron a Varsovia, en lo que se consideraba el último paso de la subyugación de Polonia. El resultado de la batalla de Varsovia dio un vuelco sorprendente el 16 de agosto, cuando tropas de reserva al mando del general Józef Piłsudski contraatacaron, expulsando a los soviéticos de Polonia. Una segunda derrota importante en la batalla del Río Niemen, motivó a los bolcheviques a proponer un tratado de paz. Polonia, exhausta, aceptó definir una nueva frontera luego de una serie de cortas negociaciones. La nueva frontera fue plasmada en la Paz de Riga. Durante la guerra, los territorios destinados para el estado ucraniano fueron absorbidos por Polonia y la recién establecida Ucrania soviética.
Polonia también luchó dos guerras cortas contra Checoslovaquia y Lituania en 1919 y 1920 respectivamente (véase Conflicto fronterizo polaco-checoslovaco y guerra polaco-lituana), anexionando la capital lituana Vilnius y 20 % del territorio en la última y logrando un arreglo fronterizo en la primera. Con Lituania se mantuvo en estado de guerra hasta el inicio de la Segunda Guerra Mundial, cuando miles de militares polacos pidieron asilo en Lituania, escapando del ejército nazi.
Aunque la política polaca durante el período de entreguerras estipulaba que la alianza militar con Francia obtenida en los Tratados de Locarno era la mejor garantía contra Alemania y la Unión Soviética, esto no impidió que Polonia firmara pactos de no-agresión con los soviéticos en 1932. Aunque los bolcheviques amenazaron con romper el pacto si Polonia ocupaba territorios checoslovacos durante la Crisis de los Sudetes; estas amenazas no se cumplieron, y Polonia se anexionó Zaolzie. Este pacto fue reafirmado en 1938.
Polonia también firmó un pacto de no-agresión con la Alemania nazi en 1934. Luego de que los polacos se negaran a permitir que la Ciudad libre de Dánzig fuera devuelta a Alemania, Hitler anuló el pacto en abril de 1939.

### Segunda Guerra Mundial

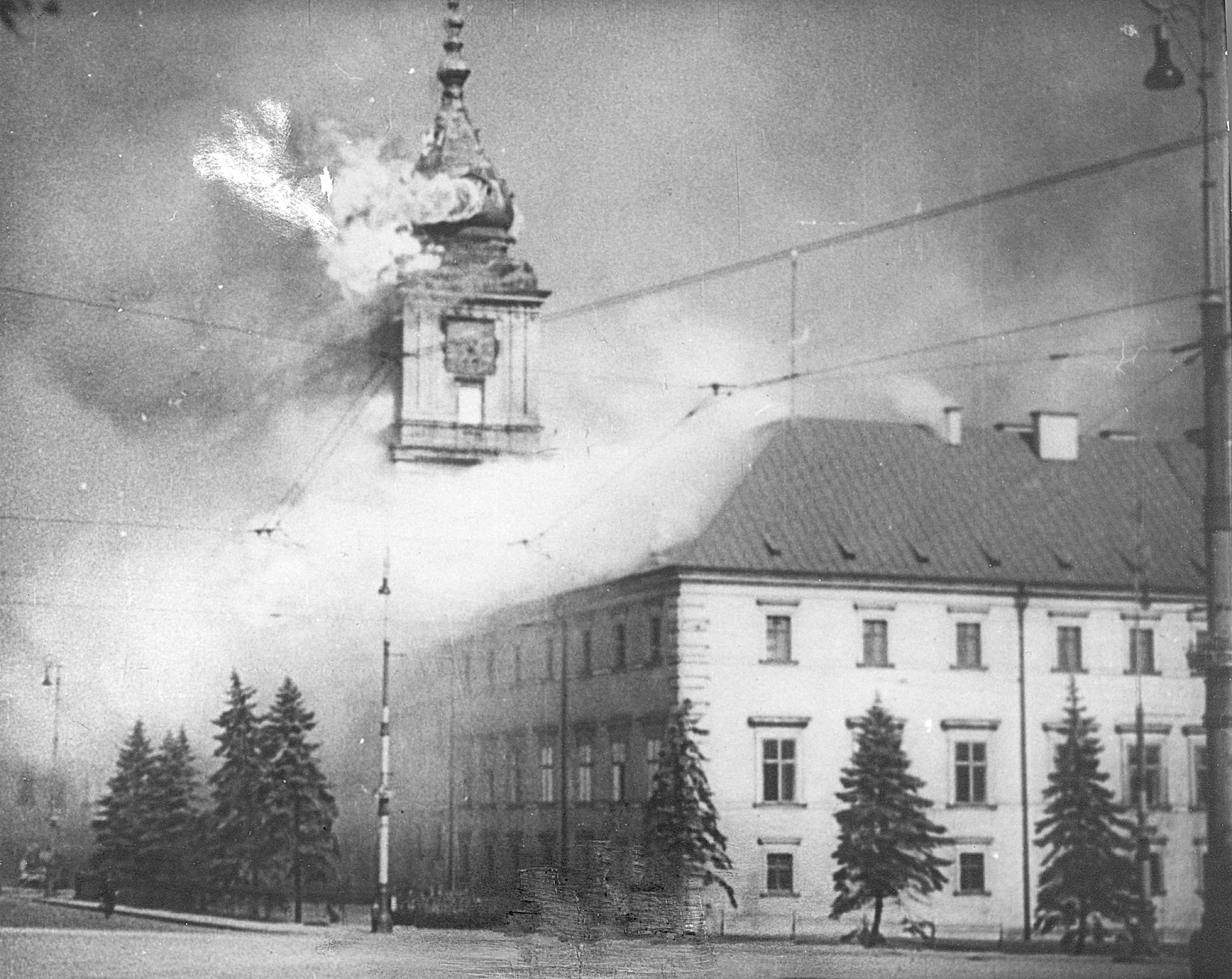
El Castillo Real de Varsovia arde tras un bombardeo alemán, 1939.

El 1 de septiembre de 1939, Alemania invadió Polonia. Dos días después, el Reino Unido y Francia le declararon la guerra al agresor, lo que dio inicio a la Segunda Guerra Mundial. El 17 de septiembre, comenzó la invasión soviética de Polonia. El ejército alemán y los soviéticos no se atacaron entre sí y se dividieron Polonia, como habían acordado en una cláusula secreta del Pacto Ribbentrop-Mólotov.
Los nazis configuraron una guerra relámpago muy efectiva, avanzaron rápido. En la conquista de Polonia, lanzaron bombardeos y ataques que devastaron la nación. Ante la resistencia, los alemanes endurecieron sus ofensivas sobre las ciudades, que destruyeron en parte y mataron a miles de personas. Ante tal superioridad, a comienzos de octubre de 1939 el país fue ocupado totalmente.
En la Polonia ocupada, encerraron a los judíos dentro de las ciudades de Varsovia y Lodz. En esos guetos, el hacinamiento, el hambre y las enfermedades se cobraron miles de vidas. De entre ellos se seleccionaba las personas a enviar por ferrocarril a los campos de exterminio, adonde enviaban a la población judía local y de otros países ocupados, además de gitanos y disidentes de Alemania.
El 19 de abril de 1943, al mando de Mordechai Anielewicz, en el gueto de Varsovia se levantaron en armas contra los nazis, que fue aplastado el 6 de mayo. Casi la totalidad de la población judía polaca fue exterminada.

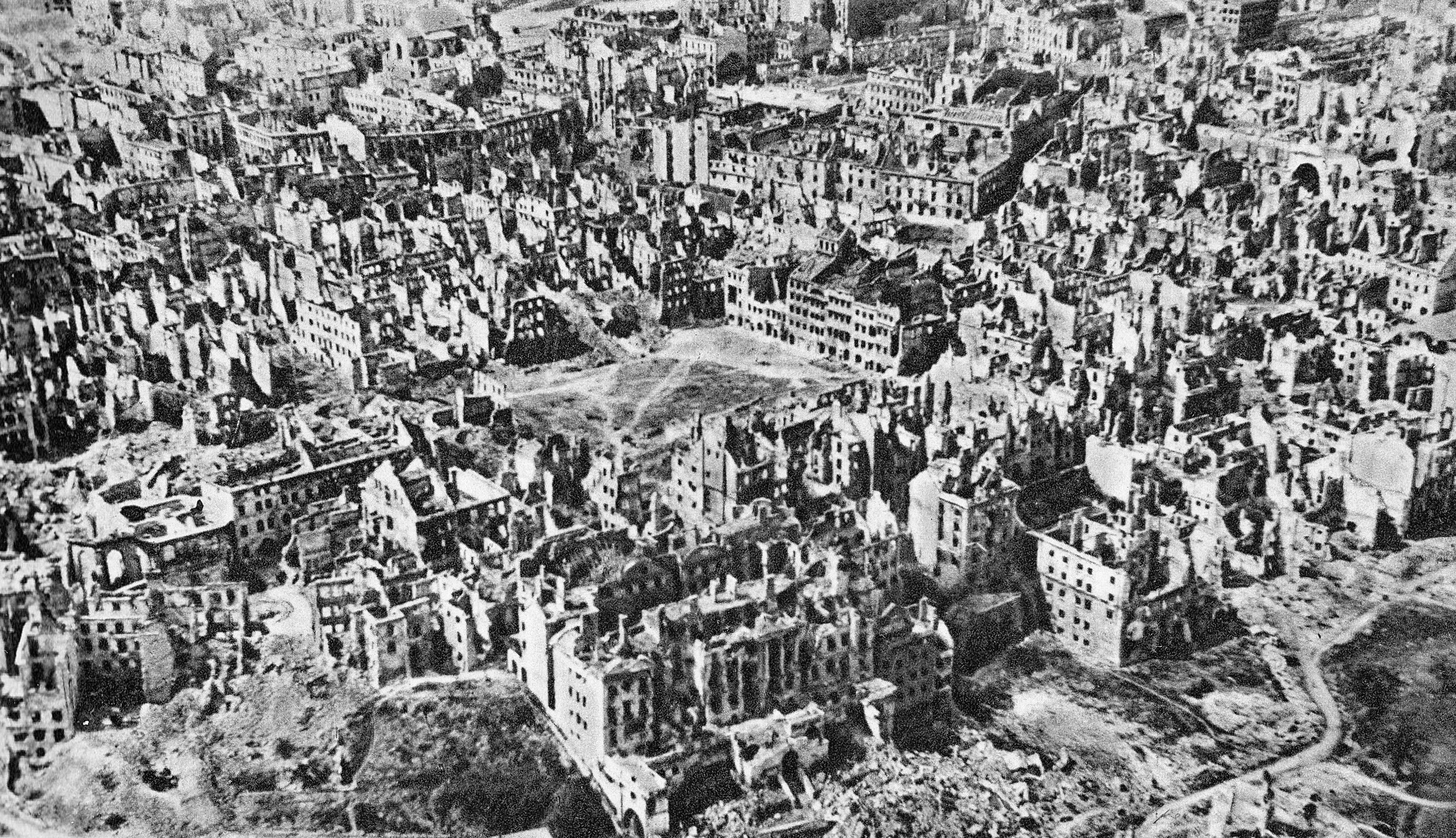
Varsovia, capital de Polonia, destruida por los alemanes tras el alzamiento de 1944.

En agosto de 1944, comenzó el Alzamiento de Varsovia, planificado por el Armia Krajowa o Ejército Territorial, que representaba al gobierno constitucional en el exilio. Formaba parte de la Operación Tempestad, para liberar Polonia antes de que lo hiciera la Unión Soviética. Las tropas polacas sostuvieron sesenta y tres días el asedio alemán, pero ante la falta de apoyo aliado, fueron superadas por las mucho mejor equipadas tropas alemanas. El final de la contienda se saldó con doscientos cincuenta mil civiles de Varsovia muertos, la mayoría ejecutados, y más del 85 % de los edificios de la ciudad destruidos.
Alemania administró el núcleo de los territorios polacos bajo su control bajo la forma del Gobierno General, siendo anexados a Alemania las regiones más occidentales. Las fuerzas de la Alemania nazi fueron forzadas a retirarse por el Ejército Rojo y voluntarios polacos, creándose en la posguerra la República Popular de Polonia, Estado socialista satélite de la Unión Soviética. Sus fronteras, establecidas en la Conferencia de Potsdam, sufrieron un cambio drástico, ya que la «Línea Curzon A», establecida en el oriente, despojó a Polonia de territorios que recuperó en el oeste bajo la «Línea Oder-Neisse», a expensas de Alemania.
La Segunda Guerra Mundial causó en Polonia un trauma abrumador. Sus ciudades fueron destruidas y el 20 % de la población había sido asesinada por los alemanes o muerto por los ataques. Gran parte de la identidad de la nación fue ultrajada y, el 80 % de los edificios importantes, reducidos a escombros. La reconstrucción del país se inició durante la Guerra Fría, hasta alcanzarse en la década de 1980.

### República Popular de Polonia
Al final de la Segunda Guerra Mundial, la URSS se quedó con el territorio de Polonia hasta la línea Curzon y los territorios de la ciudad alemana de Königsberg; en compensación, se acordó en el acuerdo de Potsdam que la frontera oeste de Polonia se desplazara a la línea Oder-Neisse, perdiendo así Alemania el 25 % de su territorio, con lo que finalmente Polonia perdió 76 855 km² de la superficie que tenía en 1939, restando lo que le quitó la URSS de lo que ganó de Alemania. Polonia se convirtió así en el único país que ganando una guerra, perdió extensión territorial.

La Línea Curzon y cambios territoriales de Polonia entre 1939 y 1945.

Esto generó la salida forzosa de varios millones de polacos de sus tierras, y de catorce millones de alemanes de las suyas, de entre los cuales medio millón de alemanes murió durante la expulsión, de entre los que optaron por quedarse se llevó sobre ellos una política de represión, llevando a cabo leyes por ejemplo que prohibían hablar alemán, recibiendo multas por ello, debido a estas políticas, la mayor parte de los que habían decidido quedarse se vieron obligados a emigrar a Alemania.

### Tercera República Polaca

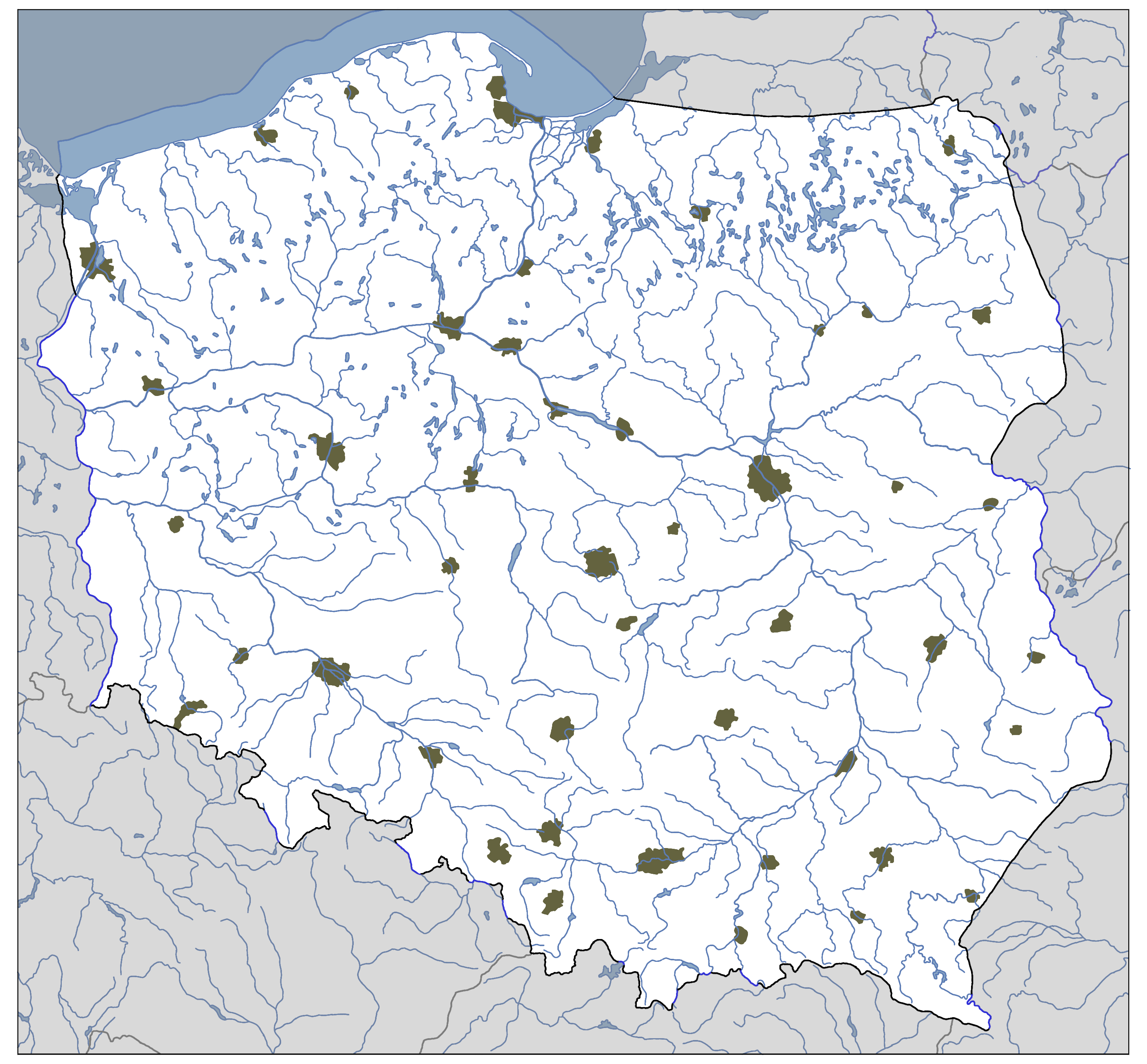
Mapa de la Polonia moderna

A fines de la década de 1980 un movimiento de oposición al gobierno encabezado por el sindicato obrero Solidaridad (dirigido por Lech Wałęsa), apoyado por las potencias occidentales y la Iglesia católica, logró poner en jaque al régimen comunista. El 13 de septiembre de 1989 el parlamento aprobó un nuevo gobierno no comunista, el primero en el Bloque del Este. Se abrieron las puertas al capitalismo y al libre mercado (introducidos mediante reformas liberalizadoras por la anterior administración) bajo un régimen multipartidista electoral parlamentario, dando lugar al moderno Estado polaco, que cambió su nombre oficial a República de Polonia. Polonia ingresó a la OTAN en 1999 y a la Unión Europea en 2004.

## Gobierno y política
Polonia tiene un presidente como jefe de Estado. El presidente es elegido por sufragio universal directo cada cinco años. Desde el 23 de diciembre de 2005 el presidente fue Lech Kaczyński, hermano gemelo de Jarosław, el ex primer ministro, hasta que en 2010 falleció en un accidente de aviación. Desde 2010 hasta 2015 el presidente fue Bronisław Komorowski. El actual presidente de la República de Polonia es Karol Nawrocki.

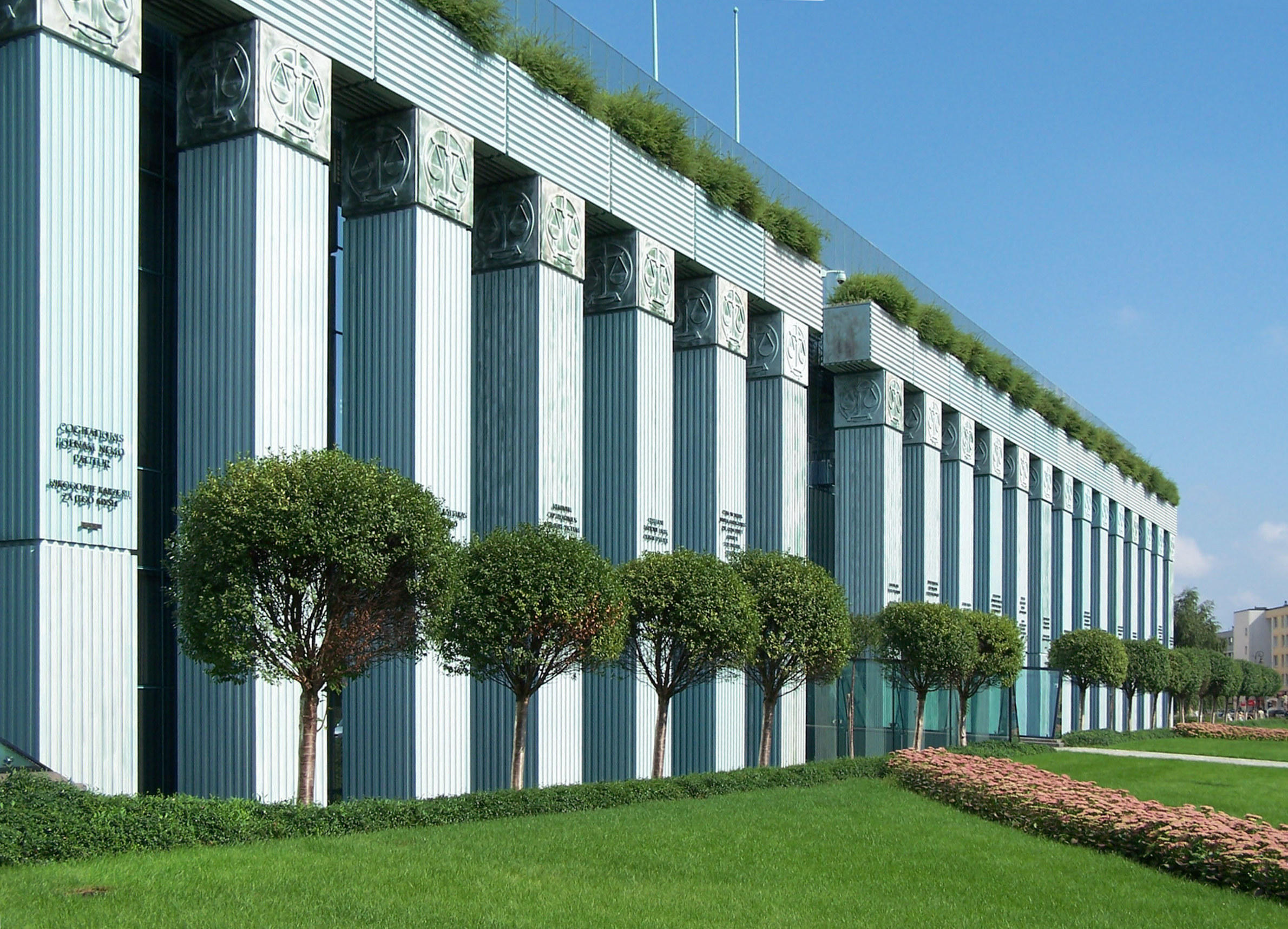
Sede de la Corte Suprema, Varsovia.

La estructura del gobierno se centra en el Consejo de Ministros, dirigido por el primer ministro. El actual es Donald Tusk. El presidente designa al Consejo de Ministros y al primer ministro, que suele pertenecer a la coalición mayoritaria en la cámara baja del Parlamento (Sejm) que además debe aprobar estas propuestas. Por la repartición del poder ejecutivo entre el presidente y el primer ministro, se considera Polonia como un régimen semipresidencial.
Los votantes polacos eligen un parlamento bicameral de un Sejm, la cámara baja, de 460 «diputados» y un Senat, la cámara alta, de cien senadores. El Sejm es elegido plurinominalmente según el sistema D'Hondt, un método bastante generalizado en otros sistemas parlamentarios. El Senado es elegido con una particular votación en bloque de mayoría simple: se eligen los candidatos de mayor apoyo de cada distrito electoral.
Excepto los partidos étnicos minoritarios, solo los candidatos de los partidos que reciban al menos un 5 % del voto nacional total accederán al Sejm. Al sentarse en la sesión conjunta, los miembros del Sejm y el Senado forman la Asamblea Nacional (Zgromadzenie Narodowe). La Asamblea Nacional se forma en tres ocasiones: con cada nuevo presidente, cuando una acusación contra el presidente de la República llegue al Tribunal del Estado (Trybunał Stanu) y cuando se declarare una incapacidad permanente del presidente para ejercitar sus deberes debido a su estado de salud. De momento, solo se ha dado la primera.
Lo judicial tiene un papel importante en la toma de decisiones. Sus instituciones principales incluyen el Tribunal Supremo de Polonia (Sąd Najwyższy); el Tribunal Supremo Administrativo de Polonia (Naczelny Sąd Administracyjny); el Tribunal Constitucional de Polonia (Trybunał Konstytucyjny); y el Tribunal Estatal de Polonia (Trybunał Stanu). Sobre la aprobación del Senado, el Sejm también designa al Defensor del Pueblo (Rzecznik Praw Obywatelskich) cada cinco años. El Defensor tiene el deber de proteger y poner en práctica los derechos de los ciudadanos y residentes polacos, y de la ley y de los principios de la vida en comunidad y la justicia social.

### Relaciones exteriores
En los últimos años, Polonia ha ampliado sus responsabilidades y su posición en los asuntos europeos e internacionales, el apoyo y el establecimiento de relaciones de amistad con otras naciones de Europa y un gran número de países en desarrollo.

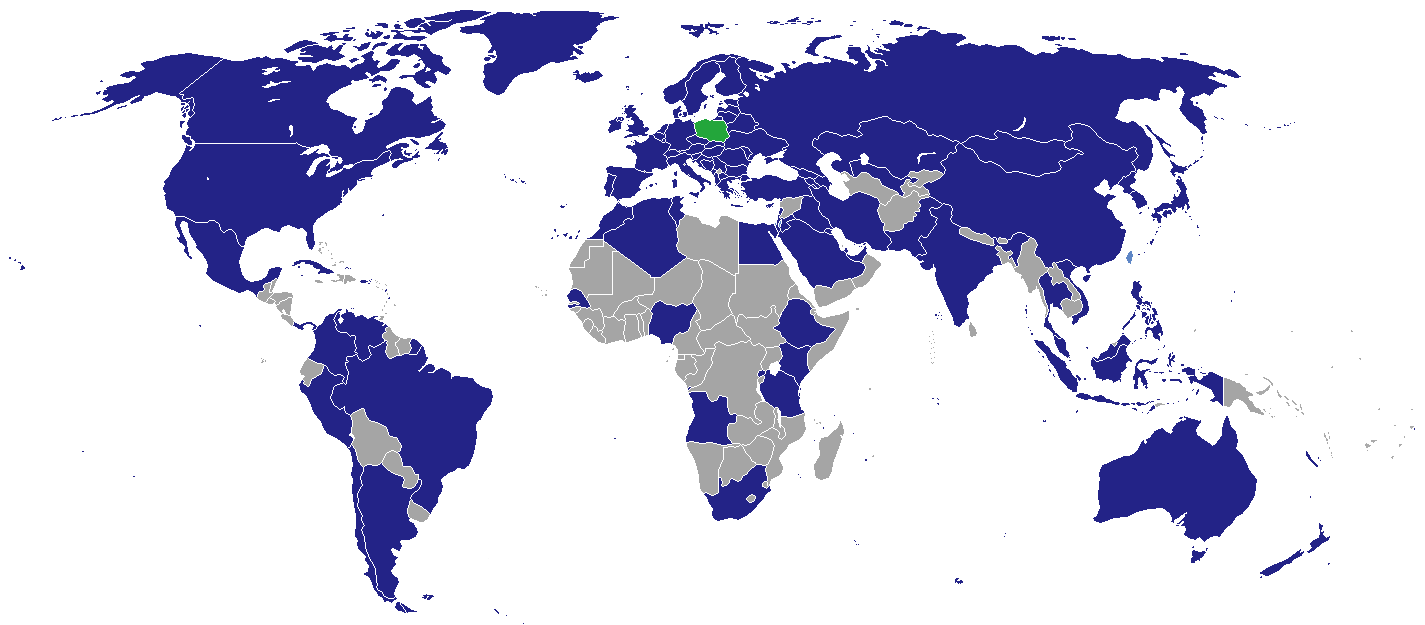
Países con misiones diplomáticas polacas, 2019

Polonia es miembro de la Unión Europea, la OTAN, la ONU, la Organización Mundial del Comercio, la Organización para la Cooperación y el Desarrollo Económicos (OCDE), el Espacio Económico Europeo, la Agencia Internacional de la Energía, el Consejo de Europa, la Organización para la Seguridad y la Cooperación en Europa (OSCE), la Agencia Internacional de Energía Atómica, la Agencia Espacial Europea, G6, del Consejo de Estados del Mar Báltico, del Grupo Visegrád, Triángulo de Weimar, el Acuerdo de Schengen, entre otros.
En 1994, Polonia se convirtió en miembro asociado de la Unión Europea (UE), y la Unión Europea Occidental (UEO), después de haber presentado la documentación preliminar para miembros de pleno derecho en 1996, se unió formalmente a la Unión Europea en mayo de 2004, junto con los otros miembros del Grupo Visegrád. En 1996, Polonia logra la membresía plena de la OCDE, y en la Cumbre de Madrid de 1997 fue invitado a unirse a la Organización del Tratado del Atlántico Norte (OTAN), convirtiéndose finalmente en un miembro de pleno derecho de la OTAN en marzo de 1999.
Como parte de los cambios desde la caída del comunismo en 1989, Polonia ha tratado de forjar relaciones sólidas y mutuamente beneficiosas con sus siete nuevos vecinos, incluidos la firma de 'tratados de amistad' para reemplazar las relaciones rotas por el colapso del Pacto de Varsovia. Los polacos han forjado relaciones especiales con Lituania y en particular con Ucrania, donde fue coanfitrión del Campeonato Europeo de Fútbol de la UEFA en 2012, en un esfuerzo para anclar firmemente a estos países en el mundo occidental y ofrecerles una alternativa a alinearse con la Federación de Rusia. A pesar de muchos avances positivos en la región, Polonia se ha encontrado en una posición en la que debe tratar de defender los derechos de los polacos étnicos que viven en la antigua Unión Soviética; esto sucede en gran parte en Bielorrusia, donde en 2005, el presidente Aleksandr Lukashenko lanzó una campaña contra la minoría étnica polaca.
Polonia es el sexto país miembro más poblado de la Unión Europea, y desde que se adhirieron en 2004, ha seguido políticas para aumentar su papel en los asuntos europeos. Polonia cuenta con un total de cincuenta y un representantes en el Parlamento Europeo. Una encuesta celebrada por el Centro de Investigación de Opinión Pública de Polonia entre el 30 de marzo y el del 2 de abril de 2007 registró que el 86 % de los polacos creían que el ingreso en la Unión Europea había sido positiva, y solo el 5 % se manifestaron abiertamente en contra. En esa misma encuesta un 55 % de los encuestados afirmaban preferir que la Unión Europea siguiera siendo una unión de estados soberanos, mientras que un 22 % preferían la idea de unos «Estados Unidos de Europa». Según un 75 % de los encuestados el ingreso en la Unión Europea ha mejorado la agricultura, la productividad (57 %) y el empleo (56 %).

### Fuerzas armadas

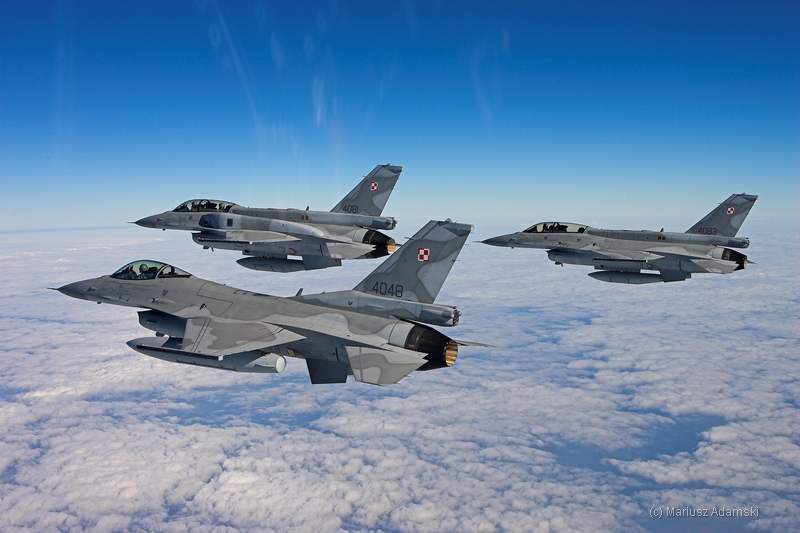
Tres F-16 Fighting Falcon de la Fuerza Aérea de Polonia.

Las Fuerzas Armadas de Polonia se componen de cinco ramas: Ejército de la República de Polonia (en polaco: Wojska Lądowe RP), las Fuerzas Especiales de la República de Polonia (en polaco: Wojska Specjalne RP), la Armada de la República de Polonia (en polaco: Marynarka Wojenna RP), Fuerzas de Defensa Territorial (en polaco: Wojska Obrony Terytorialnej) y la Fuerza Aérea de la República de Polonia (en polaco: Siły Powietrzne RP), y están bajo el mando del Ministerio de Defensa Nacional (en polaco: Ministerstwo Obrony Narodowej), sin embargo, su único comandante en jefe es el presidente de la República.
La responsabilidad de la defensa nacional recae en las Fuerzas Armadas que tienen asignadas por medio del artículo 26 de la Constitución de Polonia la misión de garantizar la soberanía e independencia de Polonia y defender su integridad territorial. Las Fuerzas armadas de Polonia se han dividido tradicionalmente en cuatro armas: Ejército de Tierra, Armada, Fuerza Aérea y Fuerzas Especiales.

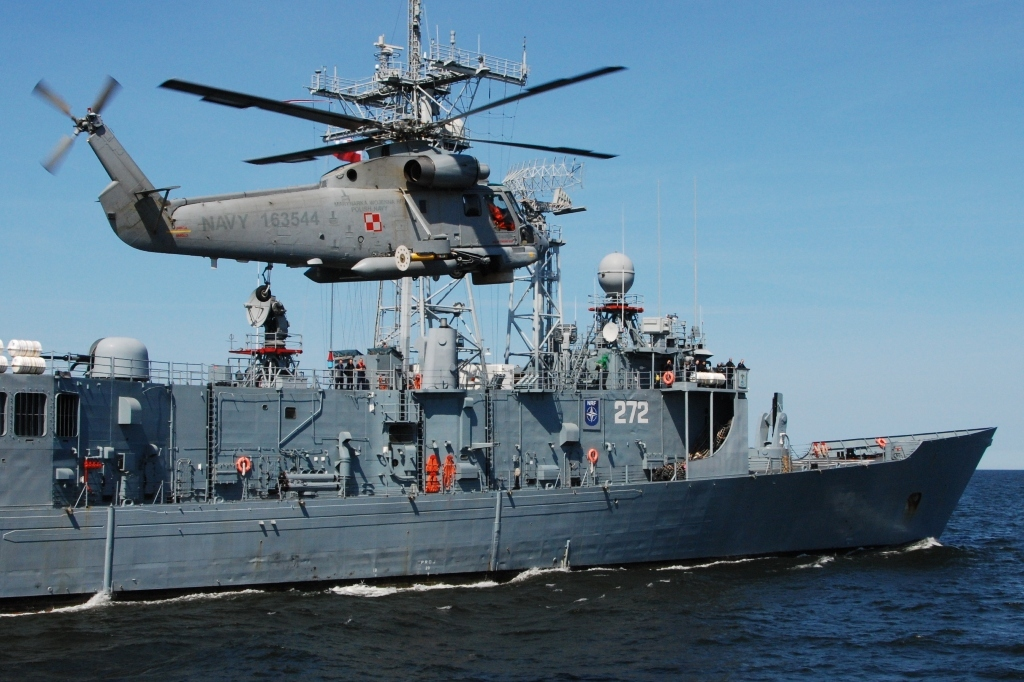
Un Kaman SH-2G Super Seasprite sobrevolando la fragata ORP Gen. K. Pułaski (272), durante unos ejercicios militares en el mar Báltico.

El ejército polaco se compone de un personal activo de 65 000, mientras que la marina y la fuerza aérea emplean respectivamente 14 300 y 26 126 hombres y mujeres. La marina de guerra polaca es una de las marinas de guerra más grandes en el mar Báltico y es en su mayoría involucrados en las operaciones bálticas como el suministro de búsqueda y rescate para la sección del Báltico bajo mando polaco, así como mediciones hidrográficas y la investigación; sin embargo, la Marina polaca desempeñó un papel más internacional como parte de la invasión de Irak en 2003, al prestar apoyo logístico a la Marina de los Estados Unidos.
La posición actual de la Fuerza Aérea de Polonia es muy similar; ha tomado parte de forma rutinaria en las asignaciones de la Policía Báltica Aérea, pero por lo demás, a excepción de un número de unidades que sirven en Afganistán, no ha visto el combate activo desde el fin de la Segunda Guerra Mundial. En 2003, el F-16C Bloque 52 fue elegido como el nuevo caza multi-rol general de la fuerza aérea.
La misión más importante de las fuerzas armadas es la defensa de la integridad territorial de Polonia y de los intereses polacos en el extranjero. Las fuerzas armadas están siendo reorganizados de acuerdo con los estándares de la OTAN, y el 1 de enero de 2010, la transición del ejército se completó. Durante el período anterior, los hombres se vieron obligados a hacer el servicio militar obligatorio. En la etapa final de la validez de este tipo de servicio militar (desde 2007 hasta la modificación de la ley sobre el servicio militar obligatorio en 2008) la duración del servicio obligatorio ascendió a nueve meses.
La doctrina militar polaca refleja el mismo carácter defensivo como el de sus socios de la OTAN. De 1953 a 2009, Polonia fue un gran contribuyente a diversas misiones de mantenimiento de paz de las Naciones Unidas. Las fuerzas armadas polacas tomaron parte en la invasión de Irak en 2003, al desplegar unos dos mil quinientos soldados en el sur de ese país.
Polonia forma parte de las naciones más importantes del EUFOR, y del Eurocuerpo, así mismo ocupa una posición destacada en la estructura de la OTAN, en la que ingresó en 1999.
El gasto militar de Polonia ha aumentado muy significativamente desde 2022 y la guerra ruso-ucraniana, pasando del 1.9 % del PIB en 2014 al 3.9% en 2023, lo que convierte a Polonia en el país de la OTAN que dedica la mayor parte de su PIB al ejército. También se calcula que el país gastará unos ciento veinte mil millones de euros en nuevas armas de aquí a 2035, aumentando el tamaño de su ejército de 175 000 a 300 000 efectivos.
Desde 2014, Estados Unidos ha aumentado su presencia militar en Polonia. Los estadounidenses tienen ahora una base permanente y diez mil soldados en suelo polaco.

### Derechos humanos
Desde 2020, el Gobierno polaco dirigido por Andrzej Duda, decretó una Ley en la que los municipios del país debían expulsar a las personas LGBTIQ+ de ellos; recibiendo la denominación de «zona libre de LGBTI». En otoño de 2021 cien municipios tenían esta denominación.
En materia de derechos humanos, respecto a la pertenencia a los siete organismos de la Carta Internacional de Derechos Humanos, que incluyen al Comité de Derechos Humanos (HRC), Polonia ha firmado o ratificado:
| Polonia | Tratados internacionales | Tratados internacionales  | Tratados internacionales | Tratados internacionales | Tratados internacionales    | Tratados internacionales | Tratados internacionales  | Tratados internacionales | Tratados internacionales | Tratados internacionales | Tratados internacionales | Tratados internacionales | Tratados internacionales | Tratados internacionales | Tratados internacionales | Tratados internacionales  | Tratados internacionales    | Tratados internacionales  |
| --- | ------------------------ | ------------------------- | ------------------------ | --- | --------------------------- | ------------------------ | ------------------------- | ------------------------ | --- | ------------------------ | ------------------------ | ------------------------ | ------------------------ | ------------------------ | ------------------------ | ------------------------- | --------------------------- | ------------------------- |
| Polonia | CESCR                    | CESCR                     | CCPR                     | CCPR | CCPR                        | CERD                     | CED                       | CEDAW                    | CEDAW | CAT                      | CAT                      | CRC                      | CRC                      | CRC                      | CRC                      | MWC                       | CRPD                        | CRPD                      |
| Polonia | CESCR                    | CESCR-OP                  | CCPR                     | CCPR-OP1 | CCPR-OP2-DP                 | CERD                     | CED                       | CEDAW                    | CEDAW-OP | CAT                      | CAT-OP                   | CRC                      | CRC-OP-AC                | CRC-OP-SC                | CRC-OP-CP                | MWC                       | CRPD                        | CRPD-OP                   |
| Pertenencia | Firmado y ratificado.    | Ni firmado ni ratificado. | Firmado y ratificado.    | Polonia ha reconocido la competencia de recibir y procesar comunicaciones individuales por parte de los órganos competentes. | Firmado pero no ratificado. | Firmado y ratificado.    | Ni firmado ni ratificado. | Firmado y ratificado.    | Polonia ha reconocido la competencia de recibir y procesar comunicaciones individuales por parte de los órganos competentes. | Firmado y ratificado.    | Firmado y ratificado.    | Firmado y ratificado.    | Firmado y ratificado.    | Firmado y ratificado.    | Sin información.         | Ni firmado ni ratificado. | Firmado pero no ratificado. | Ni firmado ni ratificado. |
| Firmado y ratificado, firmado, pero no ratificado, ni firmado ni ratificado, sin información, ha accedido a firmar y ratificar el órgano en cuestión, pero también reconoce la competencia de recibir y procesar comunicaciones individuales por parte de los órganos competentes. |                          |                           |                          | |                             |                          |                           |                          | |                          |                          |                          |                          |                          |                          |                           |                             |                           |

## Organización territorial
Desde el 1 de enero de 1999, Polonia se divide en tres niveles de unidades territoriales: 16 voivodias o voivodatos (województwo), 380 distritos (powiat) y 2477 municipios (gmina). En distintos periodos de la historia de Polonia el número de voivodatos ha sido mayor o menor.
La capital es Varsovia (Warszawa; en alemán: Warschau; en inglés Warsaw) las ciudades mayores son: Cracovia (Kraków), Breslavia (Wrocław), Lodz (Łódź), Poznan (Poznań), Gdansk (Gdańsk), Szczecin, Bydgoszcz, Lublin, Katowice, Bialystok (Białystok), Toruń, Olsztyn, Rzeszów. La mayor conurbación de Polonia y una de las más pobladas de la Unión Europea es área metropolitana de Silesia.
| Pomerania · Occidental Pomerania Varmia y Masuria Podlaquia Lubusz Gran Polonia Cuyavia · y Pomerania Baja Silesia Opole Silesia Santa Cruz Lodz Mazovia Lublin Pequeña · Polonia Subcarpacia | \| Voivodato \| Voivodato \| Capital o Ciudades \| \| En español \| En polaco \| Capital o Ciudades \| \| -------------------- \| ------------------- \| ---------------------------------- \| \| Gran Polonia \| Wielkopolskie \| Poznan \| \| Cuyavia y Pomerania \| Kujawsko-Pomorskie \| Bydgoszcz / Toruń \| \| Pequeña Polonia \| Małopolskie \| Cracovia \| \| Lodz \| Łódzkie \| Lodz \| \| Baja Silesia \| Dolnośląskie \| Breslavia \| \| Lublin \| Lubelskie \| Lublin \| \| Lubusz \| Lubuskie \| Gorzów Wielkopolski / Zielona Góra \| \| Mazovia \| Mazowieckie \| Varsovia \| \| Opole \| Opolskie \| Opole \| \| Podlaquia \| Podlaskie \| Bialystok \| \| Pomerania \| Pomorskie \| Gdansk \| \| Silesia \| Śląskie \| Katowice \| \| Subcarpacia \| Podkarpackie \| Rzeszów \| \| Santa Cruz \| Świętokrzyskie \| Kielce \| \| Varmia y Masuria \| Warmińsko-Mazurskie \| Olsztyn \| \| Pomerania Occidental \| Zachodniopomorskie \| Szczecin \| |                                    |
| | |                                    |
| Voivodato | Voivodato | Capital o Ciudades                 |
| En español | En polaco | Capital o Ciudades                 |
| Gran Polonia | Wielkopolskie | Poznan                             |
| Cuyavia y Pomerania | Kujawsko-Pomorskie | Bydgoszcz / Toruń                  |
| Pequeña Polonia | Małopolskie | Cracovia                           |
| Lodz | Łódzkie | Lodz                               |
| Baja Silesia | Dolnośląskie | Breslavia                          |
| Lublin | Lubelskie | Lublin                             |
| Lubusz | Lubuskie | Gorzów Wielkopolski / Zielona Góra |
| Mazovia | Mazowieckie | Varsovia                           |
| Opole | Opolskie | Opole                              |
| Podlaquia | Podlaskie | Bialystok                          |
| Pomerania | Pomorskie | Gdansk                             |
| Silesia | Śląskie | Katowice                           |
| Subcarpacia | Podkarpackie | Rzeszów                            |
| Santa Cruz | Świętokrzyskie | Kielce                             |
| Varmia y Masuria | Warmińsko-Mazurskie | Olsztyn                            |
| Pomerania Occidental | Zachodniopomorskie | Szczecin                           |

## Geografía

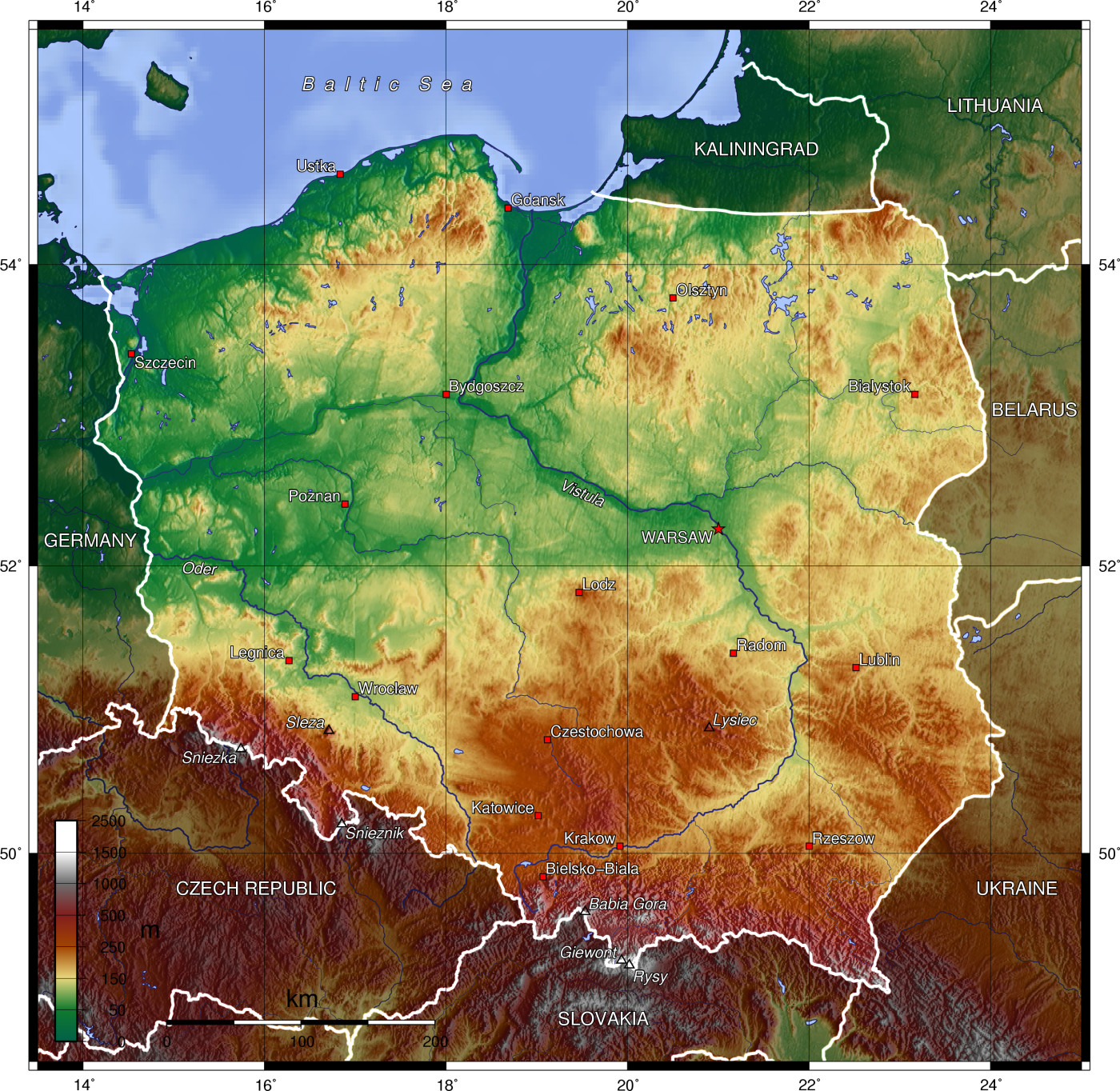
Topografía de Polonia.

El territorio de Polonia se extiende a través de varias regiones geográficas, entre las latitudes 49° y 55° N y las longitudes 14° y 25° E. Al noroeste se encuentra la costa del mar Báltico, que se extiende desde la bahía de Pomerania al golfo de Gdansk. Esta costa está marcada por varias albuferas, lagos costeros (antiguas bahías que han sido aisladas del mar), y dunas. La línea de costa en gran parte recta se interrumpe por la laguna de Szczecin, la bahía de Puck, y la laguna del Vístula. El centro y buena parte del norte se extienden dentro de la llanura nordeuropea.
Sobresaliendo por encima de estas tierras bajas, es una región geográfica que comprende los cuatro distritos montañosos de morrena y lagos de morrena represados formados durante y después de la edad de hielo del Pleistoceno. Estos distritos son el lago de Pomerania, el Gran polaco, el Casubia y el Distrito de los lagos de Masuria. El Distrito de los Lagos de Masuria es la mayor de los cuatro y cubre gran parte del noreste de Polonia. Los distritos del lago forman parte de la cordillera del Báltico, una serie de cintas de morrena a lo largo de la orilla sur del mar Báltico.
Al sur de las tierras bajas del norte de Europa se encuentran las regiones de Silesia y Mazovia, que se caracteriza por valles y ríos. Más al sur se encuentra la región de la montaña de Polonia, incluyendo el Sudetes, la meseta de Cracovia-Czestochowa, la sierra de Santa Cruz, y los Montes Cárpatos, incluyendo las montañas de Beskides. La parte más alta de los Cárpatos son los Montes Tatras, a lo largo de la frontera sur de Polonia.
| Noroeste: Mar Báltico     | Norte: Rusia    | Nordeste: Lituania |
| Oeste: Alemania           |                 | Este: Bielorrusia  |
| Suroeste: República Checa | Sur: Eslovaquia | Sureste: Ucrania   |

### Geología

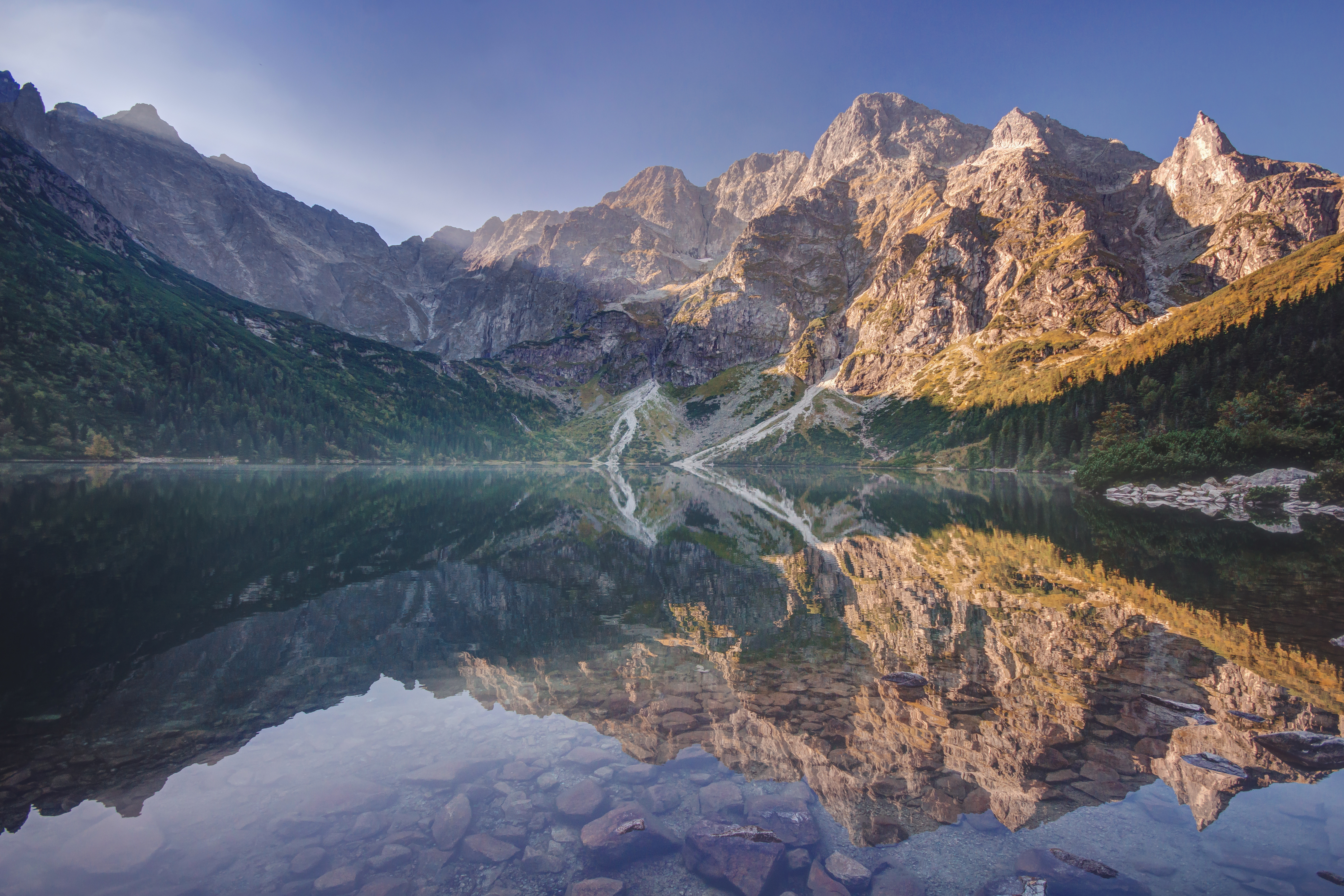
Vista del Ojo Marino, parque nacional Tatra.

La estructura geológica de Polonia ha sido formada por la colisión continental de Europa y África en los últimos sesenta millones de años, por las glaciaciones cuaternarias del norte de Europa. Ambos procesos conformados los Sudetes y los Cárpatos. El paisaje morrena del norte de Polonia contiene suelos compuestos principalmente por arena o loam, mientras que los valles de los ríos del sur a menudo contienen loess. La meseta de Cracovia-Czestochowa, los montes Pieniny y los montes Tatras occidental consisten en piedra caliza, mientras que el Alto Tatra, las montañas Beskidy y las montañas de los Gigantes se componen principalmente de granito y basalto. La meseta de Cracovia-Czestochowa es una de las más antiguas cadenas montañosas de la tierra.

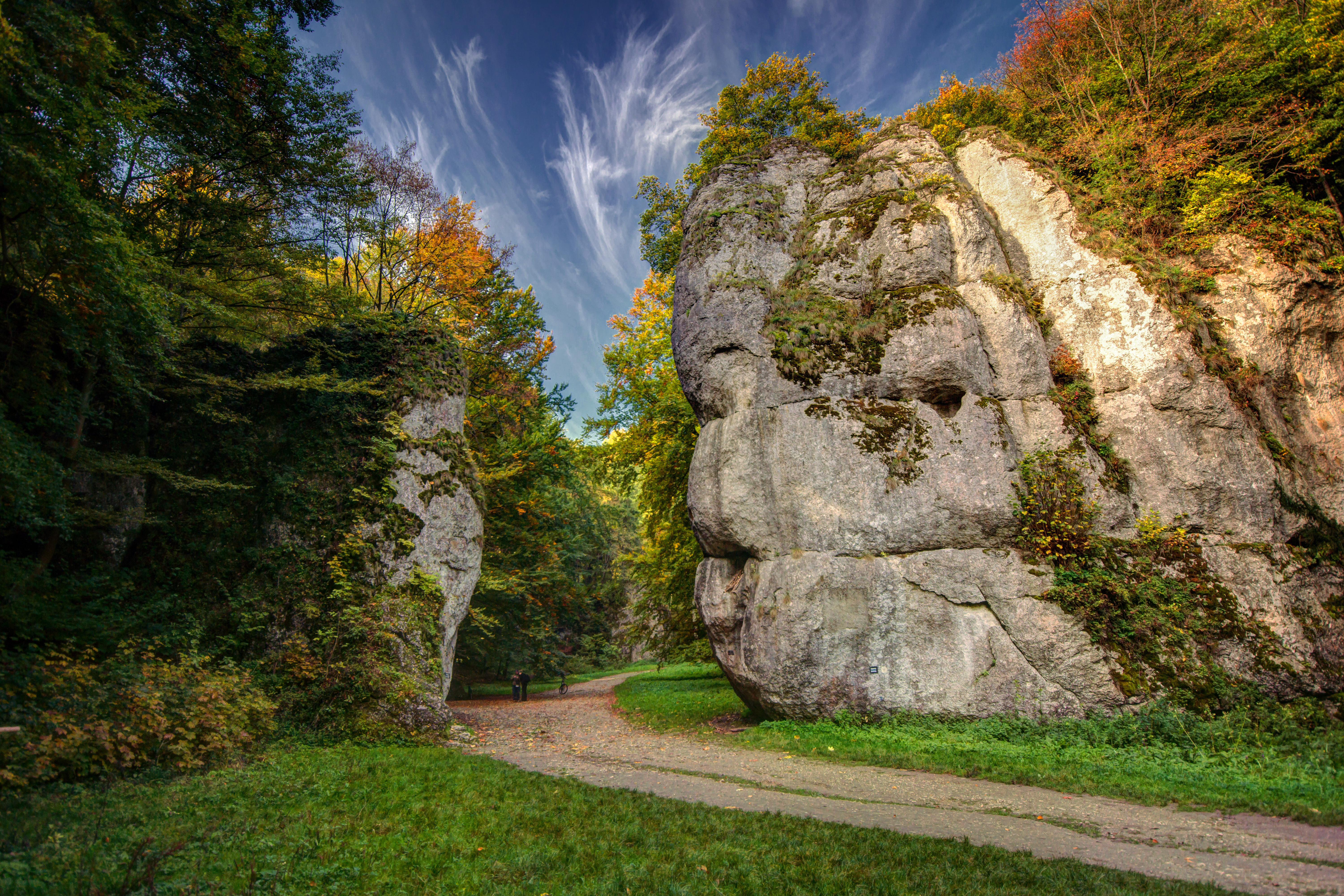
Meseta de Cracovia-Częstochowa.

Polonia cuenta con 70 cumbres de más de 2000 m de altitud, todas en los montes Tatra. El Tatra polaco, formado por Altos Tatra y Tatra Occidentales, es el macizo montañoso más alto de Polonia y de toda la cordillera de los Cárpatos. En los Altos Tatra se encuentra el punto más alto de Polonia, el noroeste del pico Rysy, de 2499 m. A sus pies se encuentra el lago Negro, al pie del monte Rysy y Morskie Oko (Ojo Marino).
El segundo macizo montañoso más alto del país son las montañas Beskidy, cuyo pico más alto es el Babia Góra, a 1725 m. En tercer lugar se encuentran las montañas de los Gigantes, en los Sudetes, cuyo punto más alto es el Sněžka, a 1602 m; y finalmente las montañas de Králický Sněžník, cuyo punto más alto es Snieznik, a 1425 m.
Los turistas frecuentan las montañas ubicadas en el parque nacional Bieszczady, en el extremo sureste de Polonia, cuyo punto más alto en Polonia es Tarnica, con una elevación de 1346 m; las montañas Gorce en el parque nacional de Gorce, cuyo punto más alto es Turbacz, con elevaciones 1310 m, y las montañas Pieniny, en el parque nacional Pieniny, cuyo punto más alto es Wysokie Skalki (Wysoka), con elevaciones de 1050 m. El punto más bajo en Polonia —a 2 metros bajo el nivel del mar— se ubica en Raczki Elbląskie, cerca Elbląg en el delta del Vístula.

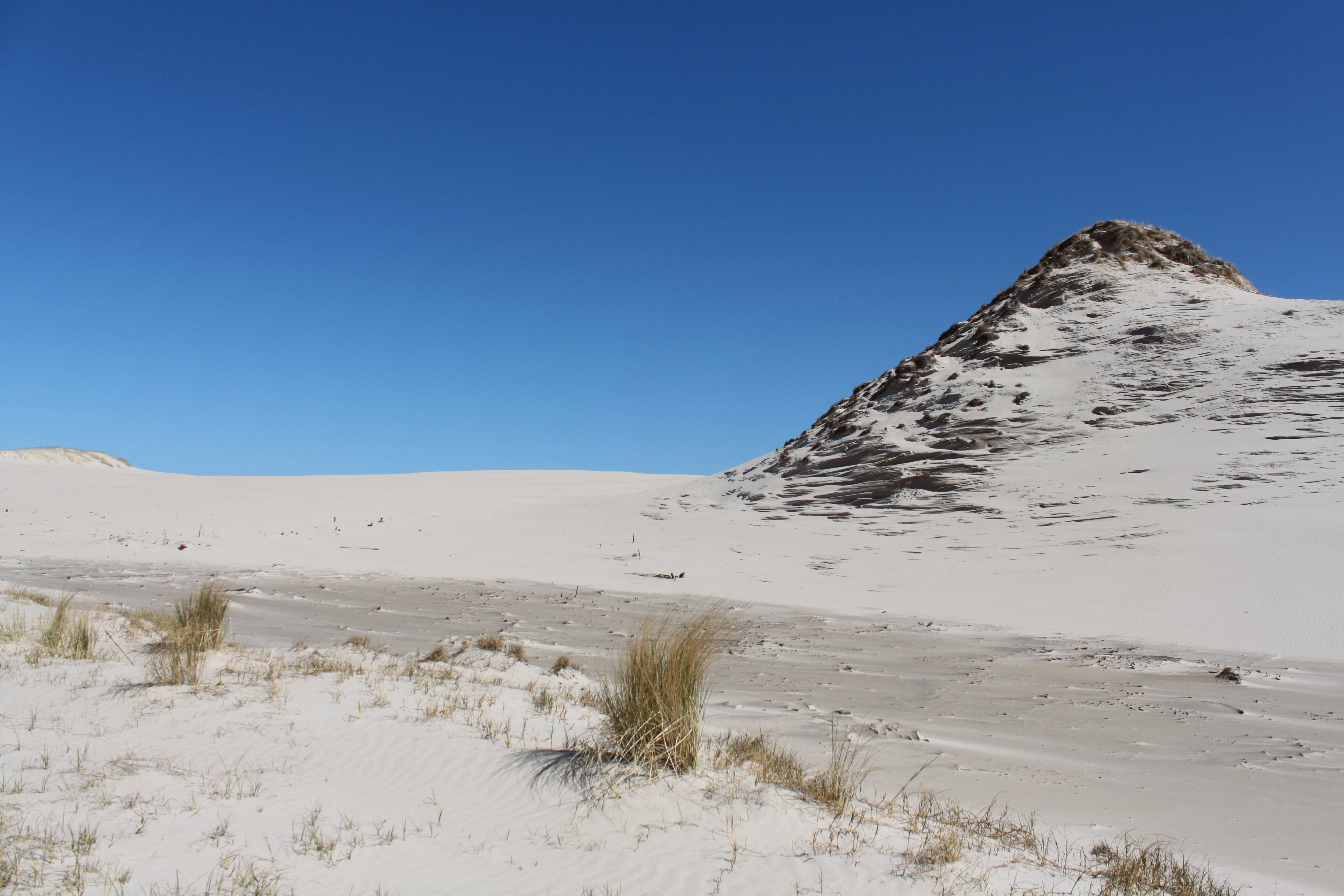
Dunas del parque nacional de Słowiński.

El único desierto situado en Polonia se extiende sobre el Zagłębie Dąbrowskie (ubicada cerca de la ciudad de Dąbrowa Górnicza). Se llama el desierto de Błędów, ubicado en el Voivodato de Silesia en el sur de Polonia. Tiene una superficie total de 32 km². Es uno de los únicos cinco desiertos naturales en Europa. Pero también es el desierto más caluroso que aparece en esta latitud. El desierto de Błędów surgió hace miles de años por un glaciar que se derrite. La estructura geológica específica ha sido de gran importancia. El espesor medio de la capa de arena se encuentra a unos 40 metros, con un máximo de 70 metros.
La actividad del mar Báltico en el parque nacional de Słowiński ha creado las dunas de arena, que en el transcurso del tiempo separaban la bahía del mar. Como las olas y el viento llevan la arena hacia el interior de las dunas, estas se mueven lentamente a una velocidad de 3 a 10 metros por año. Algunas dunas son bastante altas (hasta 30 metros). El pico más alto del parque (Rowokol de 115 metros) es también un excelente punto. Las áreas alrededor de las ciudades de Szczecin, Świnoujście y Gdansk y Elbląg fueron formadas por los ríos Oder y Vístula.

### Clima

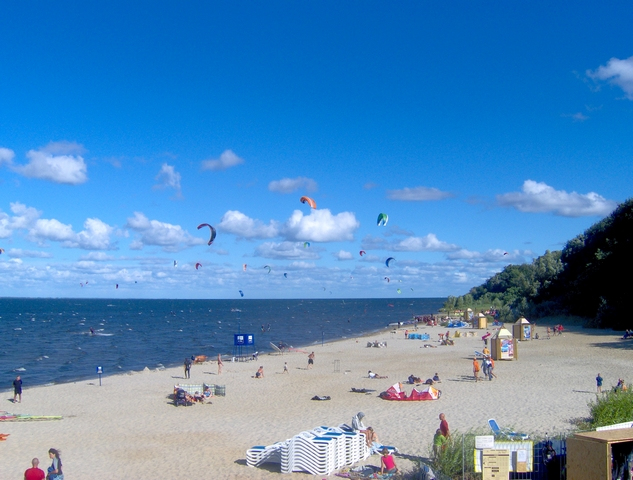
La temperatura media durante el día de verano en el nivel del mar a lo largo de la costa del mar Báltico es de 22 °C.

Tipos de clima en Polonia según la Clasificación climática de Köppen

El clima es mayormente templado en todo el país. El clima es oceánico en el norte y oeste, y gradualmente se vuelve más cálido y continental hacia el sur y el este. Los veranos son generalmente cálidos, con temperaturas medias entre 18 y 30 °C en función de una región. Los inviernos son bastante fríos, con temperaturas promedio de 3 °C en el noroeste y -6 °C en el noreste. Las precipitaciones son frecuentes durante todo el año, aunque, sobre todo en el este; en invierno es más seco que en verano.
La región más cálida en Polonia es la de Baja Silesia situado en el suroeste de Polonia, donde las temperaturas en el verano promedio entre 24 y 32 °C, pero puede ir tan alto como 34 a 39 °C en algunos días en el mes más caluroso del mes de julio y agosto. Las ciudades más cálidas de Polonia son Tarnów y Cracovia, ambas situadas en voivodato de Pequeña Polonia. Las temperaturas medias en Cracovia son 20 °C en el verano y 0 °C en el invierno, pero Tarnów tiene el verano más largo de toda Polonia, que tiene una duración de 115 días, a partir de mediados de mayo a mediados de septiembre. La región más fría de Polonia se encuentra en el noreste en el voivodato de Podlaquia, cerca de la frontera con Bielorrusia y Lituania. Por lo general, la ciudad más fría es Suwałki. El clima se ve afectado por los frentes fríos que vienen de Escandinavia y Siberia. La temperatura media en el invierno en Podlaquia oscila -4 °C -15 °C.

### Hidrografía

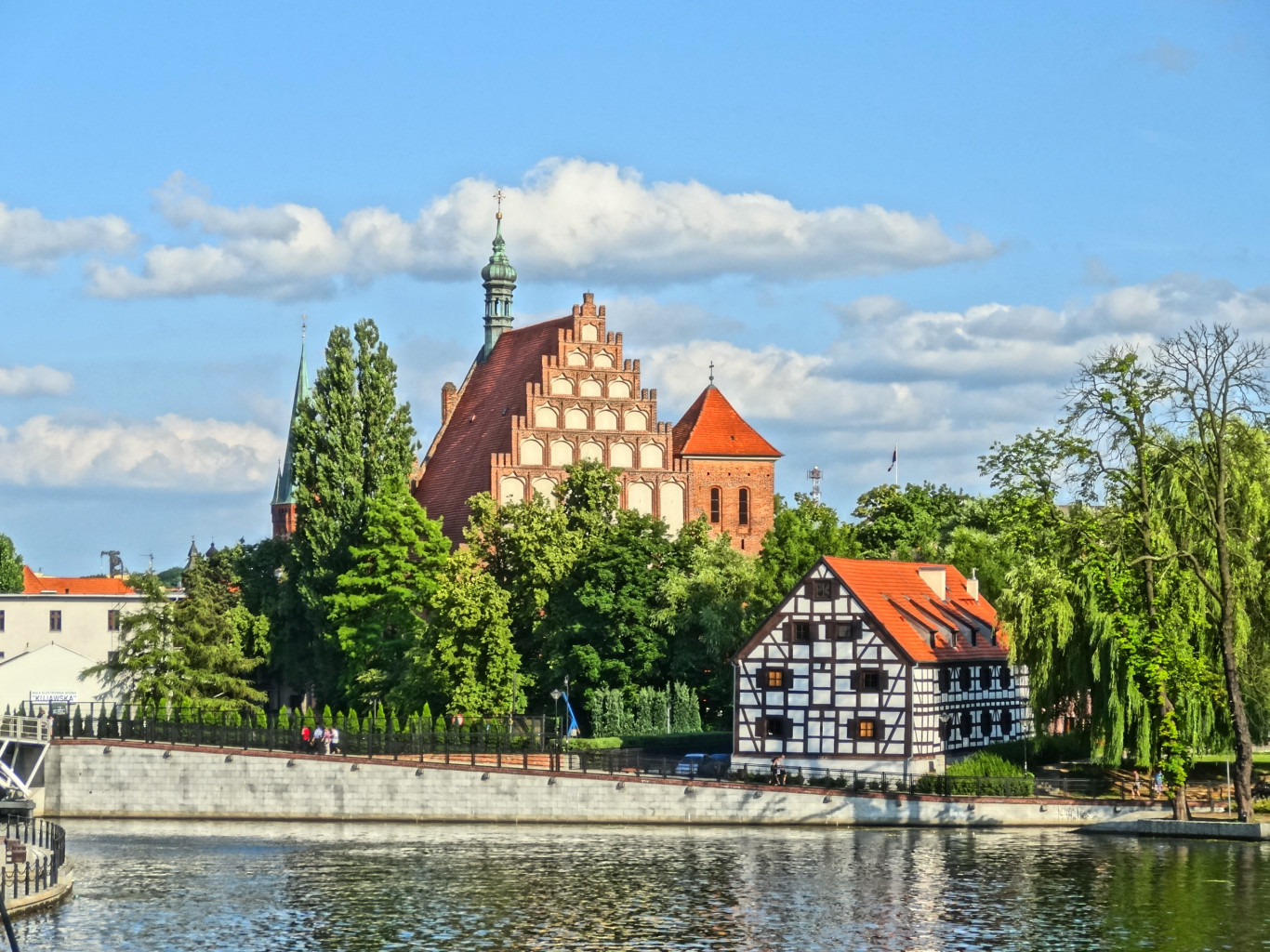
El río Brda atraviesa la ciudad de Bydgoszcz.

Los ríos más largos son el Vístula, con 1047 kilómetros de largo; el Óder, que forma parte de la frontera occidental de Polonia, 854 kilómetros de largo; su afluente, el río Varta, 808 kilómetros de largo; y el Bug Occidental, un afluente del Vístula, de 772 kilómetros de largo. El Vístula y el Óder desembocan en el mar Báltico, al igual que numerosos ríos menores en Pomerania.
El río Łyna y el Angrapa fluyen a través del río Pregolya hasta el mar Báltico, mientras que el Czarna Hańcza desemboca en el Mar Báltico a través del río Niemen. Si bien la gran mayoría de los ríos de Polonia drene en el mar Báltico, las Montañas Beskidy de Polonia son el origen de algunos de los afluentes superiores del río Orava, que fluyen a través del Váh y el Danubio al mar Negro. Las montañas Beskidy orientales son también la fuente de algunos arroyos que drenan a través del Dniéster hasta el mar Negro.
Los ríos de Polonia se han utilizado desde tiempos remotos para la navegación. Los vikingos, por ejemplo, viajaron hasta el Vístula y el Óder en sus drakkar. En la Edad Media y en los tiempos modernos, cuando la Mancomunidad de Polonia-Lituania era el granero de Europa; los envíos de grano y otros productos agrícolas, se trasladaban por el Vístula hacia Gdansk y de allí a otras partes de Europa donde adquirieron gran importancia.

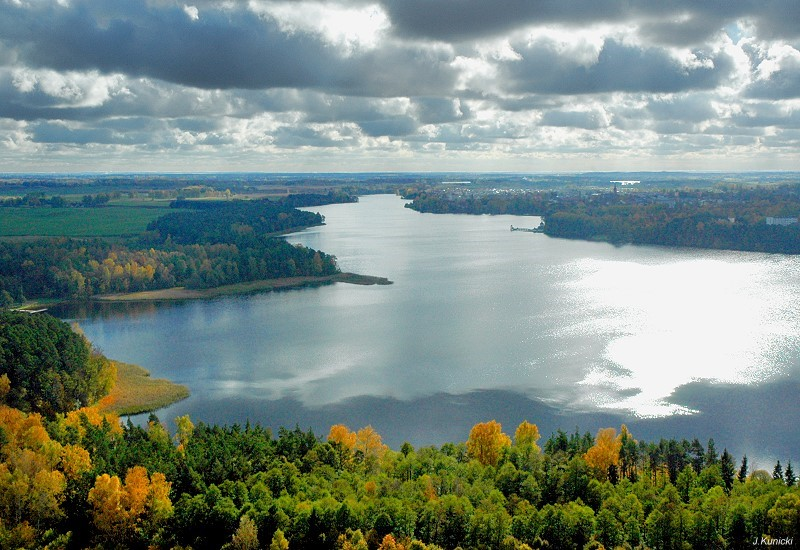
Vista del Distrito de los lagos de Masuria, contiene más de 2000 lagos.

Con casi diez mil cuerpos de agua cerrados que cubren más de una hectárea cada una, Polonia tiene una de las cifras más altas de los lagos del mundo. En Europa, solo Finlandia tiene una mayor densidad de los lagos. Los lagos más grandes, cubriendo más de 100 km², son el lago Śniardwy y Lago Mamry en Masuria, y lago Łebsko y lago Drawsko en Pomerania.
Además de los distritos del lago en el norte (en Masuria, Pomerania, Kashubia, Lubusz, y Gran Polonia), también hay un gran número de lagos de montaña en los montes Tatras, de los cuales el Morskie Oko es el más grande del área. El lago con la mayor profundidad de más de cien metros, es el lago Hańcza, al este de Masuria en el Voivodato de Podlaquia.

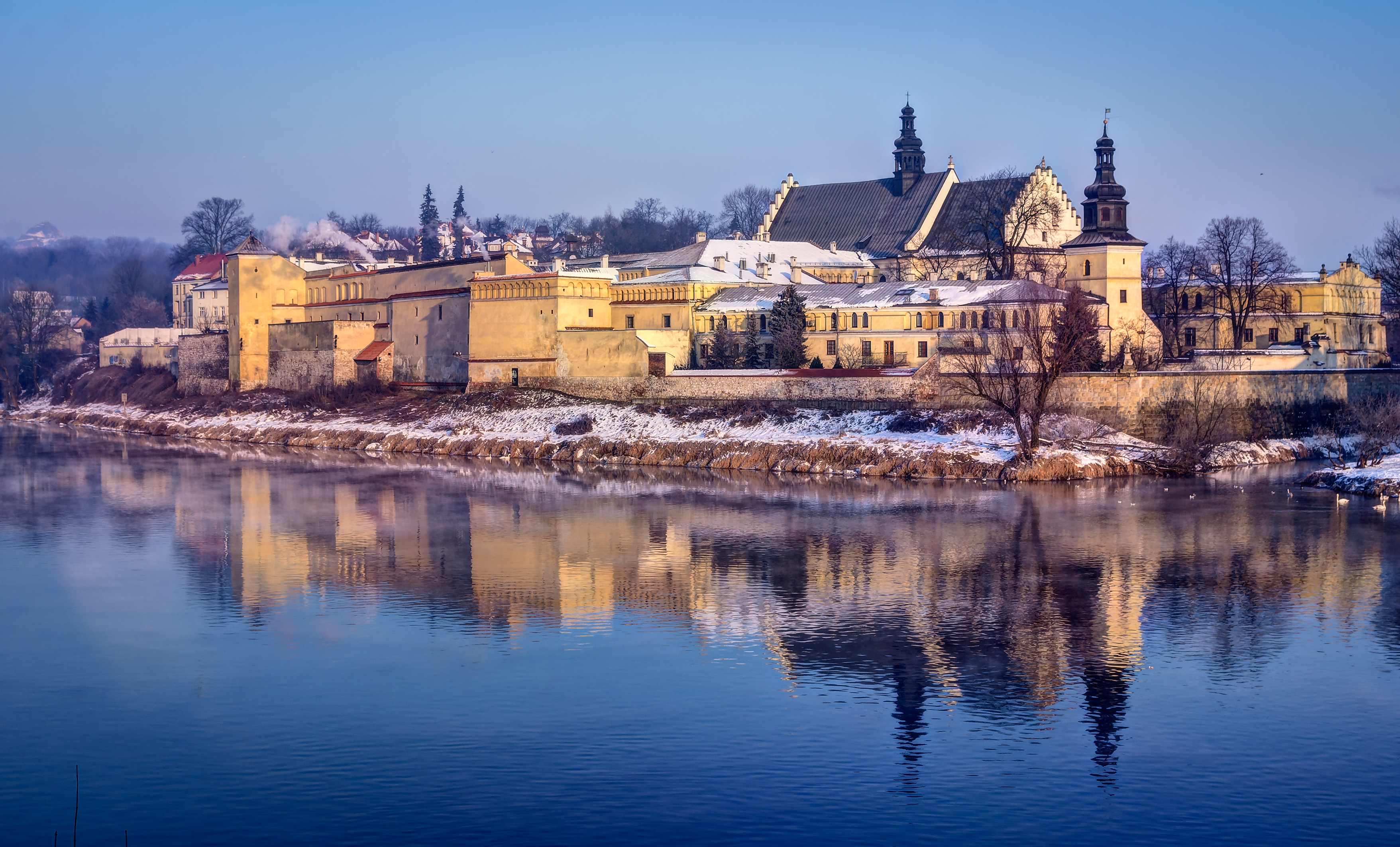
El Vístula a su paso por uno de los históricos conventos fortificados de Cracovia.

Entre los primeros lagos cuyas costas fueron pobladas, fueron las de Gran Polonia. Los palafitos de Biskupin, fueron ocupados por más de un millar de habitantes, siendo fundada antes del siglo VII a. C. por la gente de la cultura Lusacia.
Los lagos siempre han desempeñado un papel importante en la historia de Polonia y siguen siendo de gran importancia para la sociedad polaca moderna. Los antepasados de los polacos de hoy, el Polanie, construyeron sus primeras fortalezas en las islas de estos lagos. El legendario príncipe Popiel gobernó en Kruszwica desde una torre erigida en el lago Gopło. El primer gobernante históricamente documentado de Polonia, el duque Miecislao I, tenía su palacio en una isla en el río Varta en Poznan. Hoy en día los lagos polacos proporcionan un lugar para la práctica de deportes acuáticos como la vela y el windsurf.
La costa báltica de Polonia es de aproximadamente 528 kilómetros de largo y se extiende desde Świnoujście en las islas de Usedom y Wolin en el oeste de Krynica Morska en el Cordón del Vístula al este. En su mayor parte, Polonia tiene una costa suave, que ha sido formada por el movimiento continuo de la arena por las corrientes y vientos. Esta continua erosión y deposición ha formado acantilados, dunas y asadores, muchos de los cuales han emigrado hacia tierra para cerrar antiguas lagunas, como el Lago Łebsko en el parque nacional de Słowiński.

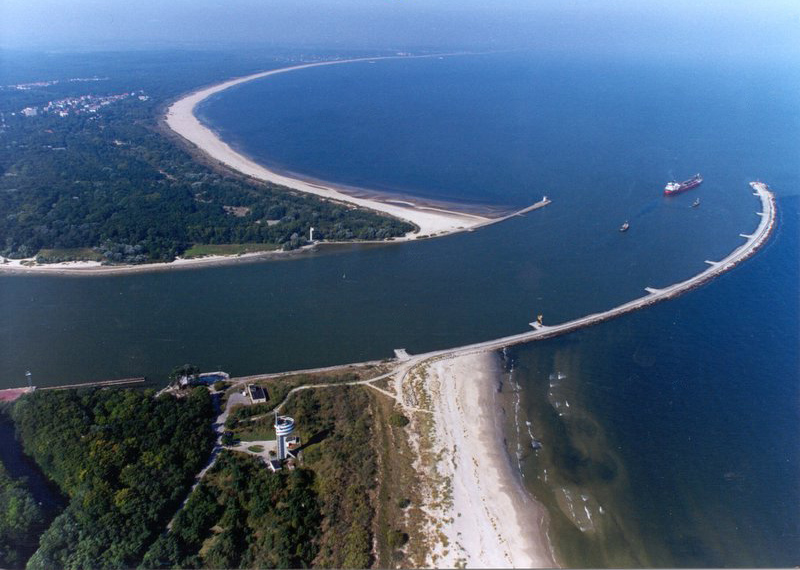
Mar Báltico en Świnoujście.

Antes del final de la Segunda Guerra Mundial y la posterior modificación de las fronteras nacionales, Polonia tenía solo una pequeña línea de costa; esta se encuentra al final del Corredor polaco, el territorio polaco reconocido internacionalmente, que solo dio el acceso de los países a la mar. Sin embargo, después de la Segunda Guerra Mundial, el nuevo trazado de las fronteras de Polonia y el consiguiente 'cambio' de las fronteras del país dejaron una costa muy ampliada, lo que permite un acceso mucho mayor al mar que nunca fue posible antes. La importancia de este evento, y la importancia de la misma para el futuro de Polonia como nación industrializada, se alude a las Bodas de Polonia con el Mar de 1945.
Los más grandes cordones litorales son los de la Península de Hel y el Cordón de Vístula. La isla más grande de Polonia es la isla de Wolin. Los mayores puertos marinos son los de Szczecin, Świnoujście, Gdansk, Gdynia, Police y Kołobrzeg. Los principales centros turísticos costeros son Świnoujście, Kołobrzeg, Sopot, Władysławowo y la península de Hel.

### Usos del suelo

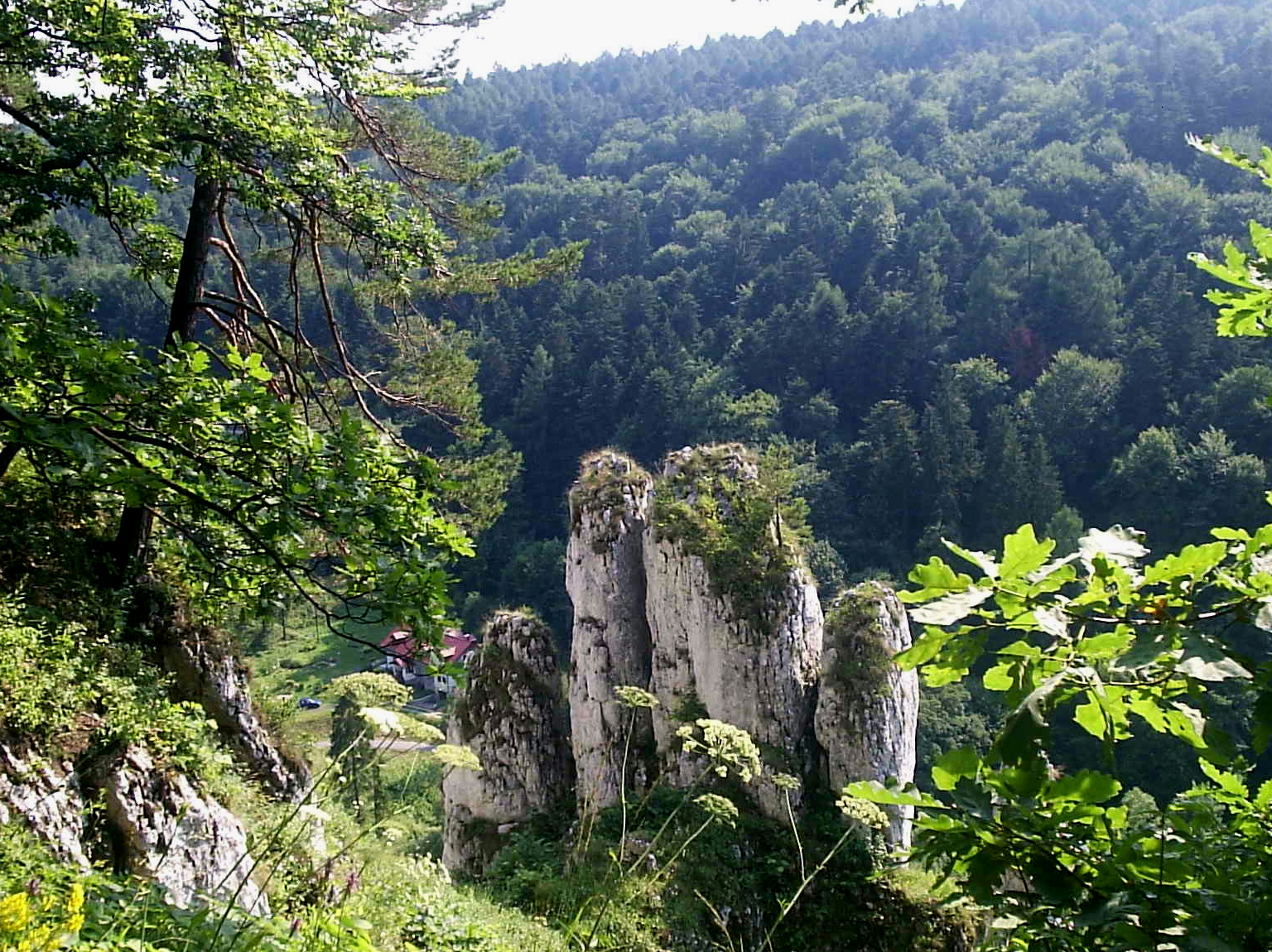
Vista de los bosques del parque nacional Ojców.

Polonia es el cuarto país más boscoso de Europa. Los bosques cubren aproximadamente el 30.5 % de la superficie terrestre de Polonia sobre la base de normas internacionales, y su porcentaje global sigue aumentando. Los bosques de Polonia son administrados por el programa nacional de reforestación (KPZL), con el objetivo de un aumento de la cubierta forestal para así alcanzar el 33 % en el año 2050. La riqueza de los bosques de Polonia es más de dos veces superior a la media europea (con Alemania y Francia en la parte superior), que contiene 2304 millones de metros cúbicos de árboles. El complejo forestal más grande de Polonia es el área salvaje de Baja Silesia.
Más de 1 % del territorio de Polonia, 3145 km², está protegido dentro de veintitrés parques nacionales. Otros tres parques nacionales se proyectan para Masuria, la meseta de Cracovia-Czestochowa, y las montañas Beskidy. Además, los humedales a lo largo de lagos y ríos en el centro de Polonia están legalmente protegidos, como son las zonas costeras en el norte. Hay más de ciento veinte áreas designadas como parques naturales, junto con numerosas reservas naturales y otras áreas protegidas (por ejemplo, la Red Natura 2000).
Hoy en día Polonia es un país con perspectivas agrícolas favorables, y más de dos millones de granjas privadas. Es el principal productor europeo de patatas y centeno (el segundo mayor en el mundo para el año 1989), el mayor productor del mundo de triticale, y uno de los productores más importantes de la cebada, la avena, remolacha, pepino, lino y frutas. Es el cuarto mayor proveedor de la Unión Europea de carne de cerdo, después de Alemania, España y Francia. Por otra parte, el gobierno sigue debatiendo una nueva reforma agraria y la búsqueda de la opción de la subasta de grandes extensiones de tierras agrícolas de propiedad estatal.

### Biodiversidad

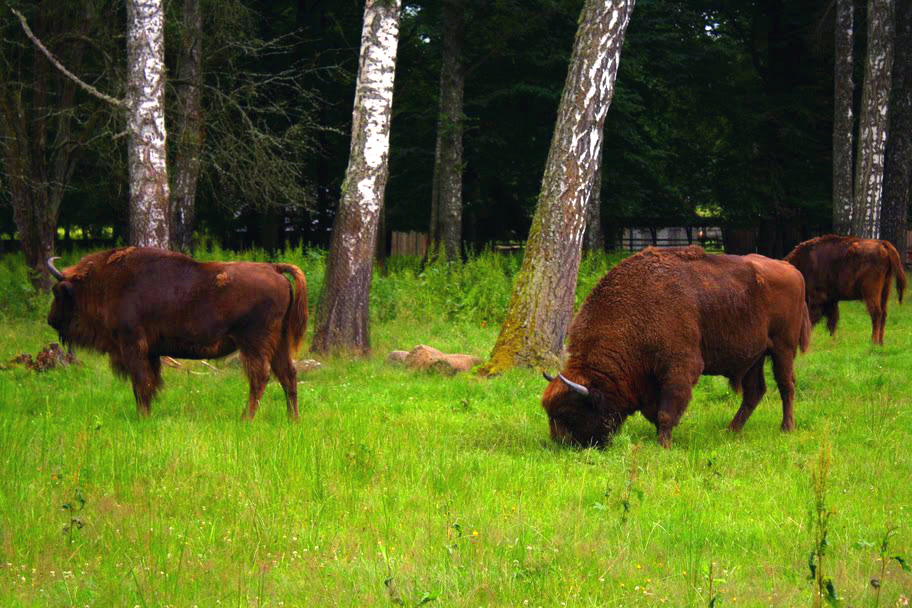
Bisontes europeos en el Bosque de Białowieża, Patrimonio de la Humanidad y Reserva de la biosfera.

Fitogeográficamente, Polonia pertenece a la provincia de Europa Central, de la Región Circumboreal dentro del Reino Boreal. Según el Fondo Mundial para la Naturaleza, el territorio de Polonia pertenece a tres ecorregiones paleárticas de bosque continental que abarca Europa Central y del Norte de hoja ancha templado y bosques mixtos, así como la de los Cárpatos.
Muchos animales que se han extinguido en otras partes de Europa todavía sobreviven en Polonia, como el bisonte europeo en el antiguo bosque de Białowieża y Podlaquia. Otros de estas especies incluyen el oso pardo en Białowieża, en los montes Tatras y en las montañas Beskidy, el lobo gris y el lince eurasiático en varios bosques, el alce en el norte del país, y el castor en Masuria, Pomerania, y Podlaquia.
En los bosques, también se encuentran animales de caza, como el ciervo, el corzo y el jabalí. En el este de Polonia hay una serie de bosques antiguos, como el de Białowieża. También hay grandes zonas boscosas en las montañas de Masuria, Pomerania, Lebus y Baja Silesia.
Polonia acobija la zona de anidamiento más importante para una variedad de aves migratorias europeas. De todas las aves migratorias que llegan a Europa en verano, una cuarta parte de la población mundial de la cigüeñas blancas (cuarenta mil parejas reproductoras) anidan en Polonia, especialmente en los distritos del lago y los humedales a lo largo del Biebrza, el Narew y el Warta, que forman parte de las reservas naturales o parques nacionales.

## Economía

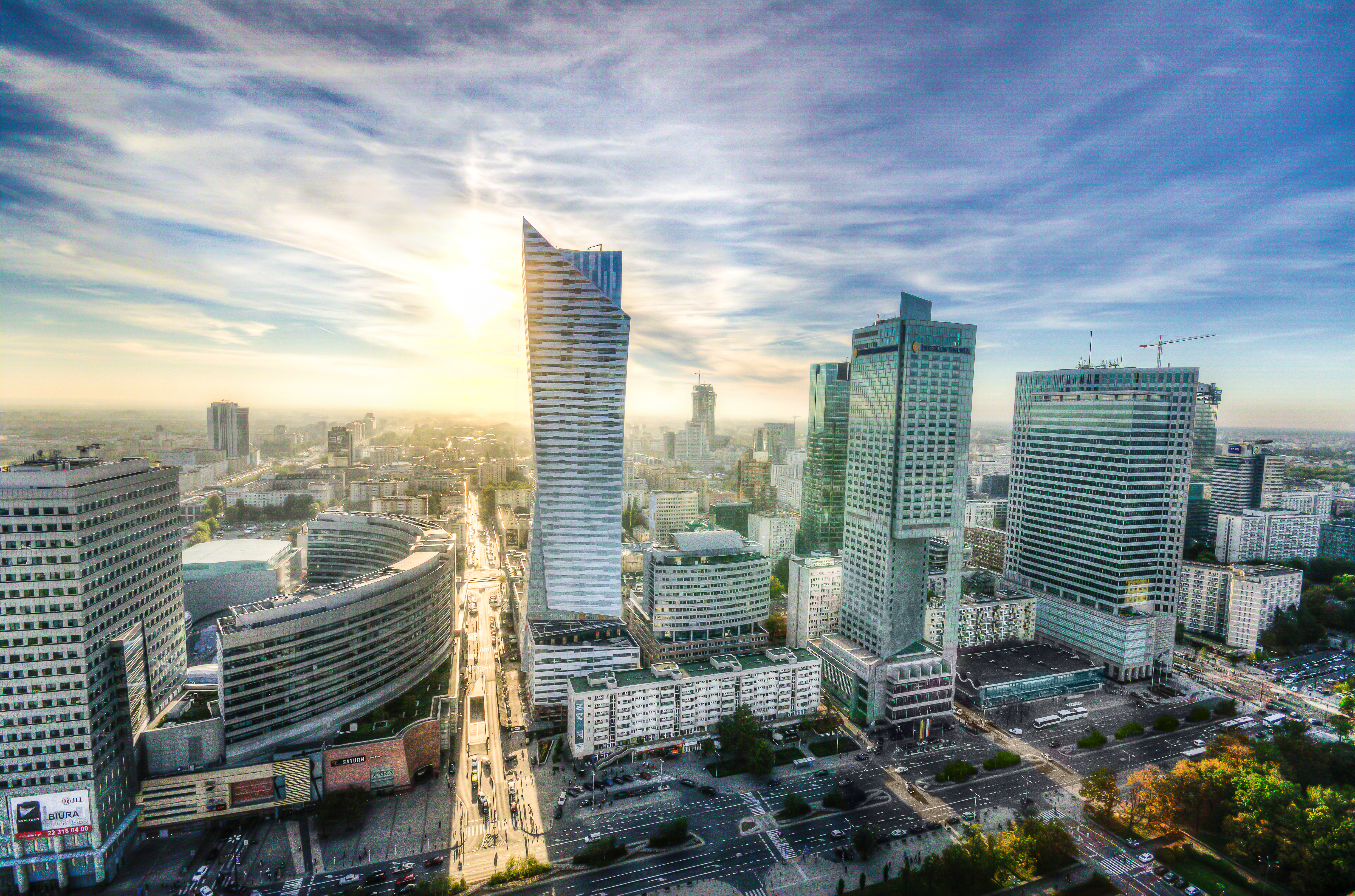
Varsovia es la sede de uno de los principales centros económico-financieros y culturales de Europa Central y Oriental.

El sistema económico estatal (conocido hiperbólicamente como comunismo o socialismo, por las propagandas del capitalismo y del Bloque soviético, respectivamente) que se instauró en Polonia tras la Segunda Guerra Mundial favoreció la industrialización del país, cuya economía se basaba tradicionalmente en la agricultura. La economía dirigida no se aplicó por completo en el sector agrícola y la mitad de las propiedades siguieron siendo privadas. No obstante, el control estatal sobre la producción, los precios y la distribución dejaron al campo sin incentivos para la competitividad, y con una tecnificación y una productividad muy bajas. Ya en la economía de mercado, la distribución de la producción sigue manifestando la importancia de la agricultura, que proporciona un 4 % de su PIB. Destacan el cultivo de la patata, de la que es el quinto productor mundial, y el de cereales. La remolacha, las fibras textiles, el lúpulo y el tabaco son sus principales cultivos industriales. También se obtienen legumbres, forraje, hortalizas y nabos.
Las cabañas porcina y bovina son destacables. De ellas se obtienen carne, leche y cuero. La explotación forestal es escasa, pese a que los bosques cubren un 28 % del territorio. La actividad pesquera es significativa y, aunque opera en el mar Báltico, destaca su flota pesquera de altura para la captura de merluza y el arenque. En cuanto a la obtención de recursos minerales y energéticos, el carbón es el principal recurso del país y uno de sus principales productos de exportación. Se extrae en las cuencas de la Alta Silesia y Wałbrzych. Son también importantes las reservas de azufre, cobre y plomo, así como las de zinc, plata, níquel, magnesita y sal gema. El resto de los recursos energéticos es escaso, exceptuando el gas natural, que se encuentra en los Cárpatos.

Polonia es parte de la zona Schengen y el mercado único de la Unión Europea.

Cuando en 1990 se introdujo el sistema de economía de mercado se observaron cuáles eran los principales problemas del sector industrial: alta concentración de la economía en un sector (industria pesada), sobredimensión empresarial y tecnología obsoleta, que generaba bajos rendimientos y graves problemas medioambientales. El programa de privatización y reforma económica se inició en 1990. Con la colaboración de instituciones económicas mundiales, como el FMI y el Banco Mundial, la industria empezó a generar muy buenos resultados, pero con una gran disparidad en la riqueza. Las principales zonas industriales del país se ubican en la Alta Silesia (Katowice, Rybnik, Bielsko), en Cracovia y Varsovia. Las actividades siderúrgicas más importantes son la obtención de hierro fundido, acero, aluminio y fundición de zinc y plomo. La metalurgia del cobre tiene importancia a nivel mundial, compitiendo con sus pares de Chile y Chipre. La construcción de maquinaria está muy desarrollada y gran parte se dedica a la exportación, mientras la industria productora de bienes de consumo está creciendo en importancia.
En el quinquenio 2000-2004, Polonia solucionó en parte sus principales problemas macroeconómicos —déficit elevado y una inflación muy fluctuante—, lo que le permitió ingresar en la Unión Europea. Por tamaño y población, Polonia está llamada a ser un miembro de gran importancia. Actualmente, sus principales proveedores son miembros de la Unión Europea (39.8 %), entre ellos destaca Alemania (25.2 %).
Las regiones más prósperas son Mazovia, Alta Silesia y Baja Silesia. Estas regiones tienen un PIB comparable a varias regiones de gran riqueza y desarrollo industrial de la unión. Los regiones más pobres se sitúan en el este Polonia: Lublin y Subcarpacia, sus PIB no superan los dos mil millones de dólares y es inferior al 40 % de la media para toda la Unión Europea.
Tras haber pasado completamente la página de la economía planificada en los años 1990-2000, la economía polaca es hoy una de las más dinámicas de Europa y es el único estado europeo que no ha conocido la recesión durante la crisis de 2008-2011.

### Agricultura

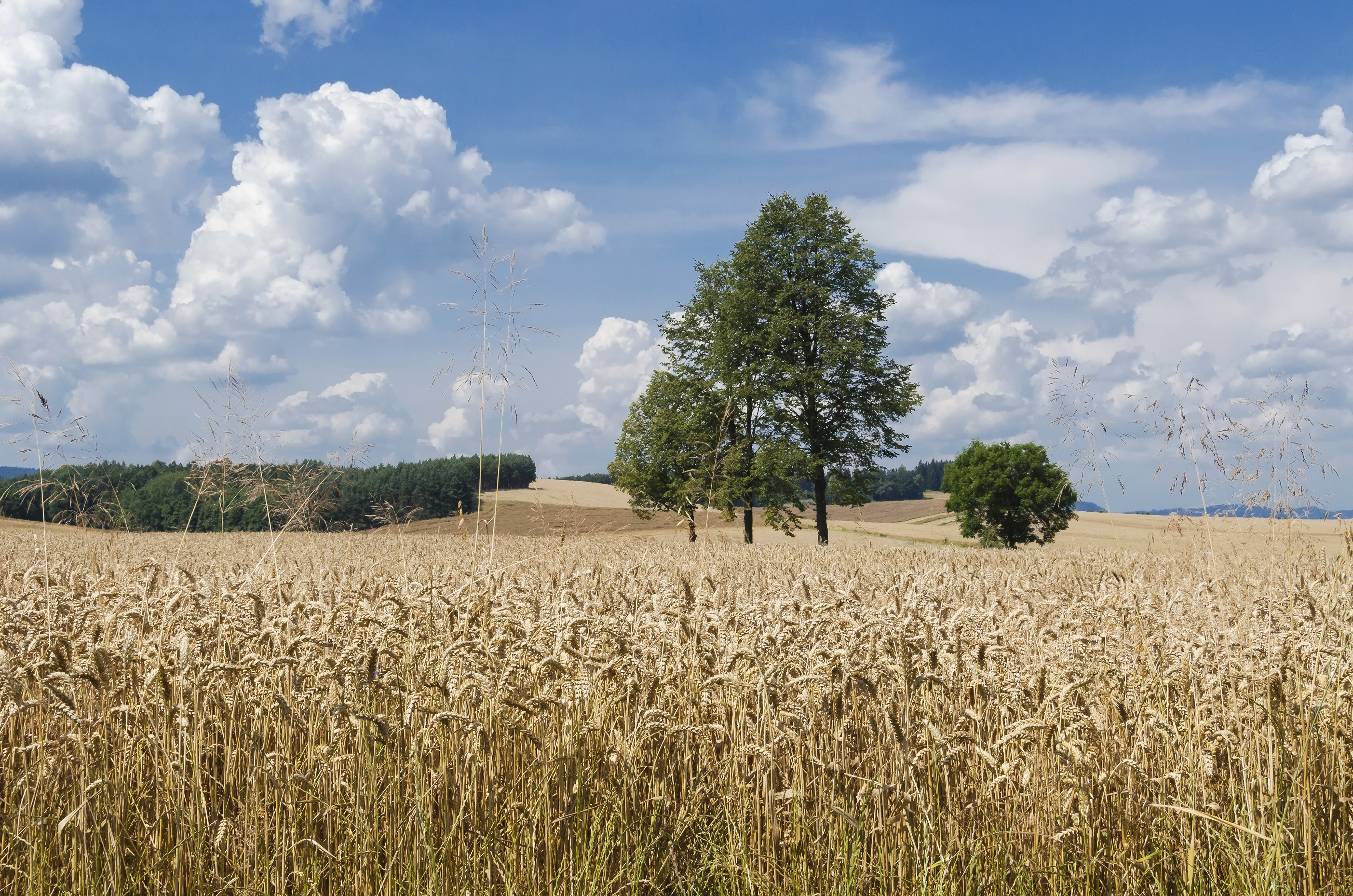
Campos de trigo en el voivodato de Gran Polonia.

La agricultura emplea al 10.5 % de la población activa, pero contribuye únicamente con un 7 % del PIB, lo cual muestra la baja productividad de este sector. El menor empleo en la agricultura se produce en las regiones Silesia y Baja Silesia (aproximadamente de 5 %).
Al contrario de lo ocurrido en el sector industrial, durante la etapa comunista el sector agrícola polaco estaba en gran medida en manos privadas. La mayoría de las antiguas granjas estatales son alquiladas actualmente a los granjeros, ya que la falta de líneas de crédito obstaculiza la venta de las tierras de labranza estatales. Sin embargo, la posible revisión en 2007 del reparto de ayudas a la agricultura por parte de la Unión Europea podría contribuir a suavizar la situación.
Actualmente, dos millones de granjas privadas ocupan el 90 % del terreno agrícola y representa aproximadamente el mismo porcentaje de la producción agrícola total. Estas fincas son pequeñas, de una medida de ocho hectáreas, y están a menudo divididas. Las granjas con un área superior a quince hectáreas representan un 9 % del total, pero ocupan el 45 % del terreno agrícola. Más de la mitad de las granjas de Polonia producen únicamente lo necesario para el autoconsumo o muy poco para la venta.
Sin embargo, Polonia es el mayor productor europeo de patatas y centeno y uno de los mayores productores mundiales de remolacha. Es también un gran productor de colza, y de ganado porcino y vacuno. Polonia exporta dulces, frutas manufacturadas y verduras, carne y productos lácteos.
A menudo se importa trigo, grano, aceite vegetal y alimentos de proteína, que generalmente son insuficientes para cubrir la demanda doméstica. Los intentos de aumentar la producción de grano han sido impedidos por la corta temporada de cultivo, el suelo pobre y el reducido tamaño de las fincas.

### Industria

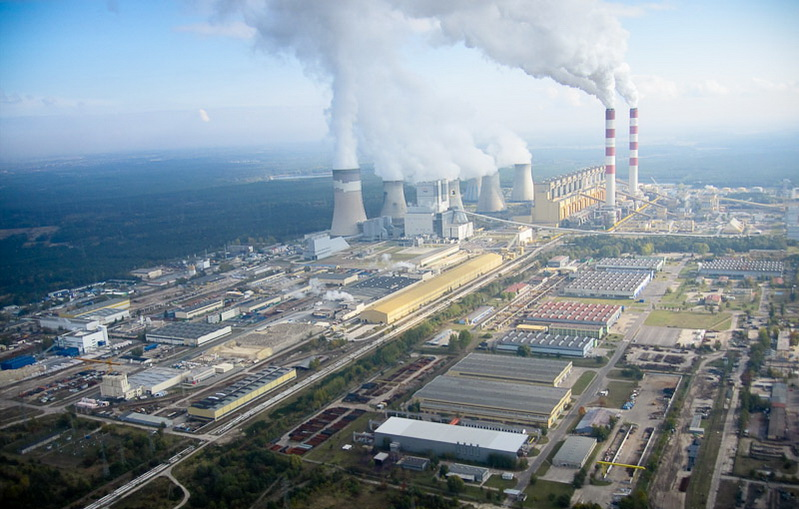
Polonia es uno de los países más industrializados en Europa y tiene áreas industriales como Bełchatów o Katowice.

Antes de la Segunda Guerra Mundial, la base industrial polaca se situaba en los sectores de carbón, textil, química, maquinaria, hierro y acero. Hoy día también hay actividad industrial destinada a la producción de abonos, petroquímica, herramientas automáticas y eléctricas, artículos electrónicos, y a la construcción de coches y barcos.
La base industrial polaca quedó prácticamente destruida en la Segunda Guerra Mundial. El sistema económico comunista impuesto en la década de 1940 creó grandes estructuras económicas que se desarrollaban bajo el sistema centralista, lo que terminó colapsando el sistema.
En 1990, el gobierno de Mazowiecki empezó un programa de reforma para sustituir el programa centralista con un sistema más orientado al mercado. Los resultados fueron una paulatina incorporación a la economía de mercado y el incremento en los resultados de los distintos sectores productivos. En febrero de 2004, la producción industrial crecía al 18 % anual.

### Turismo

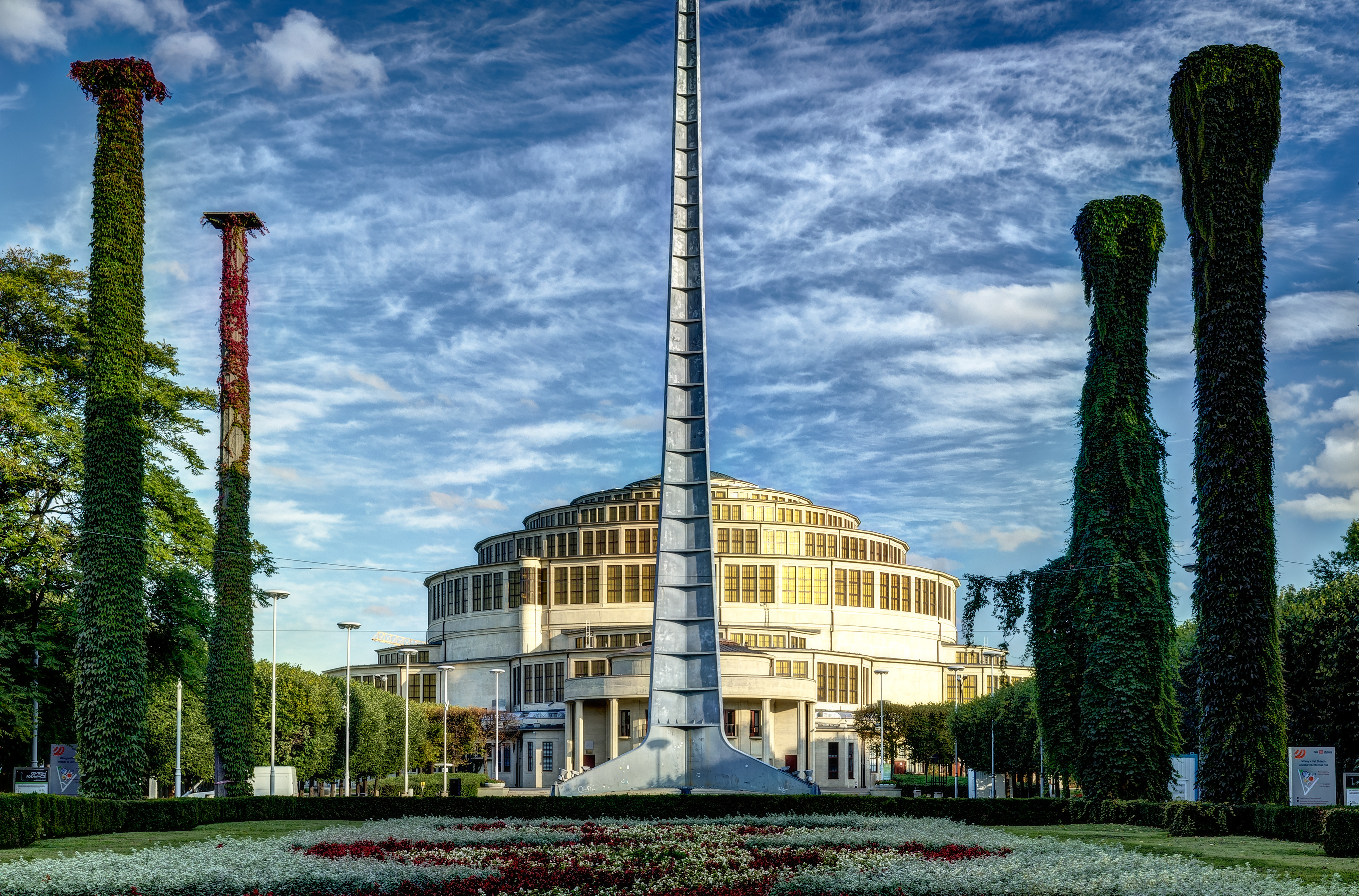
Vista del Centro del Centenario de Breslavia. En 2006 fue incluido en la lista de la Unesco del Patrimonio de la Humanidad.

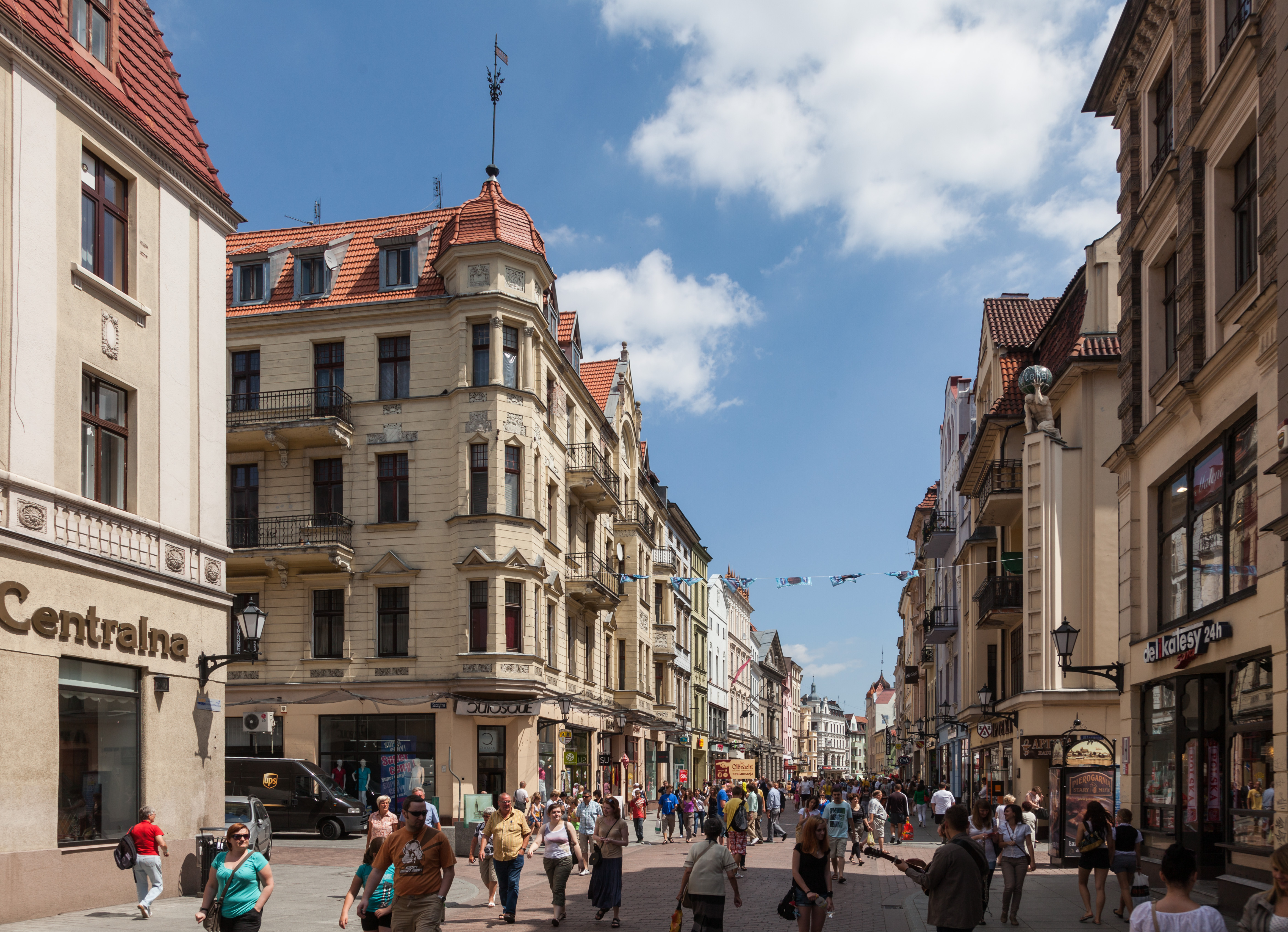
La ciudad de Toruń fue declarada Patrimonio de la Humanidad por la Unesco.

Polonia experimentó un aumento en el número de turistas después de unirse a la Unión Europea. El turismo en Polonia contribuye a la economía general del país y constituye una proporción relativamente grande del mercado de servicios del país.
Cracovia fue la antigua capital y una reliquia de Polonia en la Edad de Oro del Renacimiento. Contiene el lugar de la coronación de la mayoría de los reyes polacos. Fue nombrada Capital Europea de la Cultura por la Unión Europea para el año 2000. La ciudad de Breslavia, fue designada como Capital Europea de la Cultura en 2016, además de ser una de las ciudades más antiguas de Polonia. Durante la Segunda Guerra Mundial, Breslavia fue una de las ciudades más afectadas, sin embargo, la ciudad ha sido restaurada y atrae a varios millones de visitantes cada año. La capital de Polonia, Varsovia, que también fue destruida y reconstruida, ofrece una gran variedad de atracciones.
Las principales ofertas turísticas de Polonia se basan en torno al turismo en sus principales ciudades, así como en áreas extra-urbanas, el turismo cualificado, el agroturismo, el senderismo de montaña y escalada, así como los viajes de negocios. Polonia es el decimoséptimo país más visitado del mundo por los turistas extranjeros, según la lista de clasificación de la Organización Mundial del Turismo (OMT) en 2012. Otros destinos turísticos incluyen costa en el norte del mar Báltico, el Distrito de los lagos de Masuria, y el bosque de Białowieża en el este, en el sur se encuentran las montañas de los Gigantes, los montes Mesa, los montes Tatras, en donde se encuentra el pico más alto de Polonia (Rysy) y la famosa Orla Perć; el parque nacional Pieniny, así como las montañas del parque nacional Bieszczady en el extremo sureste del país.
El turismo en la provincia se basa en las virtudes de la naturaleza, los monumentos y la cultura tradicional. Estos incluyen spa, pueblos y aldeas de turismo rural. En Varsovia, Cracovia, Poznan, Toruń y muchos otros centros de investigación el desarrollo del turismo es de carácter cultural y científico.

### Transporte

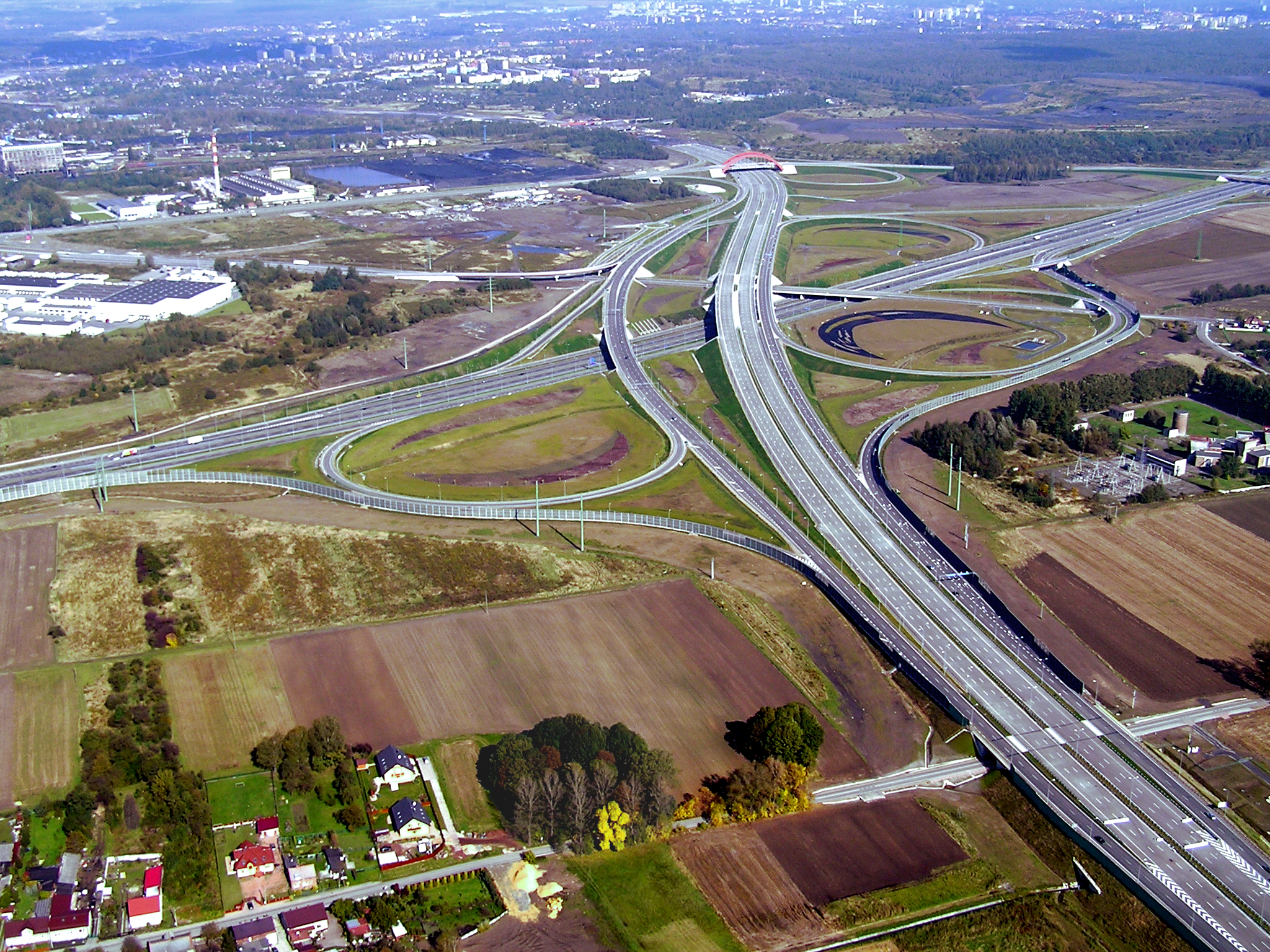
Autopista A1-A4 que atraviesa la ciudad de Gliwice.

El transporte en Polonia generalmente se distribuye a través de ferrocarriles, autopistas, transportes marítimos y los viajes aéreos. Posicionado en Europa centro-oriental, Polonia ha sido durante mucho tiempo, y sigue siendo, un país clave a través del cual pasan las importaciones a la Unión Europea y de exportación fuera de ella.
Desde su incorporación a la Unión Europea en mayo de 2004, Polonia ha invertido grandes cantidades de dinero en la modernización de sus redes de transporte. El país cuenta con una red de autopistas de desarrollo compuesta de autopistas como la A1, A2, A4, A18 y vías rápidas como el S1, S3, S5, S7, y S8. Además de estas carreteras de nueva construcción, muchas carreteras locales y regionales se están reconstruyendo como parte de un programa nacional para reconstruir todas las carreteras de Polonia.

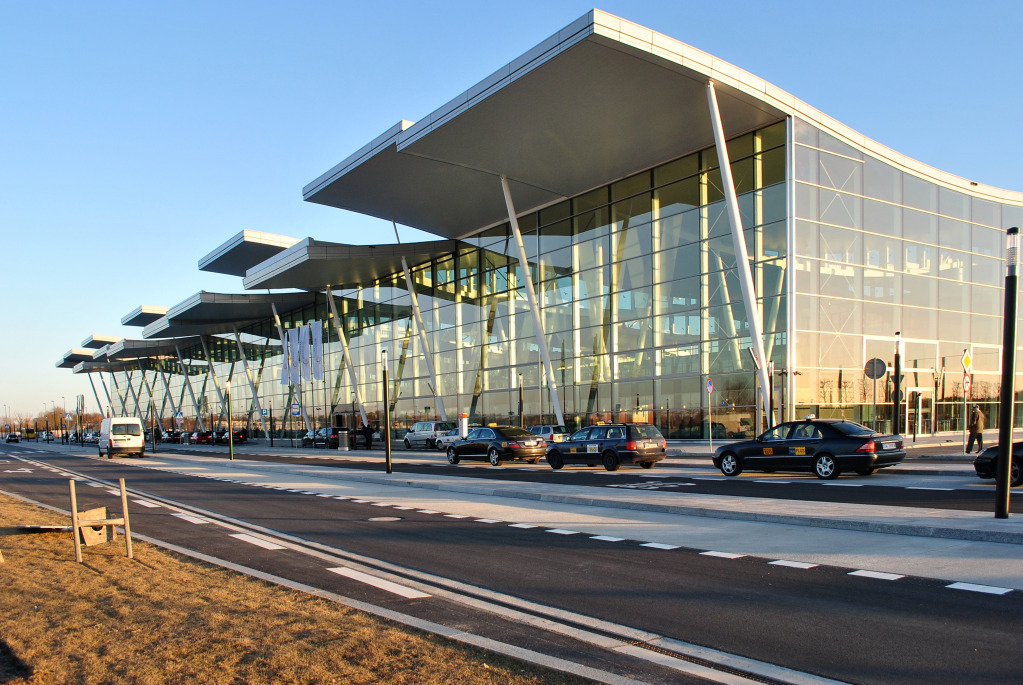
Entrada al terminal del Aeropuerto de Breslavia-Copérnico.

Una vez más, en lo que respecta a los ferrocarriles, la misma situación se está produciendo. Las autoridades polacas han iniciado un programa por el cual esperan aumentar las velocidades de operación a través de toda la red ferroviaria polaca. Los Ferrocarriles Estatales Polacos (PKP) están usando el nuevo material rodante, diez nuevas máquinas Siemens Taurus ES64U4 capaces de llegar a velocidades iguales a 200 kmh. Por último, existe un plan para introducir la alta velocidad ferroviaria a Polonia desde alrededor de diciembre de 2014. El gobierno polaco ha puesto de manifiesto su intención de conectar todas las ciudades importantes de una red ferroviaria de alta velocidad de futuro para el año 2020. El PKP Pendolino ETR 610, nuevo tren de pruebas, estableció el récord para el tren más rápido en la historia de Polonia, llegando a 293 kmh, el 24 de noviembre de 2013. El plan del Gobierno es iniciar el transporte de pasajeros con una velocidad permanente 200 kmh de Varsovia a Cracovia. La antigua velocidad superior registrada fue de 160kmh desde 1985.
La mayoría de las operaciones ferroviarias interurbanas en Polonia son operados por PKP Intercity, mientras que los trenes regionales están a cargo de una serie de operadores, la mayor de las cuales es Przewozy Regionalne.
Los mercados de transporte aéreo y marítimo en Polonia están bien desarrollados. Polonia tiene un número de aeropuertos internacionales; el mayor de los cuales es el Aeropuerto Chopin de Varsovia, el cual es el centro de operaciones mundiales de LOT Polish Airlines. LOT es la 28° mayor aerolínea europea y una de las doce más antiguas aún en funcionamiento, establecida en 1929, a partir de una fusión de Aerolloyd (1922) y Aero (1925). Otros aeropuertos principales con conexiones internacionales en casi todas las regiones, por ejemplo, el Aeropuerto de Cracovia-Juan Pablo II, Aeropuerto de Gdańsk-Lech Wałęsa, Aeropuerto Internacional de Katowice y el Aeropuerto de Breslavia-Copérnico.
Existen puertos marítimos a lo largo de la costa báltica de Polonia, donde la mayoría de las operaciones de transporte de mercancías utilizan los puertos de Szczecin, Świnoujście, Gdynia y Gdansk como su base. Los barcos de pasajeros vinculan Polonia con los países escandinavos durante todo el año; estos servicios se prestan desde Gdansk y Świnoujście por Polferries, Stena Line de Gdynia, y Unity Line desde el puerto de Świnoujście.

### Ciencia y tecnología

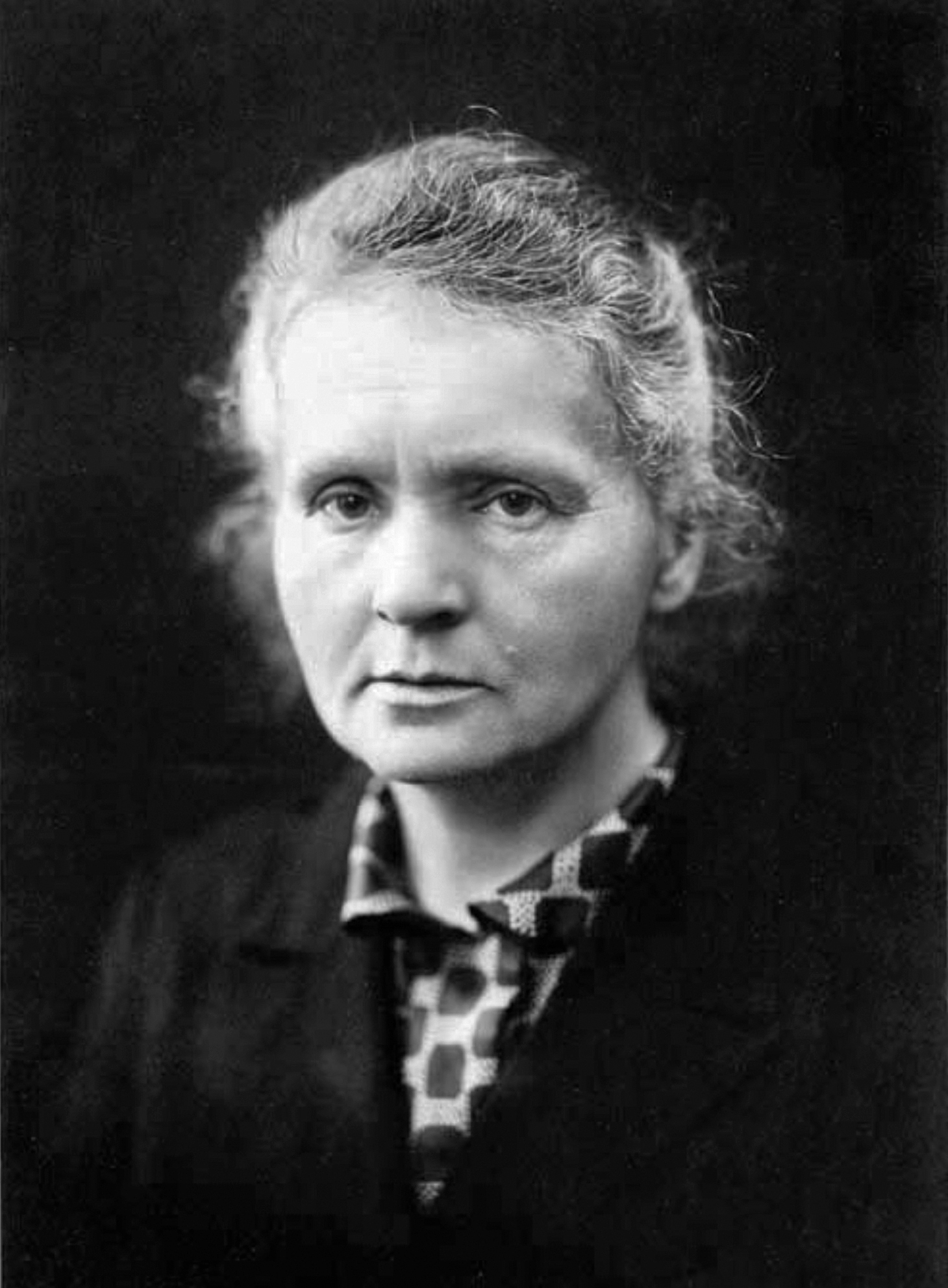
Marie Curie fue una pionera en el campo de la radiactividad; además, fue la primera persona en recibir dos Premio Nobel en distintas especialidades.

Polonia ha sido la cuna de algunos de los más destacados investigadores en diferentes campos científicos. En química y física: Marie Curie, Roald Hoffmann, Albert Abraham Michelson, Isidor Isaac Rabi, Ignacy Łukasiewicz o Frank Wilczek. En matemática, astronomía medicina y economía: Nicolás Copérnico, Johannes Hevelius, Aleksander Wolszczan, Jan Brożek, Marian Rejewski, Stefan Banach, Karol Borsuk, Emil Leon Post, Jędrzej Śniadecki, Stanisław Ulam, Andrew Schally, Józef Kosacki y Leonid Hurwicz. Es así que cerca de 30 polacos (de nacionalidad u origen) han sido laureados con el Premio Nobel.
De acuerdo con Frost & Sullivan's Country Industry Forecast el país se está convirtiendo en un lugar interesante para la investigación y desarrollo de inversiones. Las empresas multinacionales tales como: ABB, Delphi, GlaxoSmithKline, Google, Hewlett-Packard, IBM, Intel, LG Electronics, Microsoft, Motorola, Siemens y Samsung han creado centros de investigación y desarrollo en Polonia. Más de cuarenta centros de investigación y desarrollo y cuatro mil quinientos investigadores hacen vida en Polonia, lo que la convierte en el mayor centro de investigación y desarrollo en Europa Central y del Este. Las empresas por lo general, eligen a Polonia debido a la disponibilidad de la fuerza de trabajo altamente calificada, la presencia de las universidades, el apoyo de las autoridades, y el mercado más grande de Europa Central.

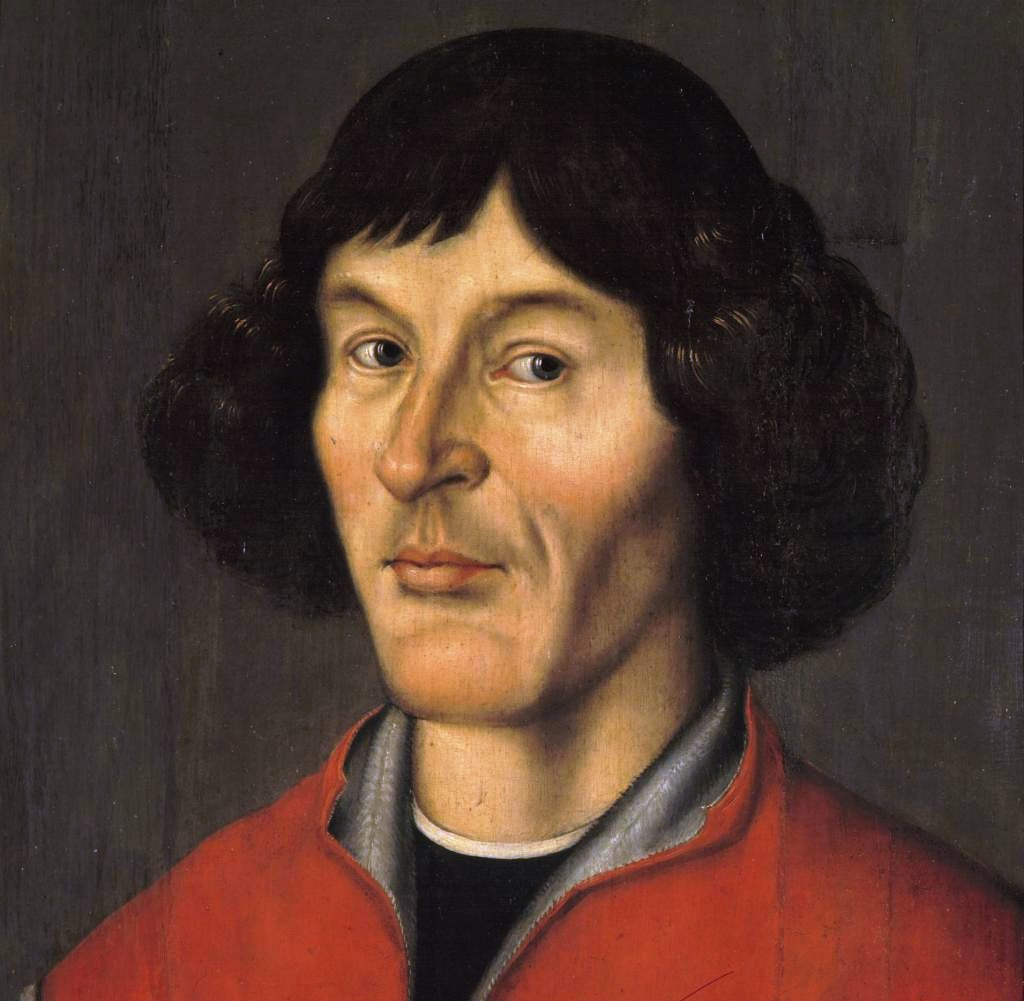
Nicolás Copérnico, un monje astrónomo polaco del Renacimiento que formuló la teoría heliocéntrica del sistema solar, concebida en primera instancia por Aristarco de Samos.

Hoy en día las instituciones de educación terciaria de Polonia; tradicionalmente las universidades (que se encuentran en sus principales ciudades), así como las instituciones técnicas, médicas y económicas, emplean a unos 61 000 investigadores y miembros de personal. Hay alrededor de trescientos institutos de investigación y desarrollo, con cerca de diez mil investigadores. En total, hay alrededor de 91 000 científicos en Polonia hoy en día. Sin embargo, en los siglos XIX y XX muchos científicos polacos trabajaron en el extranjero; uno de los más grandes de estos exiliados fue Marie Curie, una física y química polaca que vivió gran parte de su vida en Francia. En la primera mitad del siglo XX, Polonia fue un floreciente centro de las matemáticas. Destacados matemáticos polacos formaron la Escuela de Matemáticas de Lwów (con Stefan Banach, Hugo Steinhaus, Stanisław Ulam) y la Escuela Matemática de Varsovia (con Alfred Tarski, Kazimierz Kuratowski, y Waclaw Sierpinski). Los acontecimientos de la Segunda Guerra Mundial empujaron a muchos de ellos al exilio. Tal fue el caso de Benoît Mandelbrot, cuya familia abandonó Polonia, cuando todavía era un niño. Un alumno de la Escuela Matemática de Varsovia fue Antoni Zygmund, uno de los forjadores del análisis matemático en el siglo XX.
Según un informe de KPMG, 80 % de los inversores actuales de Polonia están contentos con su elección y están dispuestos a reinvertir. En 2006, Intel decidió duplicar el número de empleados en su centro de investigación y desarrollo en Gdansk.
Según el Índice mundial de innovación, a cargo de la Organización Mundial de la Propiedad Intelectual, en 2024, Polonia se ubicó en lugar 40 en innovación entre 133 países del mundo; mientras que en 2023, ocupó el lugar 41 y el lugar 38 en el 2022.

### Telecomunicaciones
La participación del sector de las telecomunicaciones en el PIB es del 4.4 % (cifra final de 2000), frente al 2.5 % en 1996. La cobertura aumentó de setenta y ocho usuarios por cada mil habitantes en 1989 a 282 en 2000.
El valor del mercado de las telecomunicaciones es de 38.2bn zl (2006), y creció un 12.4 % en 2007 PMR. La cobertura celular móvil tiene más de mil usuarios por cada mil personas (2007). En cuanto a teléfonos móviles-celulares, se encuentran más de: 38.7 millones de usuarios (Informe Onet.pl y GUS, 2007), además de 12 500 000 líneas telefónicas terrestres en uso (Informe Telecom, 2005).
En cuanto al acceso a Internet, los servicios más populares para los usuarios domésticos en Polonia son Neostrada proporcionadas por Orange (Polonia) y Net24 proporcionados por Netia. Los usuarios de negocio, así como algunos usuarios domésticos utilizan Internet DSL TP también ofrecido por TPSA. Según Eurostat, la OCDE y otros, el acceso a Internet en Polonia está en medio de las más caras de Europa. Esto se debe principalmente a la falta de competitividad. Los nuevos operadores, tales como Diálogo y GTS Energis están haciendo sus propias líneas de proveedores y ofrecen un servicio más atractivo y más barato. La Oficina Polaca de Comunicación Electrónica está obligando a TPSA para alquilar el 51 % de sus líneas ADSL a otros ISP con precios de hasta 60 % más bajos. Esta medida afectará a los precios de DSL en Polonia.
El servicio público de correos en Polonia es operado por Poczta Polska. Fue creado el 18 de octubre de 1558, cuando el rey Segismundo II Augusto Jagellón estableció una ruta permanente postal desde Cracovia a Venecia (más tarde también a Wilno) con el fin de gestionar los asuntos de Italia que surgieron después de la muerte de la reina Bona Sforza de Milán, su madre. Desde entonces, el servicio ha sido disuelto en varias ocasiones, sobre todo durante las particiones de Polonia. Después de recuperar la independencia en 1918, el territorio de los Estados de Polonia estaba en la necesidad de una red de distribución uniforme de la comunicación. Por lo tanto, el período de entreguerras vio el rápido desarrollo del sistema postal como se introdujeron nuevos servicios (por ejemplo, las transferencias de dinero, pago de pensiones, entrega de revistas, y el correo aéreo). Si bien, durante los levantamientos nacionales y en el curso de la comunicación en guerra, fue proporcionada principalmente a través de mensajes de campo, que estaban sujetos a la autoridad militar, donde los carteros siempre tomaron parte activa en la lucha por la independencia mediante la entrega de paquetes y documentos en secreto o proporcionando información vital sobre el enemigo. Muchos acontecimientos importantes en la historia de Polonia participaron el servicio postal, como la heroica defensa de la oficina de correos en Gdansk en 1939 y la participación de Servicio Postal de los Scouts Polacos en el levantamiento de Varsovia. Durante los tiempos difíciles de la Segunda Guerra Mundial, el correo polaco en el exilio trataba de levantar los ánimos de sus compatriotas mediante la emisión de sellos de correos.

## Demografía

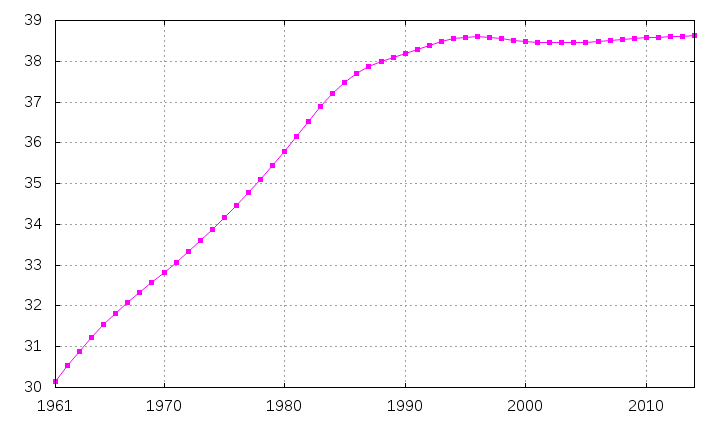
Evolución demográfica de Polonia (1961-2010), según datos de la FAO.

Polonia, con 38 544 513 habitantes, tiene la octava mayor población de Europa y es el quinto país con más habitantes de la Unión Europea. Tiene una densidad poblacional de 122 hab/km².
Polonia contenía históricamente muchas lenguas, culturas y religiones en su suelo. El país tenía una particular gran población judía antes de la Segunda Guerra Mundial, cuando la Alemania nazi llevó a cabo el holocausto. Existían más de tres millones de judíos antes de la guerra y después solo quedaron unos trescientos mil. El resultado de la guerra, en particular el desplazamiento de las fronteras de Polonia a la zona comprendida entre la línea Curzon y la línea Oder-Neisse, junto con la expulsión de las minorías en la posguerra, redujo significativamente la diversidad étnica del país. Más de siete millones de alemanes huyeron o fueron expulsados de la parte polaca de la frontera Oder-Neisse.

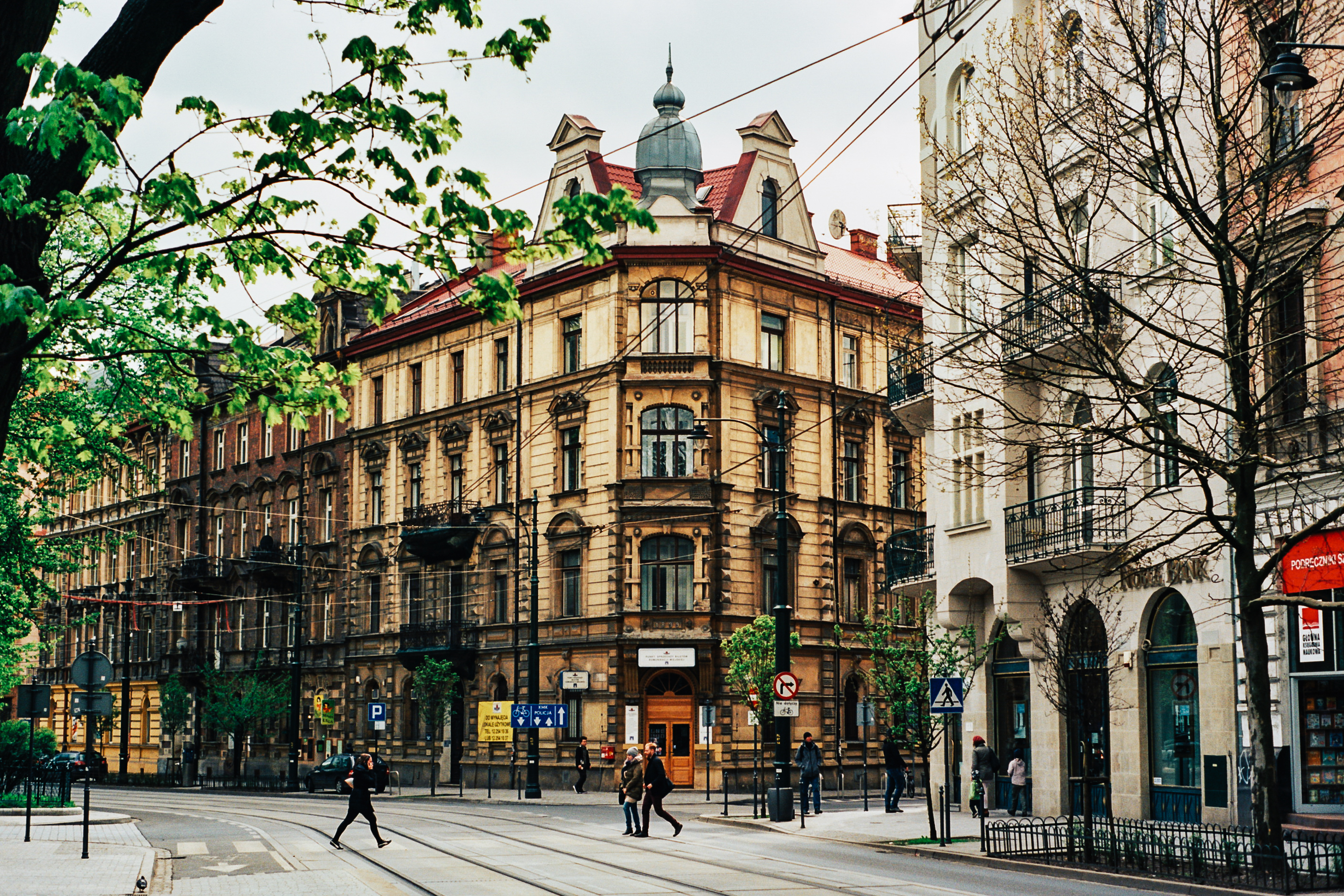
El centro histórico de Cracovia, declarado Patrimonio de la Humanidad, es el corazón del sur de Polonia, además de ser la capital cultural.

La composición étnica de Polonia ha variado notablemente a lo largo del siglo XX. Hasta la Segunda Guerra Mundial, un 30 % estaba formado por grupos minoritarios. Los alemanes se concentraban en tierras próximas a su país de origen, mientras que los ucranianos y bielorrusos habitaban en regiones del este. Numerosas comunidades judías estaban establecidas, además, en ciudades polacas. La República de Polonia fue el segundo país de Europa con más víctimas mortales en la Segunda Guerra Mundial, solo superado por la Unión Soviética. A estas bajas también hay que sumar la pérdida de un importante número de habitantes como consecuencia de la reestructuración de sus fronteras.
En los últimos años, la población de Polonia ha disminuido debido a un aumento de la emigración y un fuerte descenso en la tasa de natalidad. Desde la adhesión de Polonia a la Unión Europea, un importante número de polacos han emigrado, principalmente al Reino Unido, Alemania y la República de Irlanda en busca de mejores oportunidades de trabajo en el extranjero. En abril de 2007, la población polaca del Reino Unido había aumentado a aproximadamente trescientas mil personas, y las estimaciones de colocar a la población polaca en Irlanda en 65 000. Algunas fuentes afirman que el número de ciudadanos polacos que emigraron al Reino Unido después de 2004 es tan alta como dos millones.

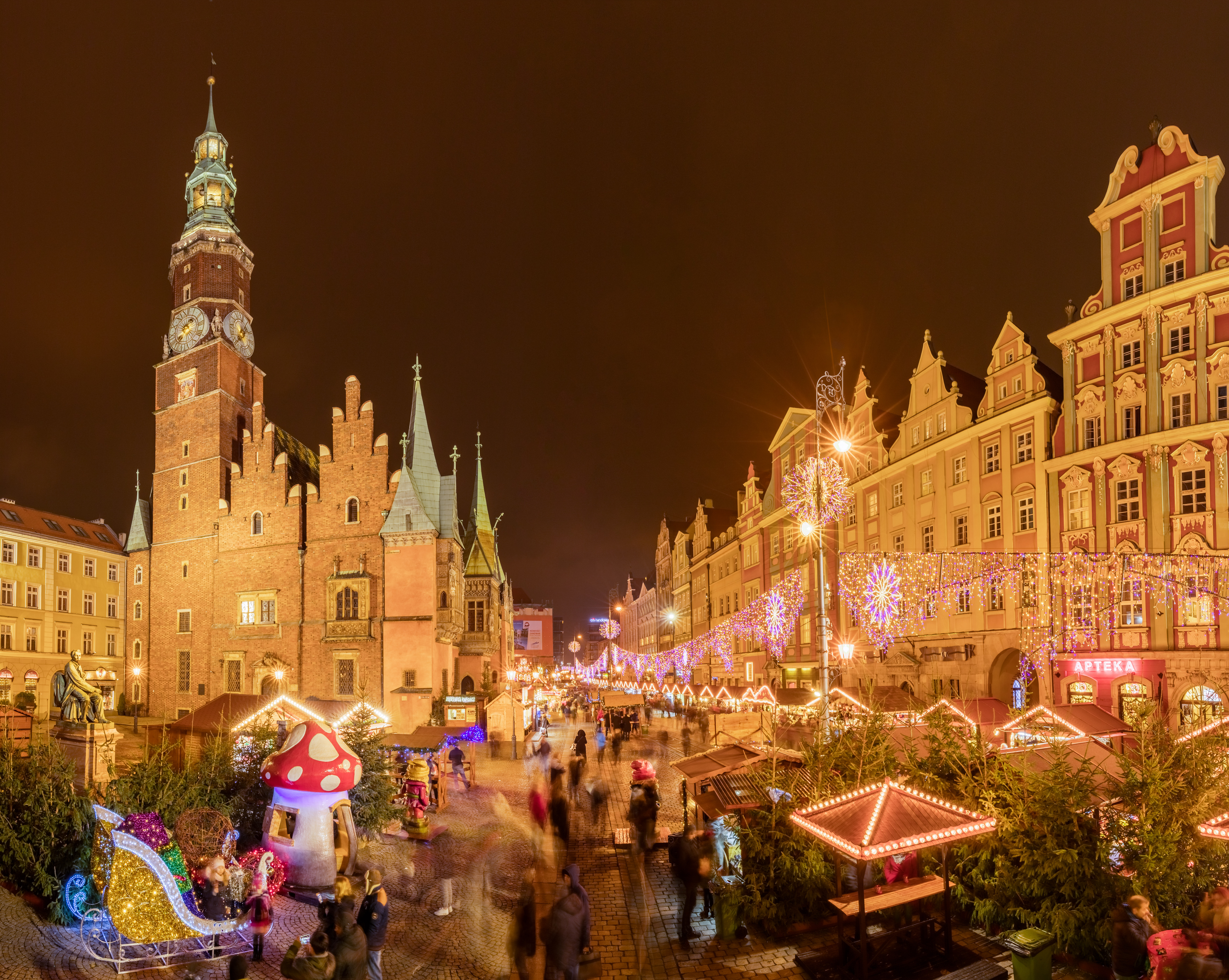
Vista del Mercado Principal de Breslavia, esta llena de pintorescas casas de vecindad, y es sede de la plaza más grande de la ciudad, el cual es uno de los lugares favoritos de encuentro en la capital de Baja Silesia.

Todos estos marcaron la configuración actual de la población polaca, que tuvo como principal consecuencia la homogeneización de la población. En la actualidad está compuesta por un 98,7 % de polacos frente a un 1,3 % de personas de otros orígenes, principalmente alemanes, lituanos, tártaros, ucranianos y bielorrusos, además de judíos y gitanos.
El 95 % de los polacos práctica el catolicismo cuya Iglesia ejerce una influencia en la vida política de Polonia. Así mismo, un alto porcentaje de polacos se considera practicante, muy por encima de la media europea.
Actualmente Polonia cuenta con una población de 38,5 millones de habitantes, la composición étnica actual es la siguiente:
- Polacos:[51] 98,7 %
- Procedentes de otros países europeos: 1,2 %
- Gitanos, otros: 0,1 %

### Principales ciudades
Las ciudades más importantes en Polonia son: Varsovia, que es la capital y está en el centro del este país, en Mazovia; Cracovia, la segunda ciudad más poblada del país y antigua capital de Polonia que está en el sur del país (en la «Pequeña Polonia»), tiene casi 800 mil habitantes y es la ciudad que más turistas recibe; Lodz que se sitúa en su centro; Gdansk, la capital de Pomerania, una ciudad con uno de los puertos más importantes en el Báltico; Breslavia, la capital de la Baja Silesia y uno de los principales centros económicos y de desarrollo tecnológico del país.

### Emigración
Fuera de sus fronteras viven otros doce millones de polacos, en los territorios que se autodenominan «las Polonias». Los principales estados receptores de estas oleadas migratorias fueron Estados Unidos, Canadá, Alemania, Francia y las ex repúblicas soviéticas de Lituania, Ucrania, Letonia y Bielorrusia. En América del Sur las más grandes colonias de polacos son las de los países del cono sur: Argentina, sur de Brasil y Uruguay. Igualmente Venezuela fue observada por los polacos como un destino válido para emigrar por las dificultades para ser recibidos en países tradicionales como Estados Unidos, Canadá y Brasil. En América Central es destacable la comunidad polaca en Costa Rica.

### Religión

#### Historia
El catolicismo sigue desempeñando un papel importante en la vida de muchos polacos y la Iglesia católica goza en Polonia de prestigio social e influencia política, a pesar de la represión experimentada bajo el gobierno comunista. Sus miembros lo consideran un depósito del patrimonio y la cultura nacionales. Polonia afirma tener la mayor proporción de ciudadanos católicos de cualquier país de Europa, excepto Malta (incluso más que en Italia, España e Irlanda).
Desde sus inicios, Polonia ha contribuido sustancialmente al desarrollo de la libertad religiosa. Desde que el país adoptó el cristianismo en el año 966, también admitía otras religiones a través de una serie de leyes: Estatuto de Kalisz (1264), Confederación de Varsovia (1573). Sin embargo, el rey Vladislao II de Polonia fue presionado por la Iglesia católica para emitir el Edicto de Wieluń (1424), que prohíbe en principio a los protestantes husitas. El pensamiento teológico polaco incluye movimientos teológicos, como el calvinista de los Hermanos Polacos y un número de otros grupos protestantes, así como ateos, como el exjesuita filósofo Kazimierz Łyszczyński, uno de los primeros pensadores ateos de Europa.
Hasta la Segunda Guerra Mundial, Polonia era una sociedad religiosamente diversa, en la que importantes grupos judíos, cristianos ortodoxos, protestantes y católicos coexistieron. En la segunda república polaca, el catolicismo era la religión dominante, declarado por el 65 % de los ciudadanos polacos, seguida de otras denominaciones cristianas, y alrededor del 3 % de los creyentes del judaísmo. Como resultado del Holocausto y de los sucesos posteriores a la Segunda Guerra Mundial, como la expulsión de los alemanes y la Operación Vistula, Polonia se ha convertido en abrumadora mayoría católica.

#### Régimen legal

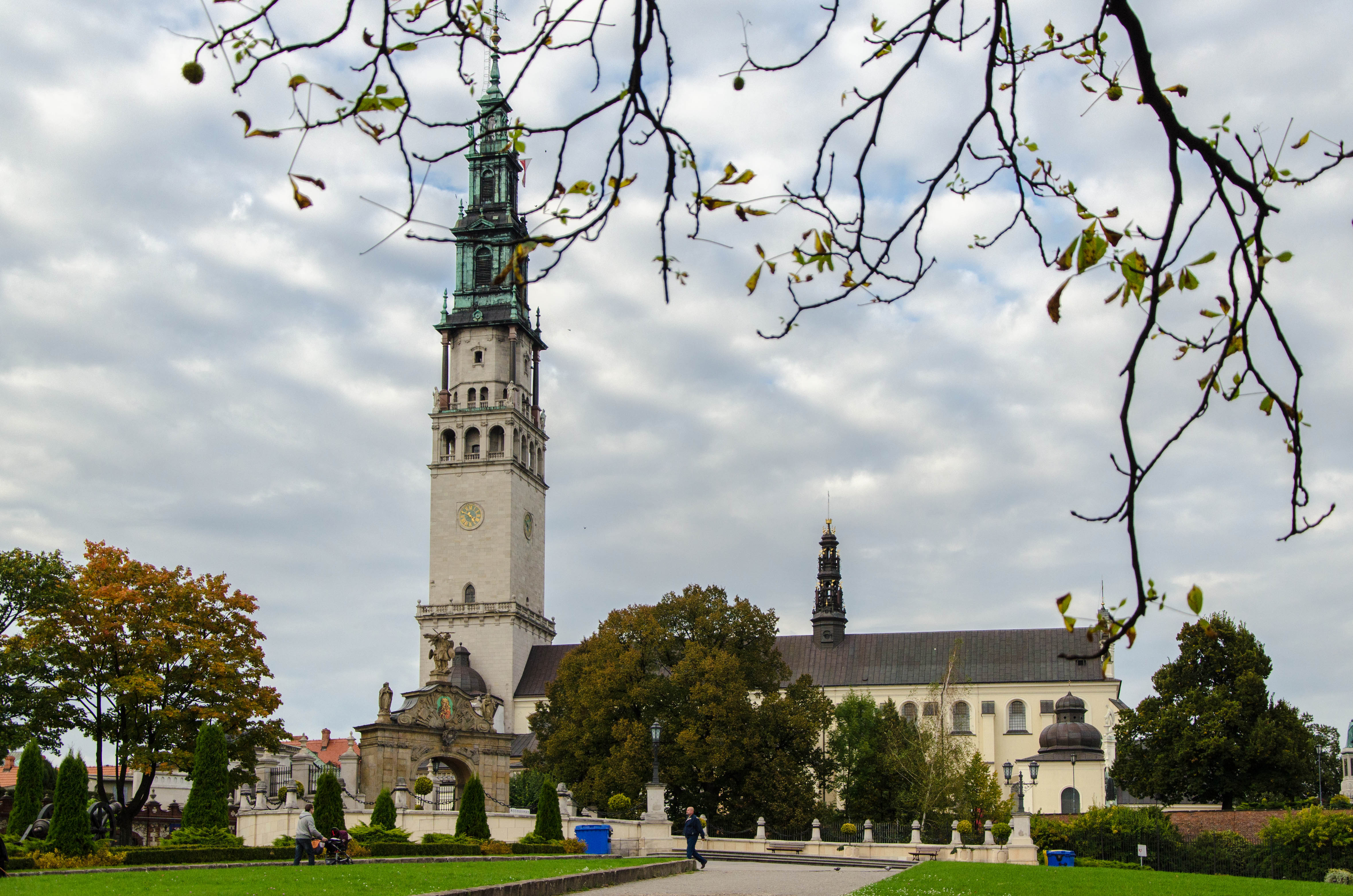
Vista del santuario católico de Jasna Góra, considerado el principal centro de peregrinación del país.

La Constitución de Polonia de 1997 recoge en su artículo 25 la autonomía de las confesiones religiosas, con iguales derechos. El Estado garantizará su libertad de expresión en la vida pública, la mutua independencia y la cooperación para el bien individual y común. Se recogen las relaciones con la Iglesia católica mediante tratado internacional. Tales relaciones se contienen en el Acuerdo de 1993, que reconoce el derecho a la enseñanza religiosa en las escuelas, la libre constitución de instituciones educativas y caritativas y los efectos civiles del matrimonio canónico y de la nulidad matrimonial.

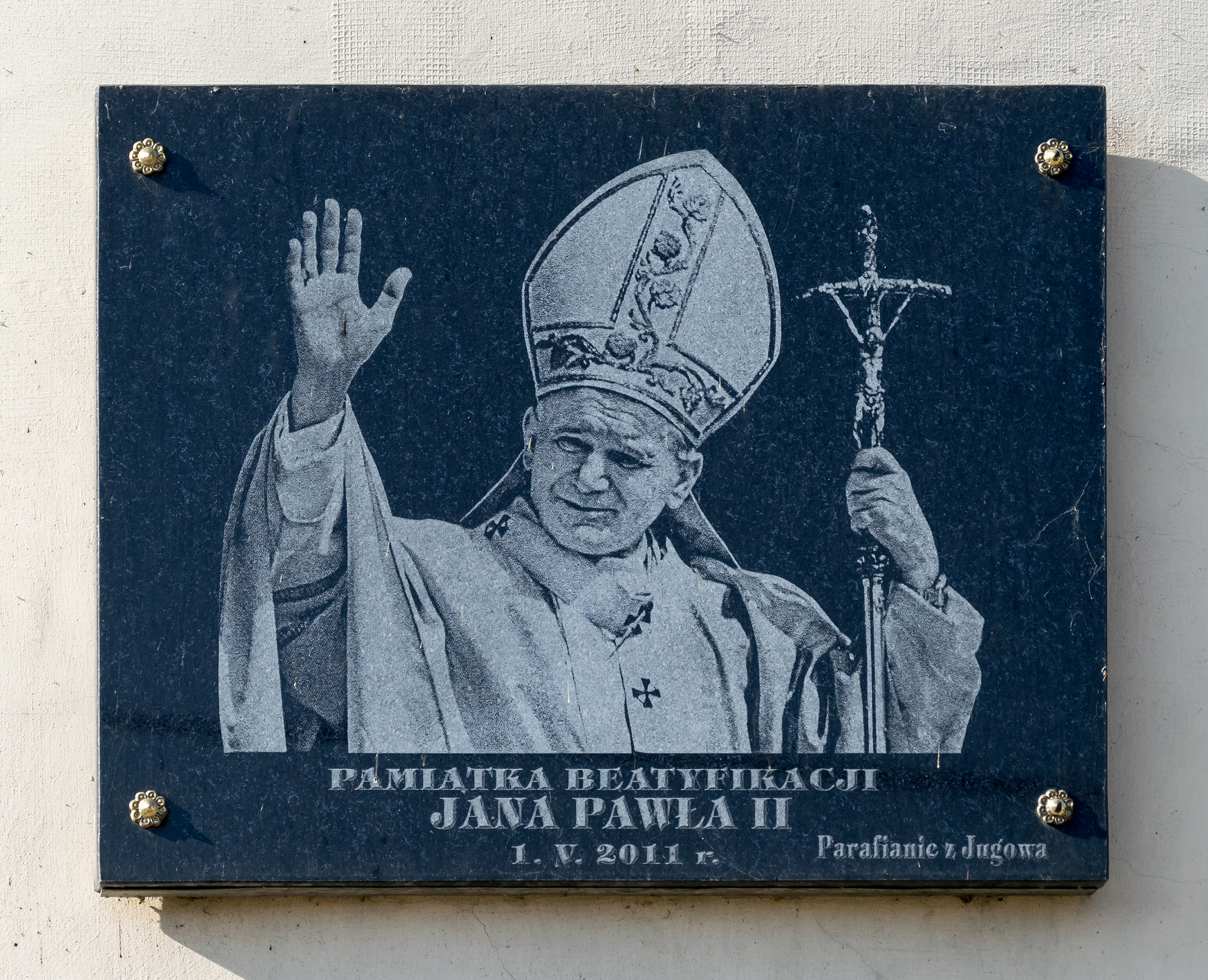
Juan Pablo II se convirtió en el primer papa polaco de la historia, y fue canonizado en 2014. Este fue considerado como un gran promotor de Polonia en el mundo.

En 2007, el 88.4 % de la población pertenecía a la Iglesia Católica. A pesar de las tasas de observancia religiosa son más bajos, en el 52 % o el 51 % de los católicos polacos, Polonia sigue siendo uno de los países más devotamente religiosos de Europa[cita requerida]. De acuerdo con una encuesta de 2007, el 72 % de los encuestados no se oponía a la enseñanza religiosa en las escuelas públicas[cita requerida]. Algunos sitios famosos de peregrinación católica en Polonia son el monasterio de Jasna Góra, en la ciudad del sur de Polonia, Czestochowa, así como la casa de la familia de Juan Pablo II en Wadowice a las afueras de Cracovia.
Del 16 de octubre de 1978 hasta su muerte el 2 de abril de 2005, Karol Józef Wojtyła (conocido más tarde como Juan Pablo II), oriundo de Polonia, fue papa de la Iglesia católica. Él ha sido el único papa eslavo y polaco hasta la fecha, y fue el primer papa no italiano desde el papa Adriano VI en 1522. Además se le atribuye haber desempeñado un papel importante en la aceleración de la caída del comunismo en Polonia y a lo largo de Europa Central y Europa Oriental; ya que la visita de Juan Pablo II a Polonia en 1979, fue el «detonador» de los cambios. Con ocasión de su fallecimiento, el presidente del Parlamento Europeo, José Borrell, escribía:

Me inclino con respeto ante la memoria de esa gran personalidad que ha marcado de forma determinante la historia del último cuarto de siglo. (...) Imponía el respeto por la claridad de sus opiniones y por la sinceridad de sus continuos esfuerzos en favor de la justicia, la paz y el respeto de la dignidad y de los derechos humanos. Nadie olvidará sus gestos de apertura y diálogo dirigidos a los representantes de las demás religiones, particularmente durante los encuentros de Asís. La historia recordará el determinante empeño de Juan Pablo II en la reconducción de los Estados de Europa Central y Oriental hacia la democracia y la libertad. Recordará, asimismo, su actividad, a menudo discreta pero decidida, en favor del diálogo entre los pueblos y los Estados en conflicto y por la reanudación de las negociaciones entre los Estados de Oriente Próximo.

Las minorías religiosas incluyen la Iglesia ortodoxa polaca (unos 506 800), varios protestantes (sobre 150 000), testigos de Jehová (126 827), católicos orientales, mariavitistas, católicos polacos, judíos y musulmanes (incluyendo los tártaros de Bialystok). Los miembros de las iglesias protestantes incluyen aproximadamente 77 500 en la Iglesia Evangélica de Augsburgo. También hay unos pocos miles de paganos algunos de los cuales son miembros de esas iglesias registradas oficialmente como la Iglesia polaca nativa, (Rodzimy Kościół Polski).

### Salud

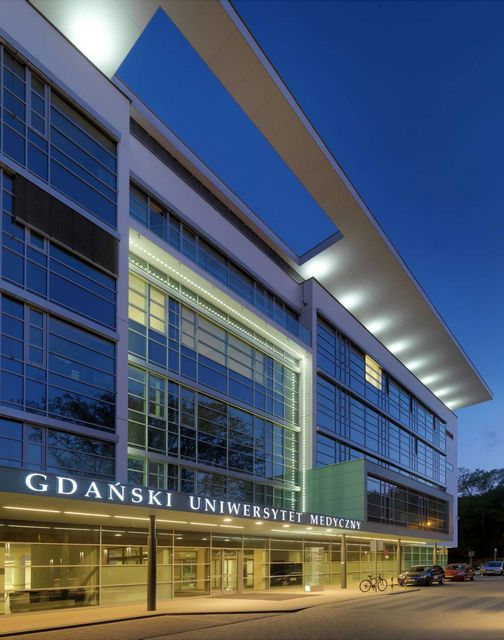
La Facultad de Medicina de la Universidad de Gdansk.

El sistema de salud de Polonia se basa en un sistema de seguros de todo. El Estado es quien subsidia el sistema y está disponible para todos los ciudadanos polacos que están cubiertos por este programa de seguro de salud general. Sin embargo, no es obligatorio ser tratado en un hospital estatal, ya que el país cuenta con muchas instituciones privadas que ofrecen servicios de salud.
Todos los proveedores de servicios médicos y hospitales en Polonia están subordinados al Ministerio de Sanidad de Polonia, que presta servicios de supervisión y control de la medicina general, además de ser responsable de la administración del día a día del sistema de salud. Además de estas funciones, el ministerio también tiene la tarea de mantenimiento de las normas de higiene y de cuidado del paciente.
Los hospitales en Polonia están organizados de acuerdo con la estructura administrativa regional, dando como resultado que la mayoría de las ciudades tienen su propio hospital (Szpital Miejski). Los complejos médicos más grandes y más especializados tienden a estar en las grandes ciudades, con algunas unidades aún más especializadas ubicadas solo en la capital, Varsovia. Sin embargo, todos voivodatos tienen su propio hospital general (la mayoría tienen más de uno), todos los cuales están obligados a tener un centro de traumatología; este tipo de hospitales, que son capaces de hacer frente a casi todos los problemas médicos son llamados «Hospitales Regionales» (Szpital Wojewódzki). La última categoría de hospital en Polonia es la de centros médicos especializados, un ejemplo de lo que sería el Instituto de Oncología María Sklodowska-Curie, líder en Polonia, y de lo más altamente especializado para la investigación y tratamiento del cáncer.
En 2012, la industria de la salud experimentó una transformación. Se les dio a los hospitales la prioridad para la restauración cuando sea necesario. Como resultado de este proceso, muchos hospitales se han actualizado con el equipo médico de última generación.

### Educación
La educación de la sociedad polaca era una meta de los gobernantes ya en el siglo XII, y Polonia se convirtió en uno de los países más cultos de Europa. El catálogo de la biblioteca del Cabildo de la catedral de Cracovia, que data de 1110 muestra que a principios del siglo XII, los intelectuales polacos tenían acceso a la literatura europea. La Universidad Jaguelónica, fundada en 1364 por el rey Casimiro III en Cracovia, es la vigésima universidad más antigua del mundo. La Comisión de Educación Nacional (Komisja Edukacji Narodowej), establecida en 1773, es el primer ministerio del estado en el mundo para la educación.
La primera universidad en Polonia, la Universidad Jaguelónica de Cracovia, fue establecida en 1364. El Informe del Programa Internacional para la Evaluación de Estudiantes, coordinado por la Organización para la Cooperación y el Desarrollo, ocupa el sistema educativo de Polonia en su PISA 2012 como el 10.º mejor del mundo, logrando mejores resultados que la media de la OCDE.

#### Primaria y secundaria

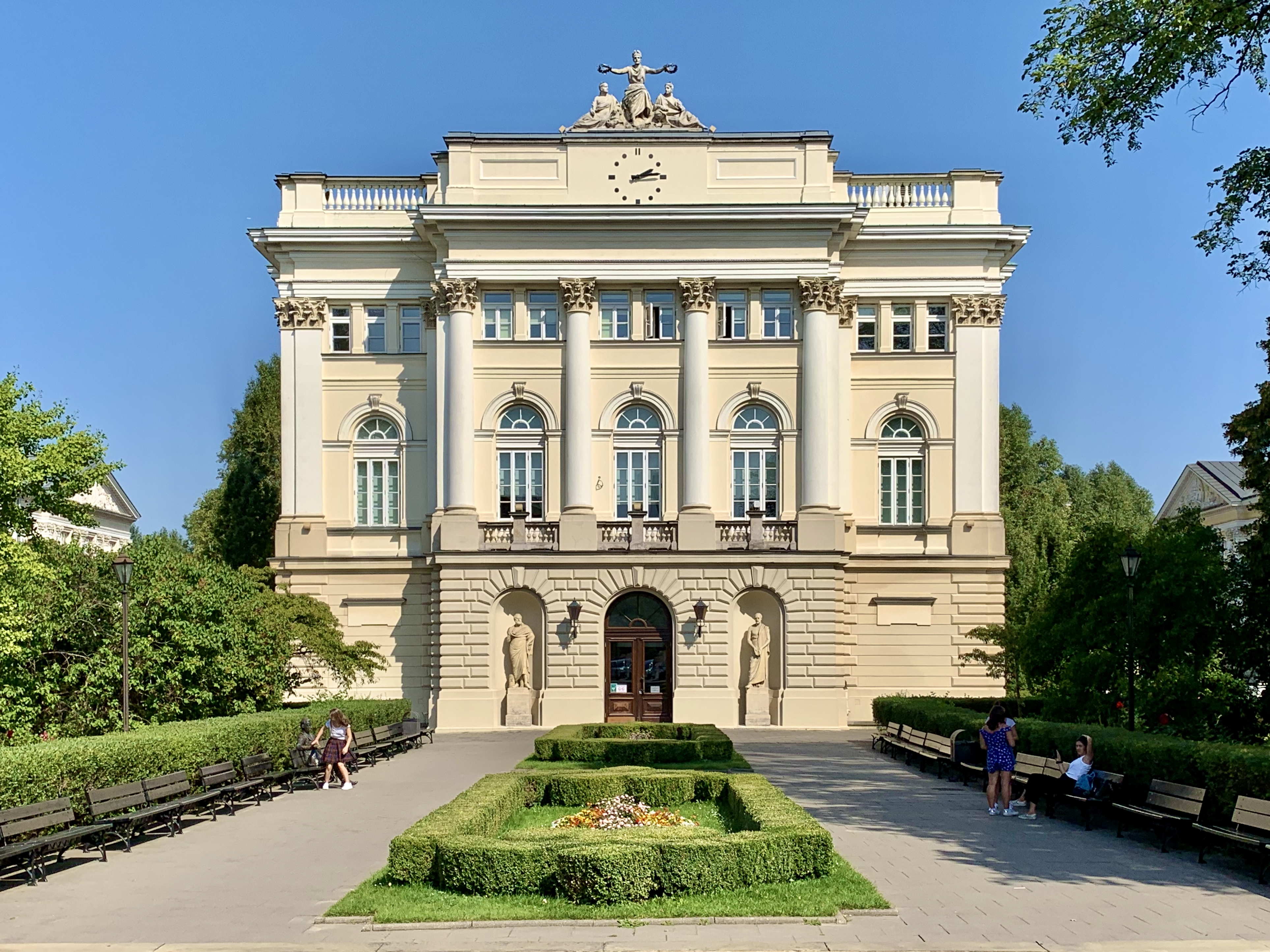
Vista de la biblioteca de la Universidad de Varsovia.

La educación en Polonia comienza a la edad de cinco o seis años (con la edad en particular elegida por los padres) para la Clase 0 (equivalente al preescolar), y seis o siete años en la primera clase (primer grado) de la escuela primaria (szkoła podstawowa). Es obligatorio que los niños participen en un año de educación formal antes de entrar a la primera clase en un plazo máximo de 7 años de edad. El castigo corporal de los niños en las escuelas está prohibido oficialmente desde 1783 (antes de las particiones) y criminalizado desde 2010 (en las escuelas, así como en el hogar).
Al final del octavo curso, cuando la mayoría de los estudiantes tienen 15 años, toman un examen obligatorio que determinará su aceptación y la transición a una escuela secundaria. Hay varias alternativas, siendo la más común de los cuatro años en una liceum (liceo) o cinco años en una technikum (técnica). Ambos terminan con un examen de madurez (Matura, similar al francés del bachillerato), y puede ser seguido por varias formas de educación superior, que conducen al título de licenciado (licencjat) o ingeniero (inżynier), posteriormente a la maestría (segundo ciclo de cualificación) y, finalmente, al doctorado (doktor) (titulación de tercer ciclo).

#### Educación superior
Hay quinientas organizaciones para la búsqueda de la educación superior en Polonia, uno de los números más grandes de Europa.
La Universidad Jaguelónica de Cracovia, fue la primera universidad polaca, fundada en 1364 por el rey Casimiro III, como la 20.ª universidad más antigua del mundo.
Hay 18 universidades tradicionales plenamente acreditados en Polonia. Hay veinte universidades técnicas, nueve universidades médicas independientes, cinco universidades para el estudio de la economía, nueve academias agrícolas, tres universidades pedagógicas, una academia teológica y tres universidades de servicios marítimos.
Hay una serie de instituciones de educación superior dedicada a la enseñanza de las artes. Entre ellas se encuentran las siete academias estatales más altas de la música. Hay una serie de instituciones educativas privadas y cuatro academias militares nacionales (dos por el ejército y una para las otras ramas de servicios).
| Academia Marítima de Gdynia. | Universidad Jaguelónica de Cracovia. | Universidad Tecnológica de Gdansk. | Universidad de Breslavia. |
| ---------------------------- | ------------------------------------ | ---------------------------------- | ------------------------- |
|                              |                                      |                                    |                           |

## Cultura

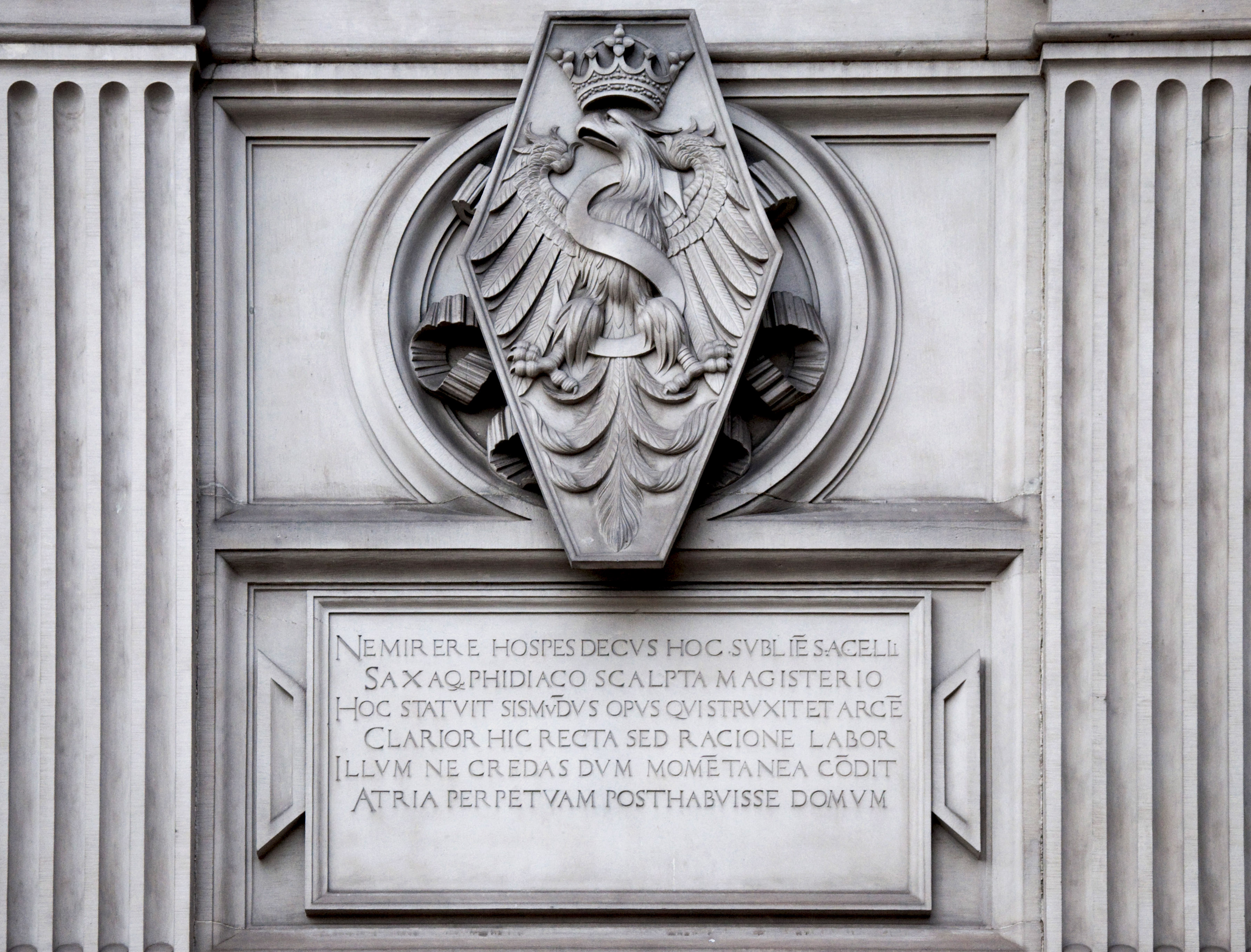
El Águila Blanca Polaca es el símbolo nacional y cultural perdurable de Polonia.

La cultura de Polonia está estrechamente relacionada con sus mil años de historia. Su carácter único fue desarrollado como resultado de su geografía, en la confluencia de las culturas europeas. Con orígenes en la cultura proto-eslava, con el tiempo la cultura polaca se ha visto profundamente influida por sus vínculos con la cultura germánica, latina y bizantina, así como en el contacto continuo con los muchos otros grupos étnicos y minorías que viven en Polonia. El pueblo de Polonia se ha considerado tradicionalmente hospitalario con artistas extranjeros y con ganas de seguir las tendencias culturales y artísticas populares de otros países. En los siglos XIX y XX, el foco de Polonia sobre la promoción cultural a menudo tenía prioridad sobre la actividad política y económica. Estos factores han contribuido a la naturaleza versátil del arte polaco, con todos sus matices complejos.

### Música

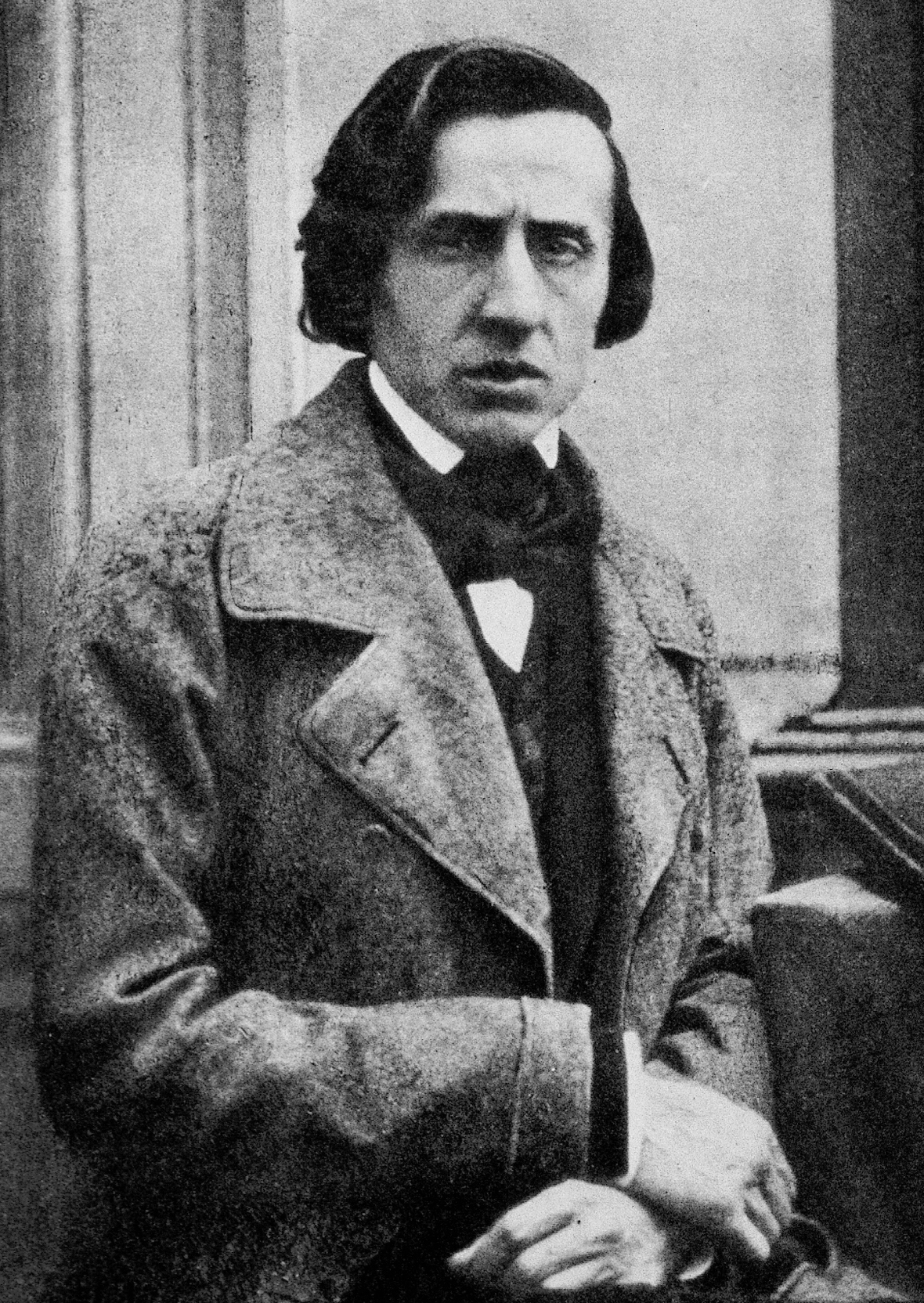
Frédéric Chopin es considerado como un héroe en Polonia, y como uno de los más importantes pianistas de la historia.

Los músicos de Polonia, incluyendo compositores famosos como Chopin o Penderecki y tradicionales músicos populares, crean una escena de la música viva y diversa, que incluso reconoce sus propios géneros de la música, como la poesía cantada (śpiewana poezja) y disco polo. Polonia también produjo famosos pianistas como Arthur Rubinstein.
Los orígenes de la música polaca se pueden remontar tan atrás como el siglo XIII; se han encontrado manuscritos en Stary Sącz, que contienen composiciones polifónicas relacionadas con Escuela de Notre Dame. Otras composiciones, como la melodía de Bogurodzica y Bóg się Rodzi (una polonesa de coronación de los reyes de Polonia por un compositor desconocido), también se remontan a este período, sin embargo, el primer compositor notable conocido, Mikolaj de Radom, nació y vivió en el siglo XV. Durante el siglo XVI, los dos principales grupos musicales - ambos con sede en Cracovia y que pertenecen al rey y el arzobispo de Wawel - condujeron a la rápida evolución de la música polaca. Los compositores y escritores durante este período incluyen Wacław de Szamotuły, Mikolaj Zielenski y Mikołaj Gomolka. Diomedes Cato, un italiano por nacimiento, que vivió en Cracovia desde la edad de cinco años, se convirtió en uno de los más famosos laudistas en la corte de Segismundo III.
A finales del siglo XVIII, la música clásica polaca se desarrolló en formas nacionales como la polonesa. En el siglo XIX los compositores más populares fueron: Józef Elsner y sus alumnos Frédéric Chopin e Ignacy Dobrzyński. Los compositores de ópera importantes de la época eran Karol Kurpiński y Stanisław Moniuszko mientras que la lista de solistas y compositores famosos incluyó a Henryk Wieniawski y Juliusz Zarebski. A mediados de los siglos XIX y XX los compositores más destacados fueron Wladyslaw Zelenski y Mieczysław Karłowicz, junto con Karol Szymanowski, este último ganando importancia antes de la Segunda Guerra Mundial, Alexandre Tansman viviendo en París, pero con fuertes conexiones con Polonia, Witold Lutoslawski, Henryk Górecki y Krzysztof Penderecki, y Andrzej Panufnik.
La música tradicional folclórica polaca ha tenido un efecto importante en las obras de muchos compositores polacos de renombre, y no más que en Frédéric Chopin, un héroe nacional reconocido de las artes, cuyas obras implican el piano y son técnicamente exigentes, haciendo hincapié en los matices y profundidad expresiva. Como un gran compositor, Chopin inventó la forma musical conocida como la balada instrumental y realizó importantes innovaciones a la sonata para piano, la mazurca, el vals, nocturno, polonesa, estudio, impromptu y preludio, fue también el autor de una serie de polonesas que prestaron en gran medida de la música tradicional folclórica polaca. Es en gran parte gracias a él que las piezas ganaron gran popularidad en toda Europa durante el siglo XIX. Hoy en día la música popular más característico se puede escuchar en las ciudades y pueblos del sur montañoso, particularmente en la región que rodea a la ciudad de vacaciones de invierno de Zakopane.
Hoy Polonia tiene una escena musical muy activa, con los géneros del jazz y metal, el cual es muy popular entre la población contemporánea. Músicos de jazz polacos como Krzysztof Komeda, crearon un estilo único, que era el más famoso en los años 60 y 70 y sigue siendo popular hoy en día. Desde la caída del comunismo, Polonia se ha convertido en un lugar importante para los festivales de música de gran escala, entre los que se encuentran el Festival Open'er, el Festival de Opole y el Festival Internacional de la Canción de Sopot.

### Artes visuales

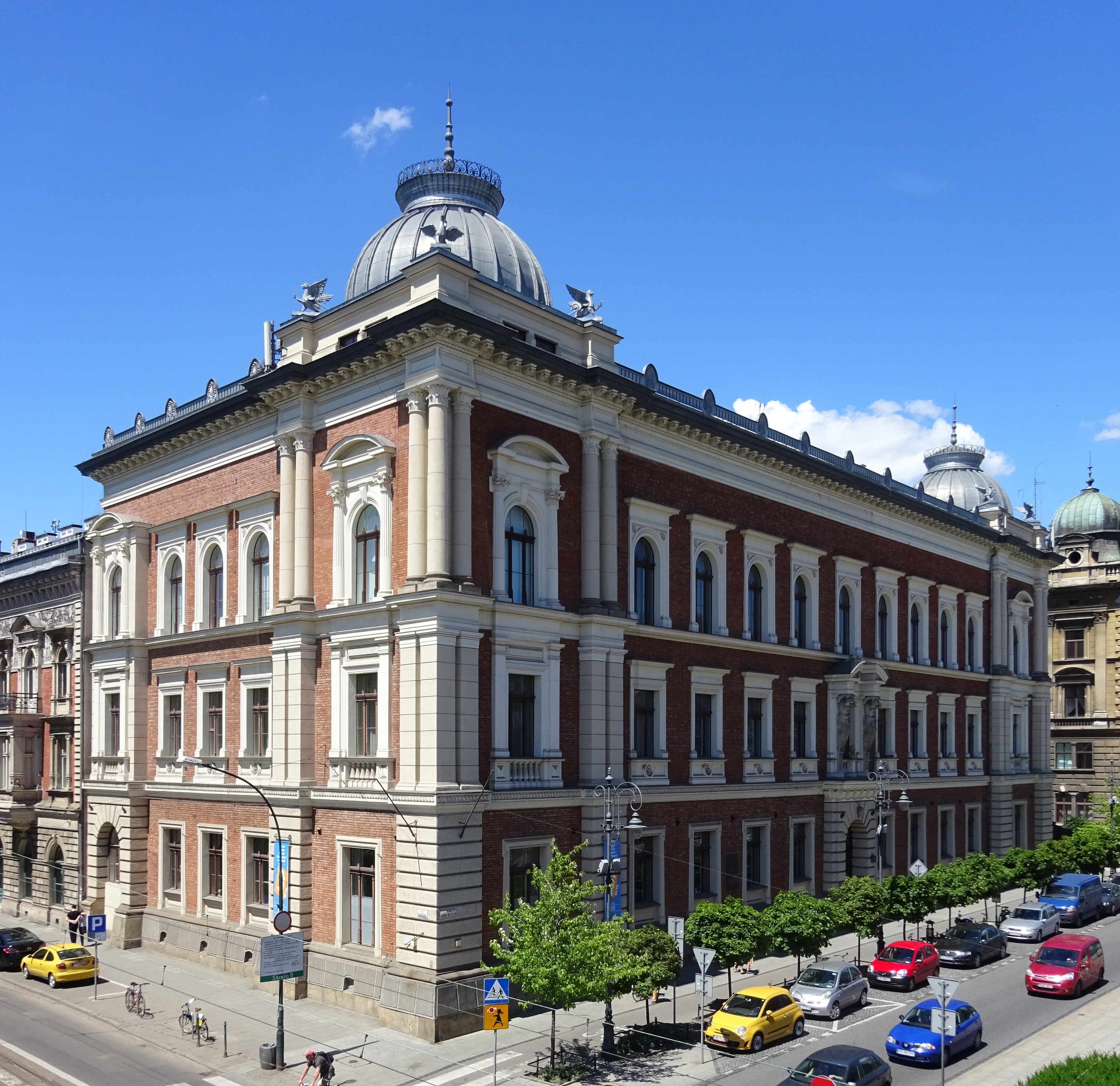
Academia de Bellas Artes de Cracovia.

La escuela cracoviana de pintura historicista desarrollada por Jan Matejko produce representaciones monumentales de costumbres y acontecimientos importantes en la historia de Polonia. Tamara de Lempicka, que se especializa en la pintura art déco, es conocido por ser uno de los pintores más famosos.[cita requerida]
Stanisław Witkiewicz era un partidario del realismo en el arte polaco, su principal representante es Józef Chełmoński.[cita requerida] El Młoda Polska (Joven Polonia) fue un período modernista del arte, y participó en una gran cantidad de experimentación formal dirigida por Jacek Malczewski (simbolismo), Stanisław Wyspiański, Józef Mehoffer, y un grupo de polacos impresionistas. El arte de Tadeusz Makowski fue influenciado por el cubismo; mientras Władysław Strzemiński y Henryk Stażewski trabajaron en el lenguaje constructivista. Los escultores polacos más famosos incluyen a Xawery Dunikowski y Magdalena Abakanowicz.[cita requerida]
Desde los años de entreguerras, el arte polaco y la fotografía documental ha contado con el reconocimiento mundial.[cita requerida] En la década de 1960, la Escuela Polaca de Carteles se formó, con Henryk Tomaszewski y Waldemar Swierzy. Algunas renombradas escuelas de arte son la Academia de Bellas Artes de Cracovia, la Escuela de Cracovia de Arte y Diseño de Moda, la Academia de Bellas Artes de Varsovia, la Academia de Arte de Szczecin, la Universidad de Bellas Artes de Poznan, y la Academia Eugeniusz Geppert de Bellas Artes.

### Cine

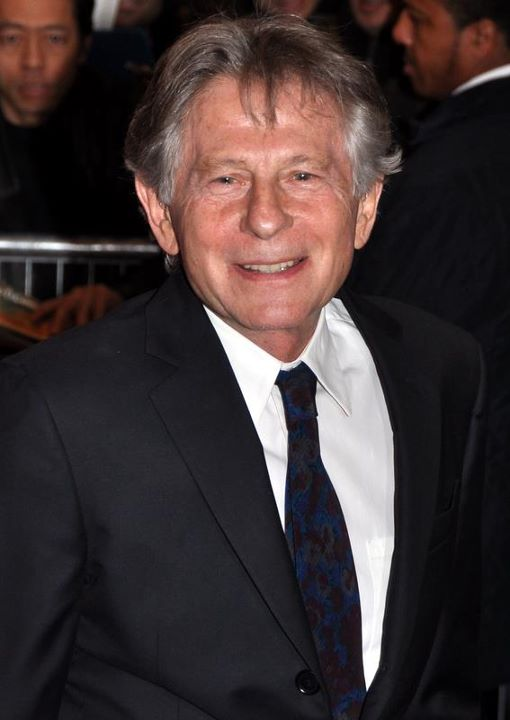
Roman Polański

La historia del cine polaco es tan larga como la historia de la cinematografía. Durante décadas, Polonia ha producido destacados directores, productores de películas, dibujantes y actores que alcanzaron fama mundial, especialmente en Hollywood. Además, los inventores polacos desempeñaron un papel importante en el desarrollo de la cinematografía mundial y la televisión moderna. Entre los directores y productores más famosos, que trabajaron en Polonia y en el extranjero están Roman Polański, Andrzej Wajda, Samuel Goldwyn, los Hermanos Warner (Harry, Albert, Sam y Jack), Max Fleischer, Lee Strasberg, Agnieszka Holland y Krzysztof Kieślowski.
En el siglo XIX, a lo largo de la división de Polonia, numerosos inventores aficionados, como Kazimierz Prószyński, estaban ansiosos por construir un proyector de cine. En 1894, Prószyński logró crear un pleograph, una de las primeras cámaras del mundo. La invención, que tomó fotografías y proyectó imágenes, se construyó antes de que los hermanos Lumière presentaran su patente. También patentó un «aeroscope», la primera cámara exitosa de cine operado manualmente. En 1897, Jan Szczepanik obtuvo una patente británica para su telectroscopio. Este prototipo de televisión podría transmitir imágenes y sonido fácilmente, permitiendo así una vista remota en vivo. Luego de la invención de los aparatos apropiados y el desarrollo tecnológico en los años venideros, su concepto, entonces imposible, se hizo realidad.
El cine polaco se desarrolló rápidamente en el período de entreguerras. La estrella más famosa de la era del cine mudo fue la actriz polaca Pola Negri. Durante este tiempo, el cine yiddish también evolucionó en Polonia. Las películas en yiddish con temas judíos, como The Dybbuk (1937), jugaron un papel importante en la cinematografía polaca de antes de la guerra. En 1945, el gobierno estableció Film Polski, una organización estatal de producción y distribución de películas, con el director Aleksander Ford como jefe de la compañía. Los Caballeros de la Orden Teutónica (1960) de Ford, fueron vistos por millones de personas en la Unión Soviética, Checoslovaquia y Francia.
En 2015, Ida por Paweł Pawlikowski ganó un Premio Óscar a la mejor película de habla no inglesa. El pianista (2002) de Roman Polański, es otra película polaca ganadora de un Óscar.

### Arquitectura

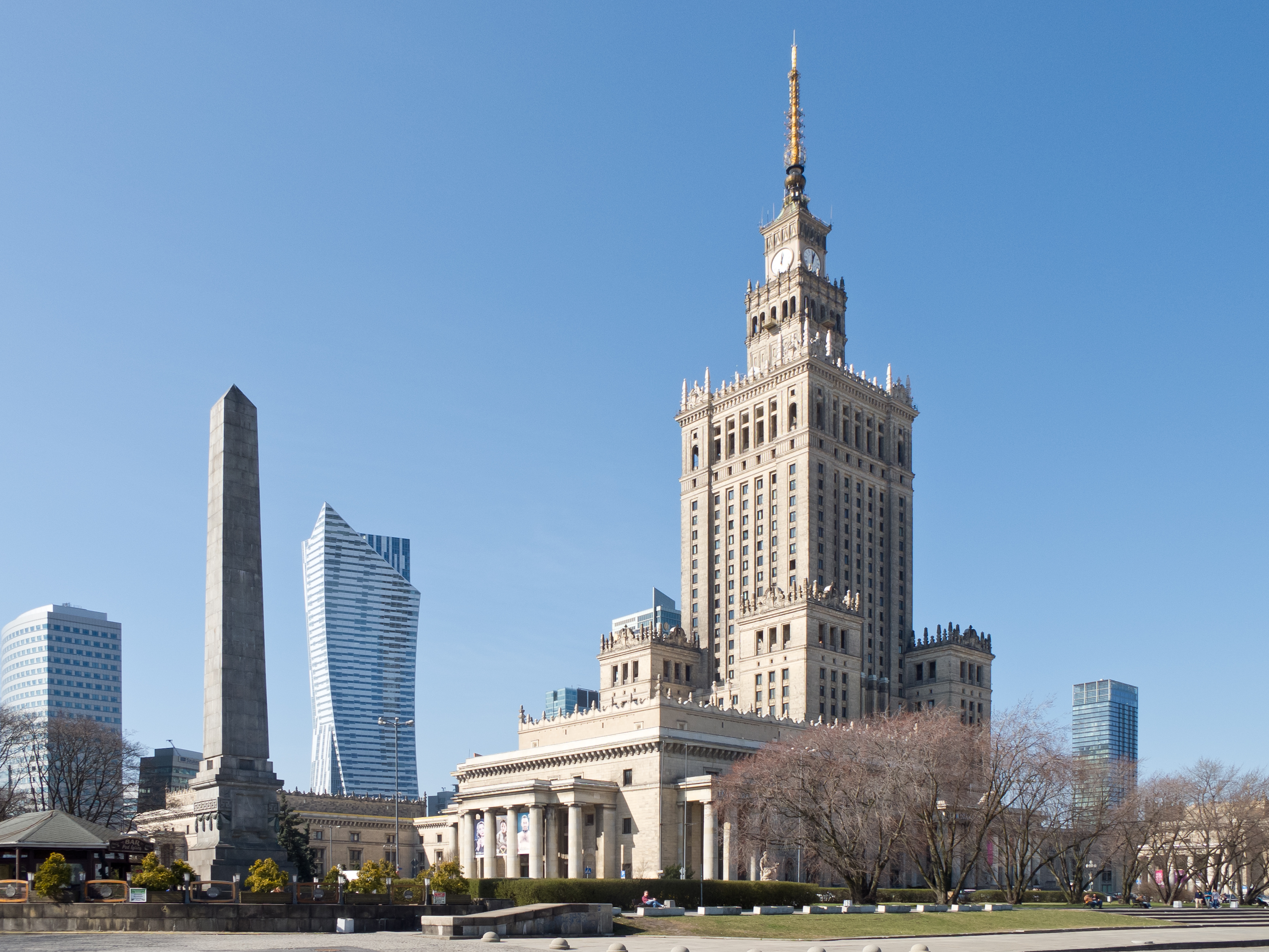
Varsovia muestra el contraste entre rascacielos modernos junto a edificios históricos.

Las ciudades y pueblos polacos reflejan todo un espectro de estilos arquitectónicos europeos. La arquitectura románica está representada por la iglesia de San Andrés en Cracovia, y la catedral de Breslavia es característica del estilo gótico de ladrillo encontrado en Polonia. Los áticos ricamente decorados y las arcadeloggias son los elementos comunes de la arquitectura renacentista polaca, como es evidente en el Ayuntamiento de Poznan. Durante algún tiempo, el estilo renacentista tardío conocido como manierismo, más notablemente en el Castillo Real de Varsovia, coexistió con el estilo barroco temprano, tipificado en la iglesia de los Santos Pedro y Pablo en Cracovia.

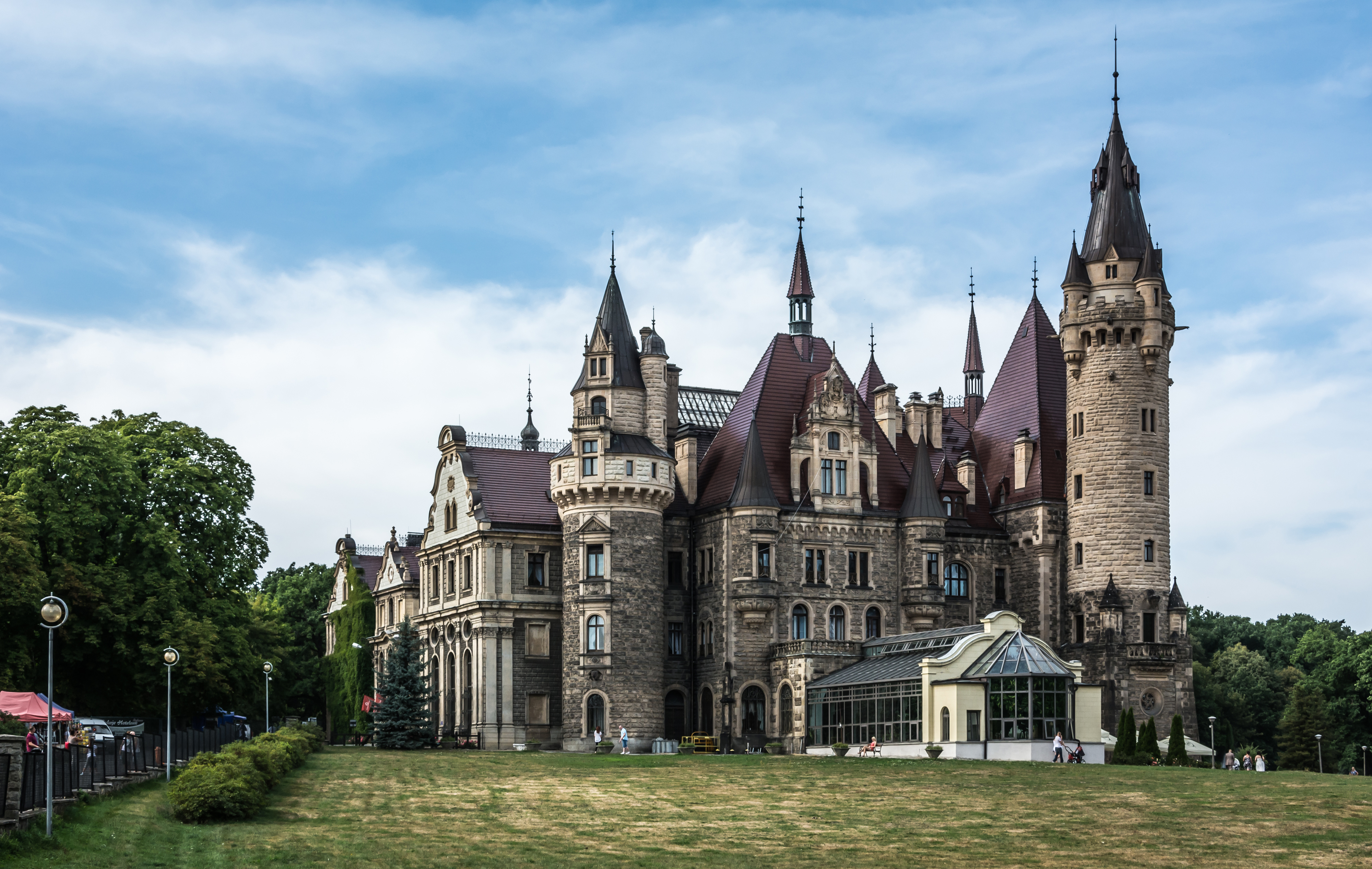
Castillo de Moszna.

La historia no ha sido amable con los monumentos arquitectónicos de Polonia. No obstante, varias estructuras antiguas han sobrevivido: castillos, iglesias y casas señoriales, a menudo únicas en el contexto regional o europeo. Algunos de ellos han sido cuidadosamente restaurados, como el castillo de Wawel, o completamente reconstruidos, incluido el casco antiguo de Gdansk y el centro histórico de Varsovia. Varsovia ahora tiene muchos edificios modernos y rascacielos en el centro de la ciudad, donde alguna vez estuvieron los conventillos.
La arquitectura de Gdansk es principalmente de la variedad hanseática, un estilo gótico común entre las antiguas ciudades comerciales a lo largo del mar Báltico y en la parte norte de Europa Central. El estilo arquitectónico de Breslavia es principalmente representativo de la arquitectura alemana, ya que fue durante siglos ubicado dentro del Sacro Imperio Romano. El centro de Kazimierz Dolny es un buen ejemplo de ciudad medieval bien conservada. La antigua capital de Polonia, Cracovia, se encuentra entre los complejos urbanos góticos y renacentistas mejor conservados de Europa.
La segunda mitad del siglo XVII está marcada por la arquitectura barroca. Las torres laterales, como las del palacio Branicki en Bialystok, son típicas del barroco polaco. El clásico barroco de Silesia está representado por la Universidad de Breslavia. Las profusas decoraciones del palacio de Wilanów son características del estilo rococó. El centro del clasicismo polaco fue Varsovia bajo el gobierno del último rey polaco Estanislao II Poniatowski. El palacio Łazienki es el ejemplo más notable de la arquitectura neoclásica polaca. El castillo de Lublin representa el estilo del Renacimiento gótico en arquitectura, mientras que el castillo de Moszna es un ejemplo de eclecticismo.

### Literatura
Durante la Edad Media, la mayoría de los escritores y eruditos polacos (por ejemplo, Jan Długosz) escribieron solo en latín, la lengua común de las letras europeas. Esta tradición fue rota por Jan Kochanowski, quien se convirtió en el primer autor polaco en escribir la mayor parte de sus obras en polaco. Polonia fue cuna de grandes autores durante los siglos XIX y XX, como Adam Mickiewicz, Henryk Sienkiewicz, Bolesław Prus, Wladyslaw Reymont, Witold Gombrowicz y Czeslaw Milosz. Joseph Conrad (1857-1924), hijo del dramaturgo y poeta polaco Apollo Korzeniowski, ganó en todo el mundo una amplia fama adaptando el inglés como lengua literaria en sus novelas. Dos prosistas polacos han ganado el Premio Nobel de Literatura: Henryk Sienkiewicz y Wladyslaw Reymont.
Entre los poetas polacos más conocidos se encuentran los «tres bardos» (trzej wieszcze), un grupo formado por Mickiewicz, Krasinski y Słowacki, tres representantes de la literatura romántica del país. La palabra polaca «wieszcz» significa profeta o adivino. Polonia ha tenido dos poetas premio Nobel: Czeslaw Milosz y Wisława Szymborska.
En 2019, la autora polaca Olga Tokarczuk recibió el Premio Nobel de Literatura para el año 2018.

### Gastronomía

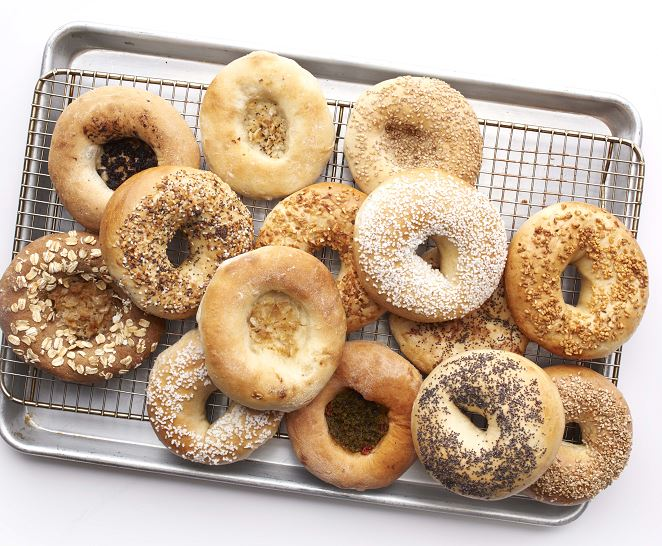
El bagel, un pan elaborado tradicionalmente de harina de trigo, se originó en Polonia.

La gastronomía de Polonia es una mezcla de gastronomías de origen eslavo occidental, alemán, así como tradiciones culinarias propias de la zona. Está muy relacionada con las gastronomías eslavas en el uso de la avena y otros cereales, pero ha sido influenciada por las gastronomías turca, alemana, húngara, judía, armenia, francesa o las cocinas coloniales del pasado. Se puede decir con gran generalidad que la cocina polaca es rica, sustanciosa y relativamente alta en grasas. Los polacos son famosos por la generosidad que dedican a los períodos de disfrute de la comida. El producto más conocido que se originó en Polonia es el bagel.
Durante la Edad Media la cocina de Polonia fue muy fuertemente condimentada con especias. En aquella época dos de los principales ingredientes eran la carne (ternera) y el cereal. El territorio de la actual Polonia estaba densamente poblado de árboles, y es por esta razón por la que se empleaba con mucha frecuencia en la cocina de aquella época setas, frutas del bosque, nueces y miel. Gracias a la cercanía con los países del Este el precio de algunas especias tales como el junípero, pimienta negra y la nuez moscada tenían precios más bajos que en el resto de Europa, y esta fue la razón que se hiciera popular el uso de especias en algunos platos de la cocina polaca. Otro propósito fue la necesidad de neutralizar los malos olores de los alimentos no tan perfectamente conservados. La bebida más popular es la cerveza, incluida la muy poco fermentada podpiwek, y la aguamiel. En el siglo XVI las clases altas empezaron a importar vinos procedentes de Hungría y Silesia. Algunos aguardientes destilados como el vodka, que empezaban a ser populares en Europa ya eran bebidas comunes en las clases bajas.
Con la ascensión al trono de la reina Bona Sforza, la segunda mujer de Segismundo I de Polonia en 1518, innumerables platos de la cocina italiana y la francesa fueron traídos a Polonia. De esta simple manera algunas de las verduras clásicamente empleadas en estas gastronomías empezaron a verse cada vez más en la cocina polaca, como por ejemplo la lechuga, el puerro, apio y la col. Incluso hoy en día, la denominación de estos vegetales como los puerros, las zanahorias y los apios se conocen en polaco como wloszczyzna, haciendo referencia a Wlochy que es el nombre polaco de Italia.

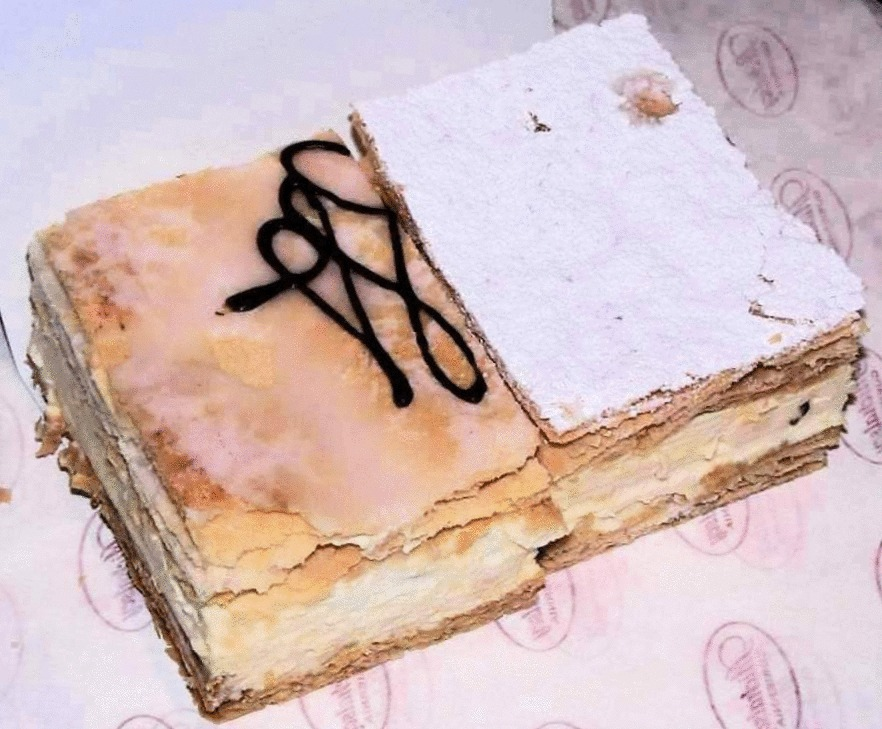
Napoleonka, un pastel de crema que hace referencia al nombre de Napoleón Bonaparte.

Una comida típica se compone de tres platos, se suele empezar con una sopa, como el żurek (sopa de harina de sabor ácido), el barszcz (sopa de remolacha) o la sopa de tomate, seguido quizás de un aperitivo de salmón o arenque (preparado en crema, aceite o vinagre). Otros aperitivos populares son elaborados con diferentes carnes, vegetales o pescado en aspic (gelatina). Para el plato principal se puede probar el plato nacional que se denomina bigos (chucrut o col fermentada ácida con trozos de carne y salchichas) o schnitzel (en polaco schabowy, chuleta de cerdo rebozada). Finalizando con una especie de nota dulce como un helado, o mejor aún si se es afortunado un pedazo de makowiec, que es una especie de pastel casero de semillas de amapola, o el napoleonka un tipo de pastel de levadura.
Otras especialidades polacas incluyen la golonka (codillo de cerdo), gulash (trozos de carne hervidos con verduras), kołduny (especie de empanadilla hervida rellena de carne que acompaña sopas), pulpety (albódigas de carne de Italia), los zrazy (rodajas de ternera), el salceson (una especie de salchicón ahumado), tripas, salchichas, pierogi (bolas de masa hervida) y el bagel (producto de pan).

### Deporte
Muchos deportes son populares en Polonia. El voleibol y fútbol son los más populares del país, con una rica historia de competencia internacional. También son populares el atletismo, el Salto de esquí, el baloncesto, el boxeo, la esgrima, el balonmano, el hockey sobre hielo, la natación, y la halterofilia, entre otros.

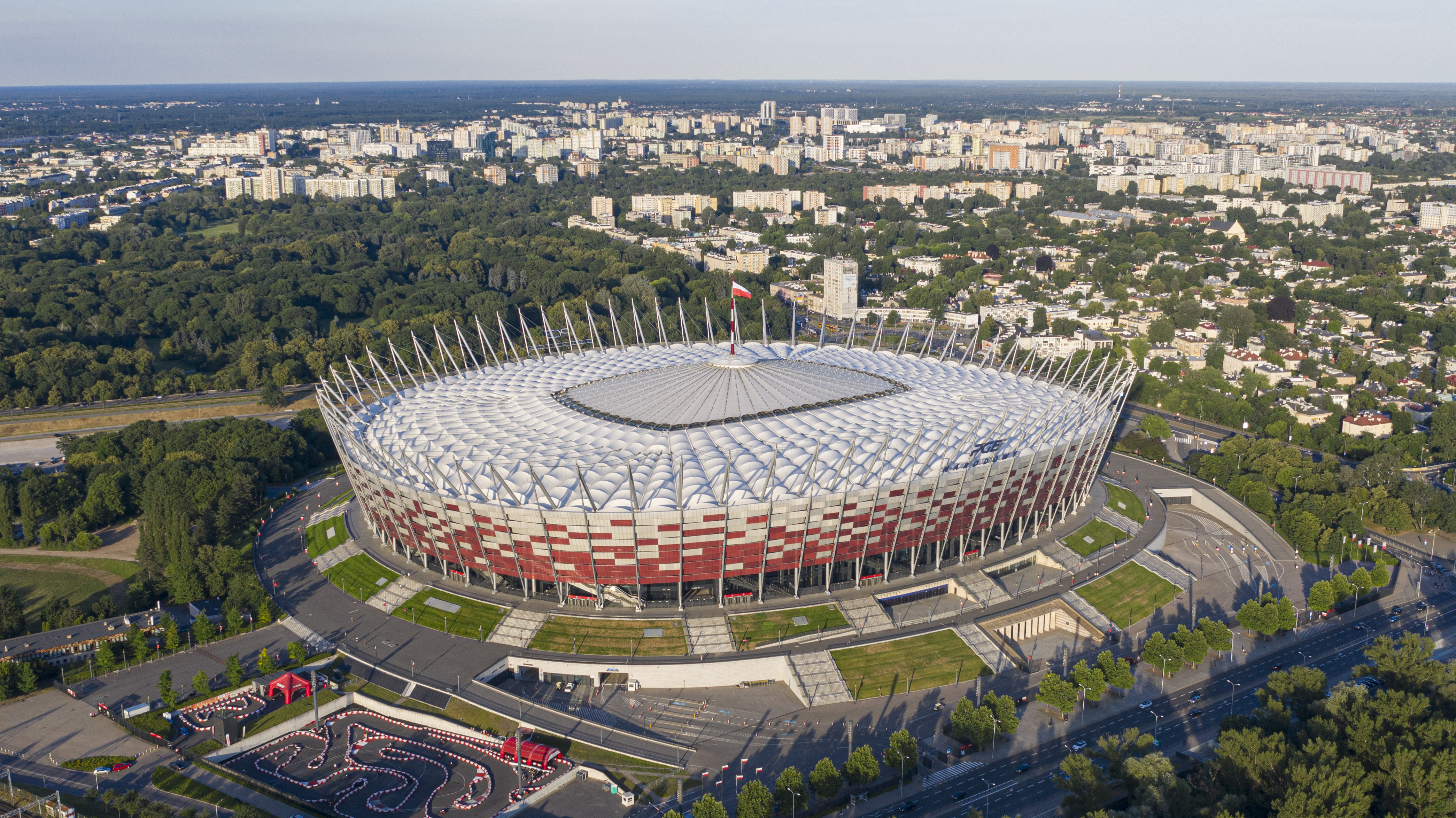
Vista del estadio Nacional de Varsovia, el estadio de fútbol más grande en el país.

La época de oro del fútbol en Polonia se produjo a lo largo de la década de 1970 y continuó hasta principios de 1980 cuando la selección de fútbol de Polonia logra sus mejores resultados, acabando en el 3.er lugar en la Copa Mundial de Fútbol en las ediciones 1974 y 1982. Además, la selección ganó la medalla de oro en fútbol en los Juegos Olímpicos de Múnich 1972, consiguiendo también las medallas de plata en las ediciones de 1976 y 1992. Polonia, junto con Ucrania, fue sede de la Eurocopa 2012. El capitán de la selección polaca es Robert Lewandowski, jugador del Fútbol Club Barcelona
Mariusz Pudzianowski es un atleta de fuerza de un gran éxito y ha ganado más títulos en la competición de El hombre más fuerte del mundo que cualquier otro competidor en el mundo, ganando el evento en 2008 por quinta vez. El primer piloto de Fórmula 1 polaco, Robert Kubica, ha traído gran expectación. Polonia ha hecho una marca distintiva en la carretera de las motocicletas de carreras gracias a Tomasz Gollob, un piloto polaco de gran éxito. El equipo nacional de Speedway de Polonia es uno de los grandes equipos en cuanto a la práctica de speedway y ha tenido muchos éxitos en varias competiciones.
Uno de los circuitos de motociclismo más importantes de Polonia es el de Poznan.
Muchos polacos han obtenido logros significativos en el montañismo, en particular en los Himalayas (Ochomil). Los más famosos escaladores polacos son Jerzy Kukuczka, Krzysztof Wielicki, Kinga Baranowska y Wanda Rutkiewicz.
Las montañas polacas son un lugar ideal para el senderismo, la escalada, el esquí y la bicicleta de montaña, por lo cual atraen a millones de turistas cada año procedentes de todo el mundo. El mar Báltico, así como algunas playas y balnearios, son lugares populares para la pesca, canotaje, kayak y una amplia gama de otros deportes acuáticos.
En ciclismo destaca Michał Kwiatkowski, campeón de mundo en ruta en Ponferrada 2014.
Mariusz Wlazły, Paweł Zagumny, Michał Winiarski y Bartosz Kurek Voleibol celebridad actual.
En tenis, actualmente destaca Iga Świątek, integrante del top 10 y primera campeona polaca de Grand Slam en categoría individual tras su victoria en Roland Garros 2020.

### Moda
La moda siempre fue un aspecto importante de Polonia y su identidad nacional. Polonia es uno de los países más a la moda y mejor vestidos del mundo. Aunque la industria de la moda polaca no es tan famosa en comparación con las industrias de Francia e Italia, todavía contribuyó a las tendencias globales y los hábitos de vestir. Además, varios diseñadores y estilistas polacos dejaron un legado permanente de invenciones de belleza y cosméticos, que todavía se utilizan en la actualidad.

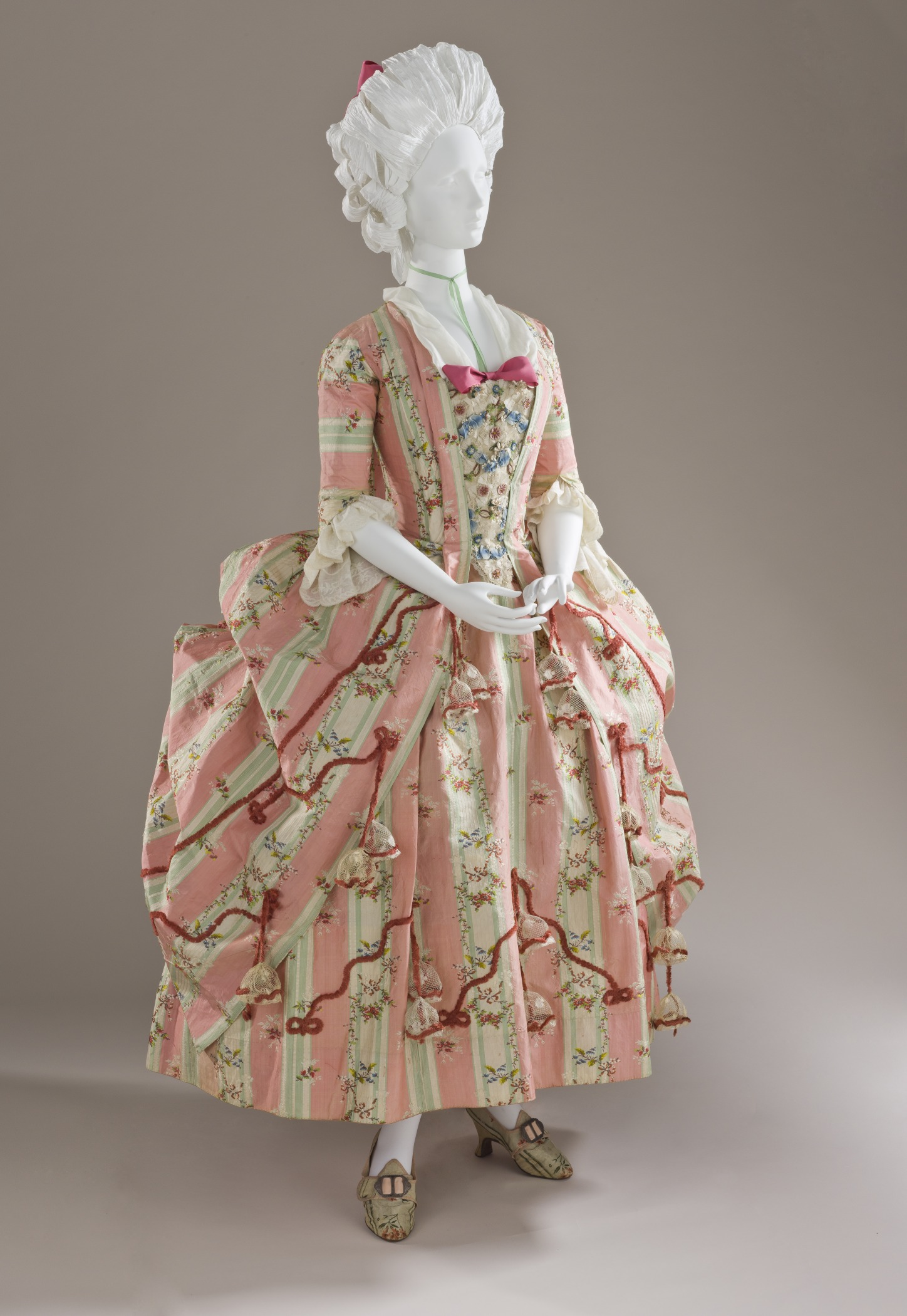
La polonesa, es una prenda de mujer inspirada en el traje nacional polaco, surgida a finales de 1770.

A lo largo de la historia, los estilos de ropa en Polonia a menudo variaron debido a la influencia extranjera, especialmente de los países vecinos y el Medio Oriente. Debido a su posición geográfica, Polonia fue referida metafóricamente como una ruta comercial que unía Europa occidental con el Imperio Otomano, el Kanato de Crimea y Persia. Esto permitió a los polacos absorber varios hábitos, que estaban presentes en el Medio Oriente en ese momento. La nobleza y los magnates de clase alta llevaban un atuendo que se parecía en cierto modo a los estilos orientales. Los equipos incluían un Żupan, Delia, Kontusz y un tipo de espada llamada Karabela, traída por comerciantes armenios. Los aristócratas polacos ricos también mantuvieron a los tártaros y jenízaros cautivos en sus cortes; Esto afectó el vestido nacional. El extenso multiculuralismo presente en Polonia-Lituania desarrolló la ideología del «sarmatismo».
La vestimenta nacional polaca, así como la moda y la etiqueta de Polonia, también llegaron a la corte real de Versalles en el siglo XVIII. Algunos vestidos franceses inspirados en trajes polacos fueron llamados à la polonaise, que significa «estilo polaco». El ejemplo más famoso es robe a la polonaise o simplemente polonesa, una prenda de mujer con una falda holgada drapeada. Otro ejemplo notable es el Witzchoura, un manto largo con cuello y capucha, posiblemente introducido por la amante polaca de Napoleón, Marie Walewska.
Establecida en 1999, la tienda minorista Reserved es la cadena de tiendas de ropa más exitosa de Polonia, que opera en más de mil setencientas tiendas minoristas en diecinueve países. En 2016 se anunció que Reserved se mudará a una antigua tienda BHS en Oxford Street en Londres, uno de los paseos comerciales más prestigiosos y concurridos de Europa.
A principios del siglo XX, la industria subdesarrollada de la moda y la cosmética en el Reino Congreso de Polonia estaba fuertemente dominada por los estilos occidentales, principalmente del Reino Unido y los Estados Unidos. Esto inspiró a la esteticista polaca Maksymilian Faktorowicz para buscar empleo en el extranjero y crear una línea de cosméticos llamada Max Factor en California. En 1920, Faktorowicz inventó la palabra conjunta «maquillaje» basada en la frase verbal «maquillarse», que ahora se usa como una alternativa para «cosméticos». Faktorowicz también se hizo famoso al inventar extensiones de pestañas modernas y brindar servicios a artistas de Hollywood de la época como Gloria Swanson, Pola Negri, Bette Davis, Joan Crawford y Judy Garland.
Otra polaca que contribuyó al desarrollo de los cosméticos fue Helena Rubinstein, fundadora de Helena Rubinstein Incorporated Cosmetics Company, que la convirtió en una de las mujeres más ricas del mundo, y fue comprada por L'Oréal. Una de las citas más controvertidas de Rubinstein fue: «no hay mujeres feas, solo perezosas».
Inglot Cosmetics, fundada en 1983, es el mayor fabricante y minorista de productos de belleza de Polonia, que se vende en 700 ubicaciones en todo el mundo, incluidos salones de venta en la ciudad de Nueva York, Londres, Milán, Dubái y Las Vegas.

### Fiestas
| Fecha           | Nombre en español                 | Nombre local                           |
| --------------- | --------------------------------- | -------------------------------------- |
| 1 de enero      | Año Nuevo                         | Nowy Rok                               |
| 6 de enero      | Reyes Magos                       | Trzech Króli                           |
| marzo o abril   | La Pascua                         | Wielkanoc                              |
| 1 de mayo       | Día del trabajador                | Święto Pracy                           |
| 2 de mayo       | Día de la Bandera Nacional        | Święto Flagi Rzeczypospolitej          |
| 3 de mayo       | Día de la Constitución            | Święto Konstytucji                     |
| junio           | Corpus Christi                    | Boże Ciało                             |
| 15 de agosto    | Asunción y Día de Fuerzas Armadas | Wniebowzięcie i Dzień Wojska Polskiego |
| 31 de agosto    | Día de la Solidaridad y Libertad  | Dzień Solidarności i Wolności          |
| 1 de noviembre  | Día de todos los Santos           | Wszystkich Świętych                    |
| 11 de noviembre | Día de Independencia              | Święto Niepodległości                  |
| 24 de diciembre | Nochebuena                        | Wigilia                                |
| 25 de diciembre | Día de Navidad                    | Boże Narodzenie                        |
| 26 de diciembre | Navidad                           | Drugi dzień świąt Bożego Narodzenia    |